# Kalendarium historii lotniskowców

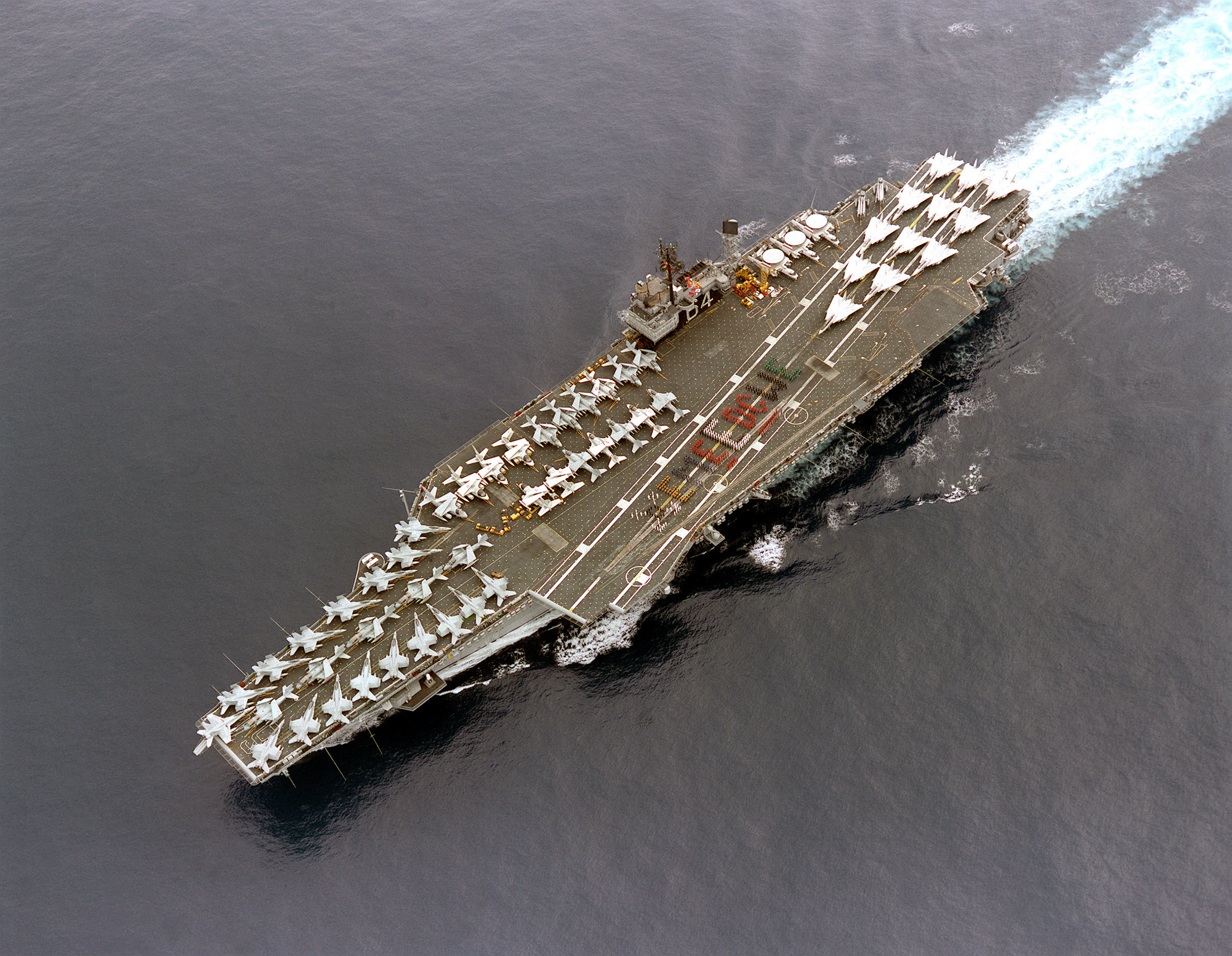
Od lat 60. XX wieku amerykańskie lotniskowce przenoszą na swoich pokładach ekwiwalent całych sił lotniczych wielu państw.

Korzenie lotniskowców sięgają I wojny światowej. Wtedy rozpoczęła się kariera tych pływających jednostek, o których przez wiele lat myślano jako o broni pomocniczej. Jednak w okresie międzywojennym Japonia, Wielka Brytania i Stany Zjednoczone tak rozbudowały swoje floty lotniskowców, że na początku II wojny światowej miały łącznie 18 takich okrętów. Dzisiaj lotniskowce są głównymi okrętami marynarek w których służą, a w przypadku nowoczesnych amerykańskich superlotniskowców, mogą mieć na wyposażeniu więcej samolotów niż całe siły powietrzne niektórych państw.
Ta strona jest próbą dostarczenia zunifikowanej chronologii kluczowych dat w służbie lotniskowców. Lotniskowce często służyły przez wiele lat i to hasło pozwala czytelnikowi na śledzenie zmian i ewolucji okrętów lotniczych przez prawie 100 lat.

## Przed lotniskowcami
1907

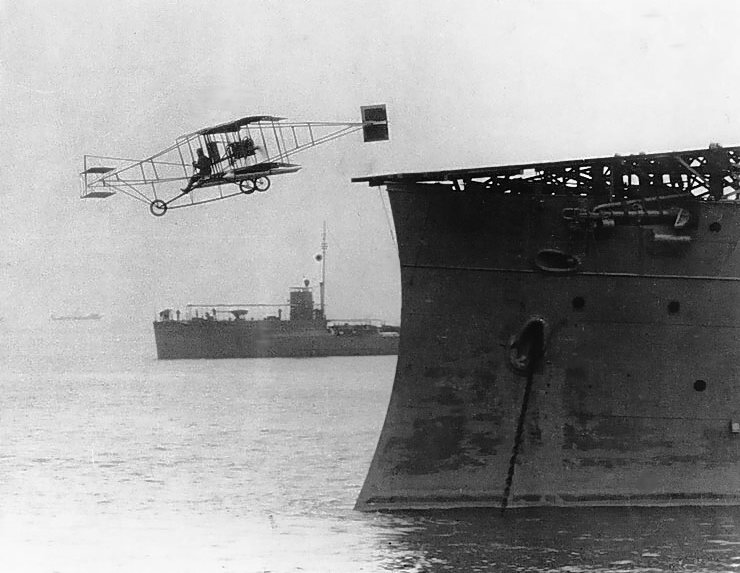
Cywilny pilot Eugene Ely startuje w dwupłatowcu Curtiss Model D z USS „Birmingham”

- Zgodnie z legendą brytyjska Admiralicja odrzuca ofertę braci Wright w sprawie sprzedaży przez nich jednego lub kilku samolotów, twierdząc że „nie widzą miejsca dla lotnictwa w sprawach morskich”[1][2].

1910
- 14 listopada – pierwsza udana próba startu samolotu z okrętu, przy użyciu drewnianej platformy jako pokładu startowego z krążownika USS „Birmingham”[2][3].

1911
- 18 stycznia – pierwsze lądowanie na pokładzie, przy użyciu tymczasowej platformy drewnianej na krążowniku USS „Pennsylvania”; pierwsze użycie systemu lądowania wykorzystującego hak hamujący[2][4].

1912
- styczeń – pierwszy start samolotu z okrętu brytyjskiego HMS „Africa”[5].
- 2 maja – pierwszy zarejestrowany lot z poruszającej się jednostki pływającej: HMS „Hibernia” płynącego z prędkością 10,5 węzła[6].

## I wojna światowa
1914

2 sierpnia 1917, Sqn Cdr E. H. Dunning przeprowadza pierwsze lądowanie na poruszającym się okręcie, HMS „Furious”

- 25 grudnia – atak na Cuxhaven, pierwszy atak z morza skierowany przeciw celowi lądowemu przy użyciu samolotów (wodnosamolotów)[6].

1915
- 12 sierpnia – pierwszy atak przy pomocy torpedy zrzucanej z samolotu, w roli torpedowca wodnosamolot Short Type 184[6].
- 5 listopada – pierwszy start za pomocą katapulty z pokładu okrętu, USS „North Carolina”[7].

1916
- sierpień – nieukończony włoski liniowiec pasażerski „Conte Rosso” został zakupiony przez Royal Navy w celu ukończenia budowy i przerobienia na lotniskowiec HMS „Argus”[8].

1917

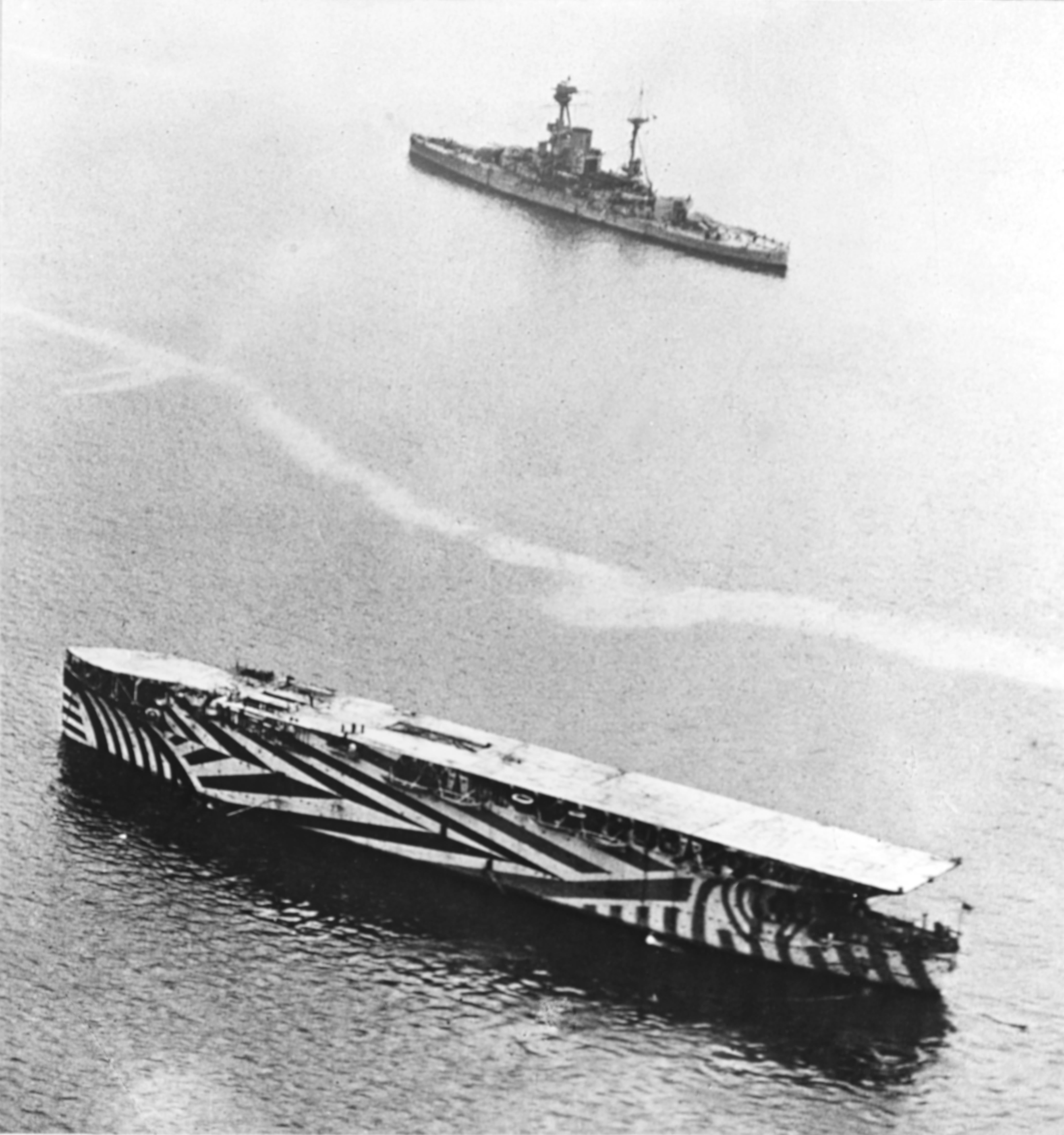
HMS „Argus”

- luty – nieukończony w pełni duży lekki krążownik HMS „Furious” został przebudowany: w zamian za przednie działo zamontowano pokład startowy[9].
- 2 sierpnia – pierwszy samolot ląduje na poruszającym się okręcie, HMS „Furious”; okręt ten został następnie zmodyfikowany i w końcu 1917 wyposażony w położony na rufie pokład do lądowania[9].
- 2 grudnia – HMS „Argus” zwodowany[8].

1918
- 15 stycznia – położenie stępki HMS „Hermes”[8][10]; „Hermes” był pierwszym okrętem specjalnie zaprojektowanym od początku do służby jako lotniskowiec oraz był pierwszym lotniskowcem wyposażonym w nadbudówkę w postaci wyspy[6][10].
- 28 lutego – nieukończony chilijski pancernik „Almirante Cochrane” został zakupiony przez Royal Navy do przeróbki na lotniskowiec HMS „Eagle”[8].
- 8 czerwca – HMS „Eagle” zwodowany[10].
- 16 września – HMS „Argus” wchodzi do służby[8].
- 11 listopada – zawieszenie broni kończy I wojnę światową.

## Okres międzywojenny
1919
- 11 lipca – USS „Jupiter” zostaje zatwierdzony do przeróbki na lotniskowiec[11].
- 11 września – HMS „Hermes” zwodowany[8][10].
- 16 grudnia – położenie stępki „Hōshō” jako tankowca „Hiryu”[12].

1920
- „Hiryu” przemianowany na „Hōshō”[12].

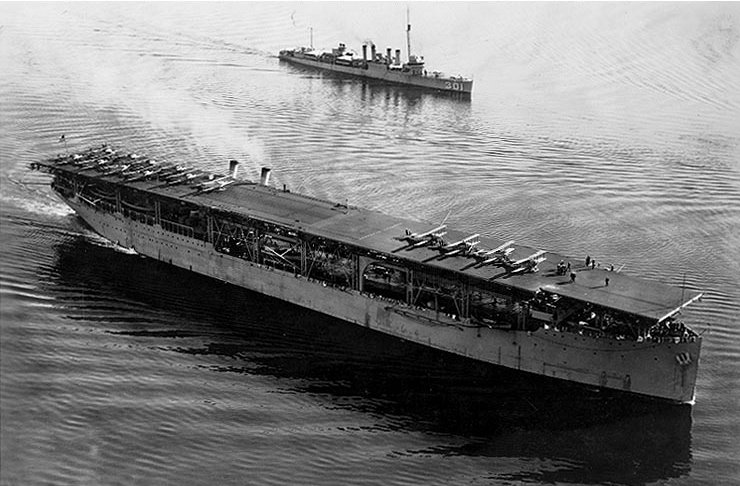
USS „Langley”

- 24 marca – USS „Jupiter” wycofany ze służby w celu przebudowy na lotniskowiec[11].
- 21 kwietnia – USS „Jupiter” przemianowany na USS „Langley”[11].
- 1 listopada – US Navy zatapia pancernik USS „Indiana” za pomocą bombardowań lotniczych podczas eksperymentalnych ćwiczeń[11].
- 6 grudnia – położenie stępki „Akagi”[12].

1921
- 13 października – „Hōshō” przeznaczony do ukończenia jako lotniskowiec[12].
- 13 listopada – „Hōshō” zwodowany[12].

1922
- 6 lutego – podpisanie traktatu waszyngtońskiego ograniczającego wielkość najsilniejszych flot.
- początek przebudowy HMS „Furious” na lotniskowiec gładkopokładowy[9].
- 20 marca – USS „Langley” wchodzi do służby[11].
- 1 lipca – krążowniki liniowe USS „Lexington” i USS „Saratoga” zostają przeznaczone do ukończenia jako lotniskowce[11].
- 27 grudnia – „Hōshō” wchodzi do służby[12].

1923

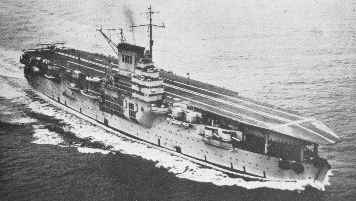
Francuski lotniskowiec „Béarn”

- HMS „Hermes” przechodzi próby morskie[8].
- początek przebudowy francuskiego pancernika typu Normandie „Béarn” na lotniskowiec[13].
- początek przebudowy japońskiego okrętu „Kaga” na lotniskowiec[12].

1924
- 1 lutego – początek przebudowy lekkiego krążownika HMS „Glorious” na lotniskowiec[8][10].
- 28 lutego – HMS „Eagle” wchodzi do służby[8][10].
- czerwiec – początek przebudowy lekkiego krążownika HMS „Courageous” na lotniskowiec[8][10].

1925

Japoński lotniskowiec „Akagi”

- 7 kwietnia – USS „Saratoga” zwodowany[11].
- 22 kwietnia – „Akagi” zwodowany[12].
- 3 czerwca – HMS „Hermes” wchodzi do służby[8].
- wrzesień – HMS „Furious” wraca do służby z ciągłym pokładem lotniczym[9].
- 3 października – USS „Lexington” zwodowany[11].

1926
- 6 maja – pierwsze nocne lądowanie na lotniskowcu, na pokładzie HMS „Furious”[14].

1927
- zakończenie przebudowy „Béarn” na lotniskowiec[13].
- 27 marca – „Akagi” wchodzi do służby[12].
- maj –„Béarn” wchodzi do służby[13].
- 16 listopada – USS „Saratoga” wchodzi do służby[11].
- 14 grudnia – USS „Lexington” wchodzi do służby[11].

1928
- 21 lutego – HMS „Courageous” wchodzi do służby jako lotniskowiec przed zakończeniem przebudowy[8].
- 21 marca – „Kaga” wchodzi do służby[12].
- 5 maja – zakończenie przebudowy HMS „Courageous” na lotniskowiec[8].

1929
- 29 listopada – położenie stępki „Ryūjō”[12].

1930
- 10 marca – HMS „Glorious” wraca do służby jako lotniskowiec[8][10].
- kwiecień – HMS „Argus” przesunięty do rezerwy[8].

1931
- 2 stycznia – pierwszy lotniskowiec wyposażony w hydraulicznie napinane liny hamujące – HMS „Courageous”[6].
- 2 kwietnia – „Ryūjō” zwodowany[12].
- 26 września – położenie stępki USS „Ranger”[15].

1933

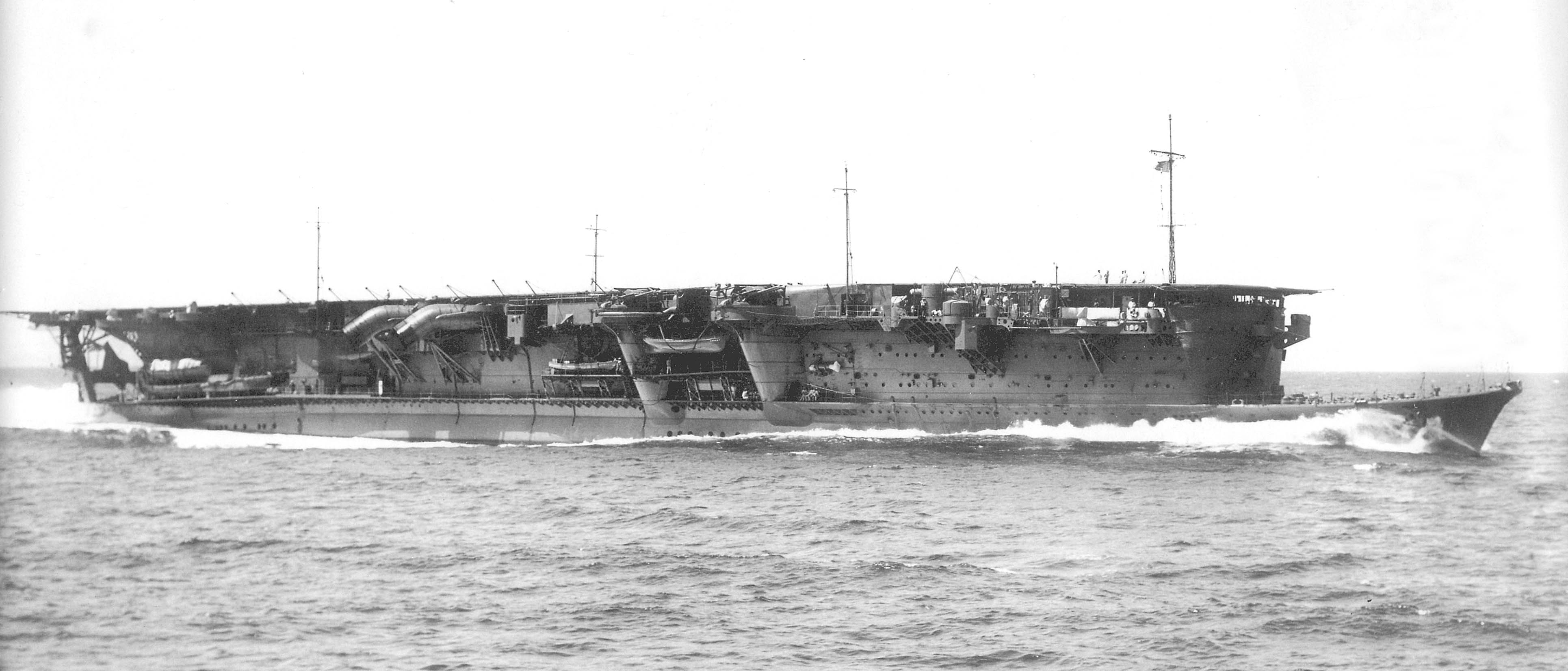
Japoński lotniskowiec „Ryūjō”

- 25 lutego – USS „Ranger” zwodowany[15].
- 9 maja – „Ryūjō” wchodzi do służby[12].

1934

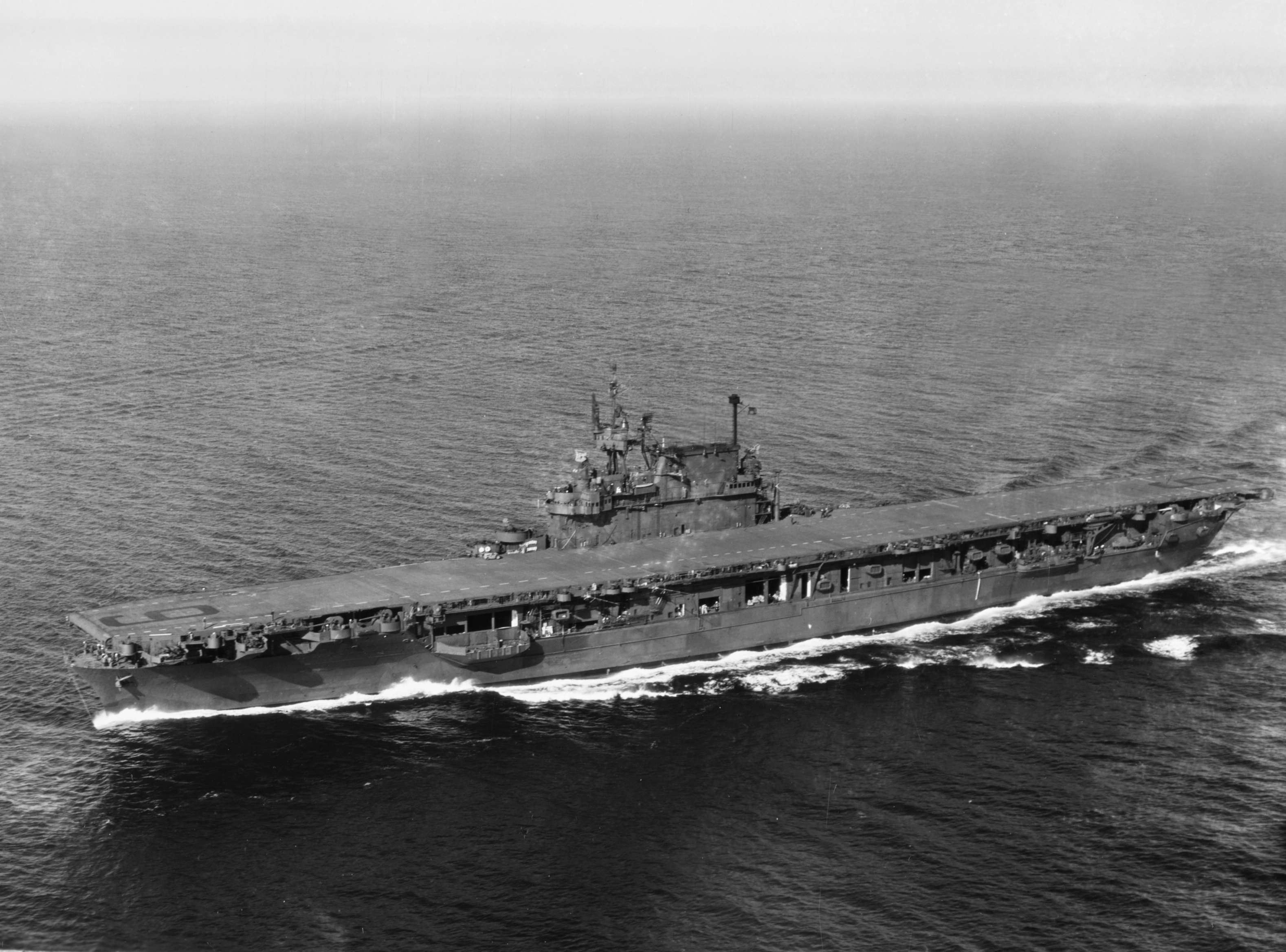
USS „Enterprise”

- 21 maja – położenie stępki USS „Yorktown”[11].
- 4 czerwca – USS „Ranger” wchodzi do służby[15].
- 16 lipca – położenie stępki USS „Enterprise”[16].
- 20 listopada – położenie stępki „Sōryū”[12].

1935
- 16 września – położenie stępki HMS „Ark Royal”[8][10].
- 23 grudnia – „Sōryū” zwodowany[12].

1936
- 15 stycznia – Japonia oficjalnie przestaje przestrzegać ustaleń traktatu waszyngtońskiego.
- 1 kwietnia – położenie stępki USS „Wasp”[11].
- 4 kwietnia – USS „Yorktown” zwodowany[11].
- 8 lipca – położenie stępki „Hiryū”[12].
- 3 października – USS „Enterprise” zwodowany[11].
- 25 października – początek przebudowy USS „Langley” na tender wodnosamolotów[11].

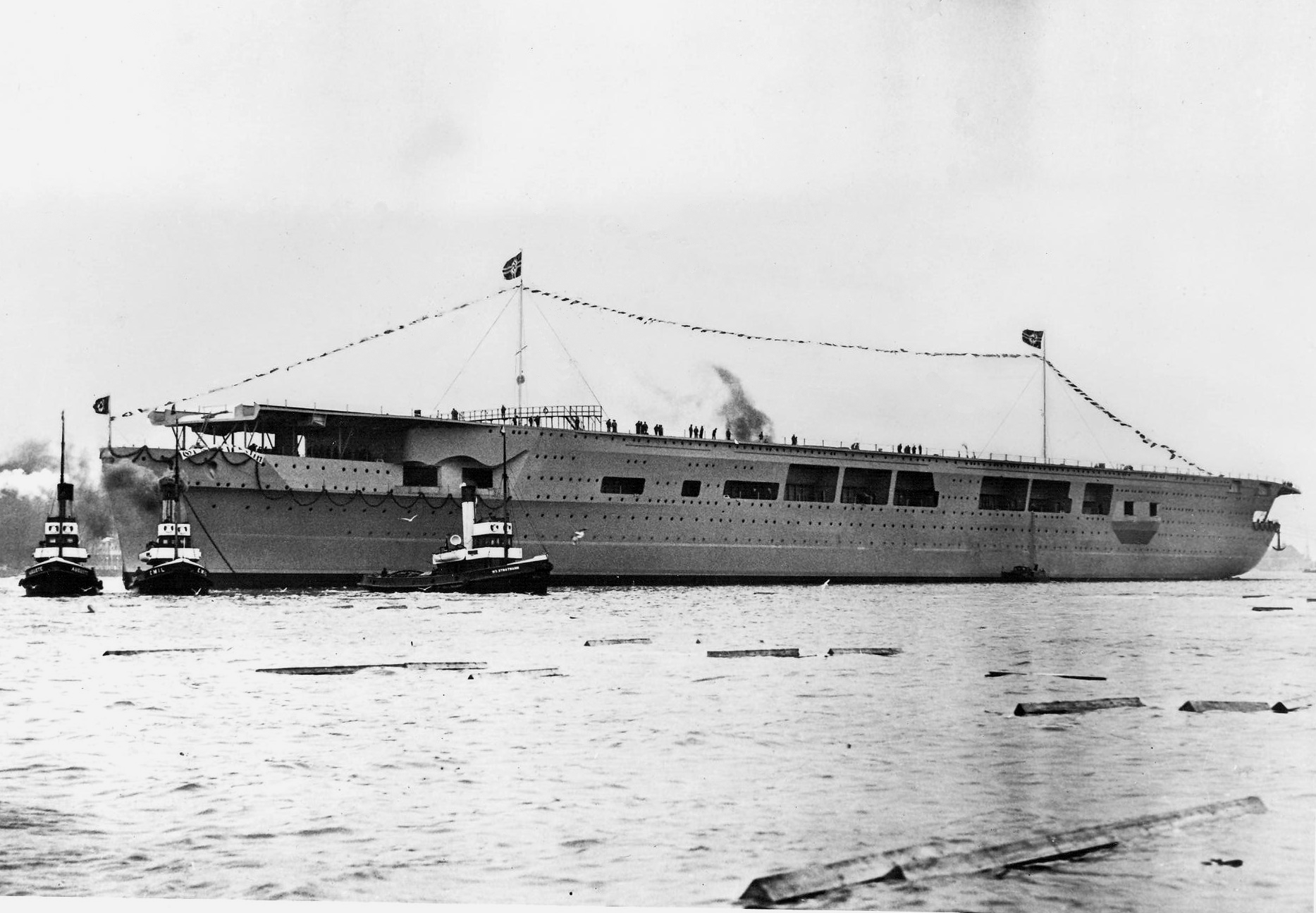
Niemiecki lotniskowiec „Graf Zeppelin”

- 28 grudnia – położenie stępki „Flugzeugträger A” („Graf Zeppelin”)[17].

1937

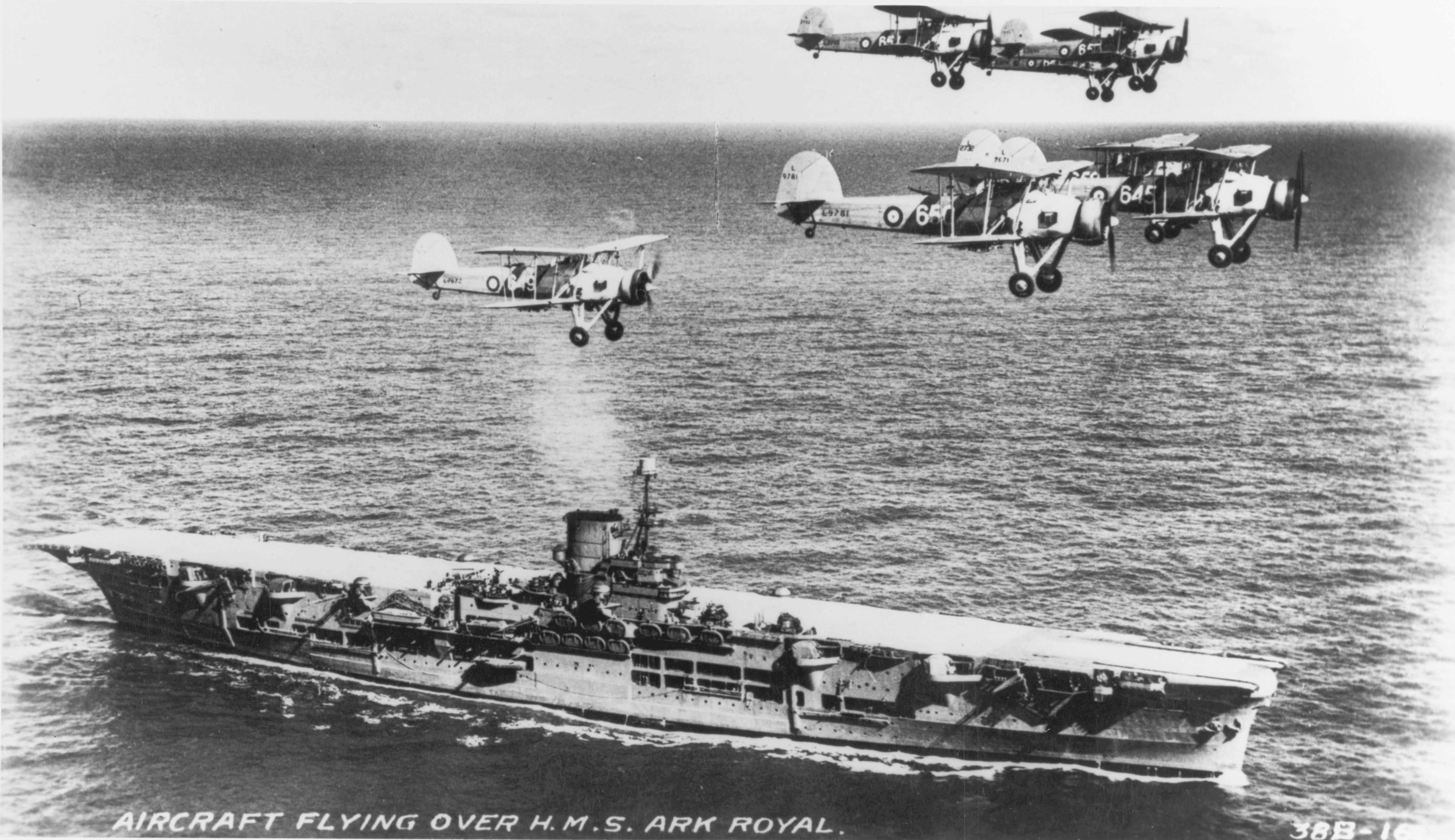
HMS „Ark Royal”

- 26 lutego – USS „Langley” powraca do służby jako tender wodnosamolotów[11].
- 13 kwietnia – HMS „Ark Royal” zwodowany[8][10].
- 27 kwietnia – położenie stępki HMS „Illustrious”[8][10].
- 4 maja – położenie stępki HMS „Victorious”[8][10].
- 17 czerwca – położenie stępki HMS „Formidable”[8][10].
- 30 września – USS „Yorktown” wchodzi do służby[11].
- 10 listopada – położenie stępki HMS „Indomitable”[8][10].
- 16 listopada – „Hiryū” zwodowany[12].
- 12 grudnia – położenie stępki „Shōkaku”[12].
- 29 grudnia – „Sōryū” wchodzi do służby[12].

1938
- położenie stępki „Flugzeugträger B”[18].
- 12 maja – USS „Enterprise” wchodzi do służby[11].
- 25 maja – położenie stępki „Zuikaku”[12].
- 30 lipca – HMS „Argus” wraca do służby po dużej przebudowie[8].
- 26 listopada – położenie stępki „Joffre”[19]
- 8 grudnia – „Graf Zeppelin” zwodowany[17][18].
- 16 grudnia – HMS „Ark Royal” wchodzi do służby[8][10]; pierwszy lotniskowiec z opancerzonym pokładem[6].

1939

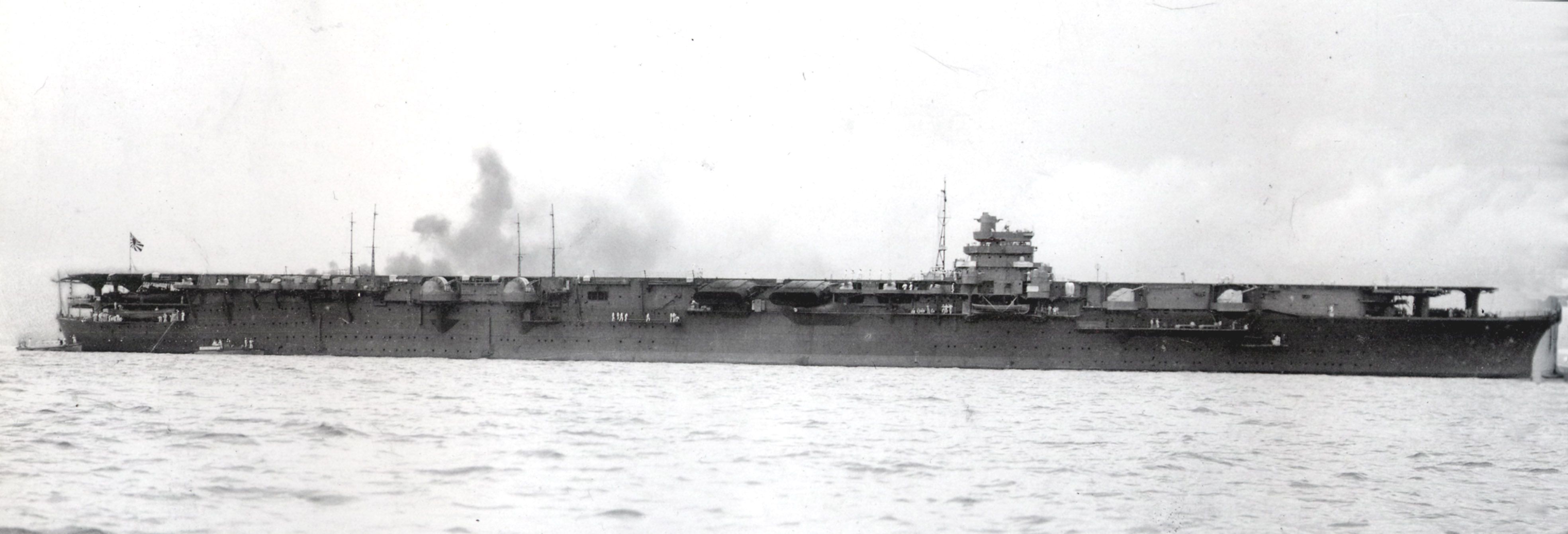
Japoński lotniskowiec „Shōkaku”

- 21 lutego – położenie stępki HMS „Implacable”[8][10].
- 4 kwietnia – USS „Wasp” zwodowany[11].
- 5 kwietnia – HMS „Illustrious” zwodowany[8][10].
- 1 czerwca – „Shōkaku” zwodowany[12].
- 26 czerwca – położenie stępki HMS „Unicorn”[8].
- 5 lipca – „Hiryū” wchodzi do służby[12].
- 17 sierpnia – HMS „Formidable” zwodowany[8][10].

## II wojna światowa
1939

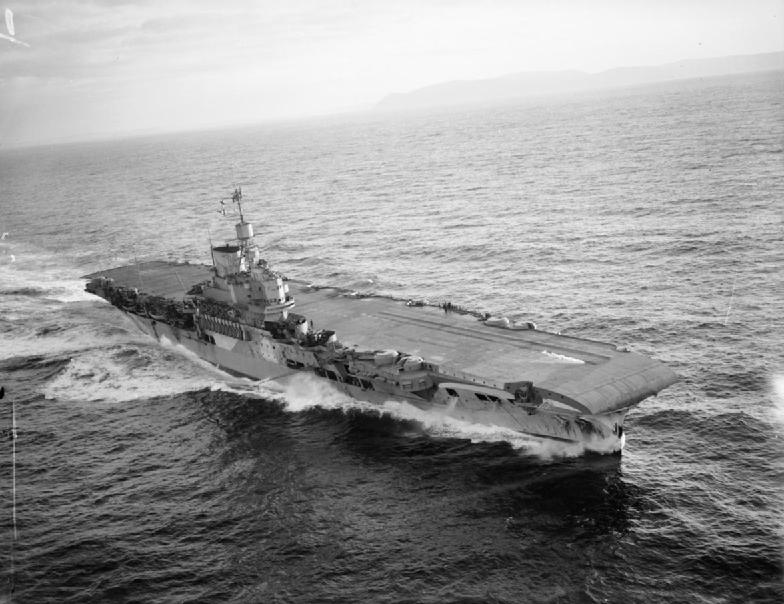
HMS „Victorious”

- 1 września – Niemcy atakują Polskę – początek II wojny światowej.
- 14 września – HMS „Victorious” zwodowany[8][10].
- 17 września – HMS „Courageous” zatopiony w akcji[8][10].
- 25 września – położenie stępki USS „Hornet”[16].
- 27 listopada – „Zuikaku” zwodowany[12].
- 3 listopada – położenie stępki HMS „Indefatigable”[8][10].

1940
- początek przebudowy „Idzumo Maru” na lotniskowiec, jednostka przemianowana na „Hiyō”[12].
- początek przebudowy „Kashiwara Maru” na lotniskowiec, jednostka przemianowana na „Junyō”[12].
- styczeń – początek przebudowy „Takasaki” na lotniskowiec.
- 28 lutego – budowa „Flugzeugträger B” przerwana przed ukończeniem jednostki[18].
- 26 marca – HMS „Indomitable” zwodowany[8][10].
- 25 kwietnia – USS „Wasp” wchodzi do służby[11].

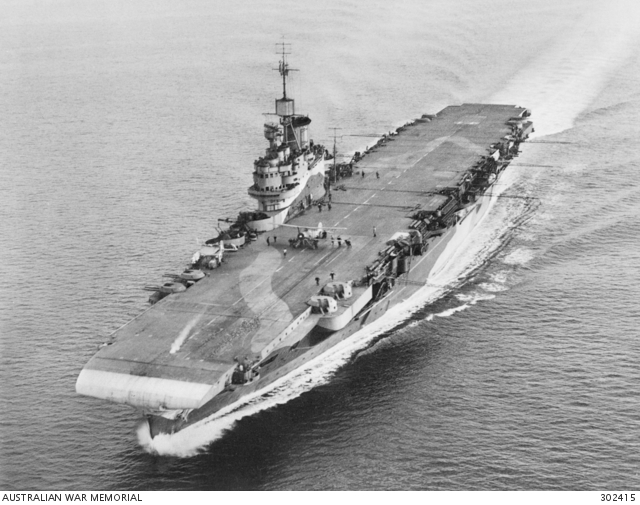
HMS „Illustrious” ok. 1942 roku

- maj – wstrzymanie budowy niemieckiego okrętu „Graf Zeppelin”[17].
- 25 maja – HMS „Illustrious” wchodzi do służby[8][10]; pierwszy w pełni opancerzony lotniskowiec[6].
- czerwiec – „Béarn” internowany na Martynice[13]/
- 8 czerwca – HMS „Glorious” zatopiony w akcji[8][10]/
- 25 czerwca – Francja poddaje się Niemcom.
- 11 listopada – atak na Tarent – pierwszy bojowy atak torpedowy samolotów startujących z lotniskowca[6].
- 24 listopada – HMS „Formidable” wchodzi do służby[8][10].
- 14 grudnia – USS „Hornet” zwodowany[11].
- 27 grudnia – koniec przebudowy „Takasaki” na lotniskowiec, jednostka wchodzi do służby jako „Zuihō”[12][20].

1941

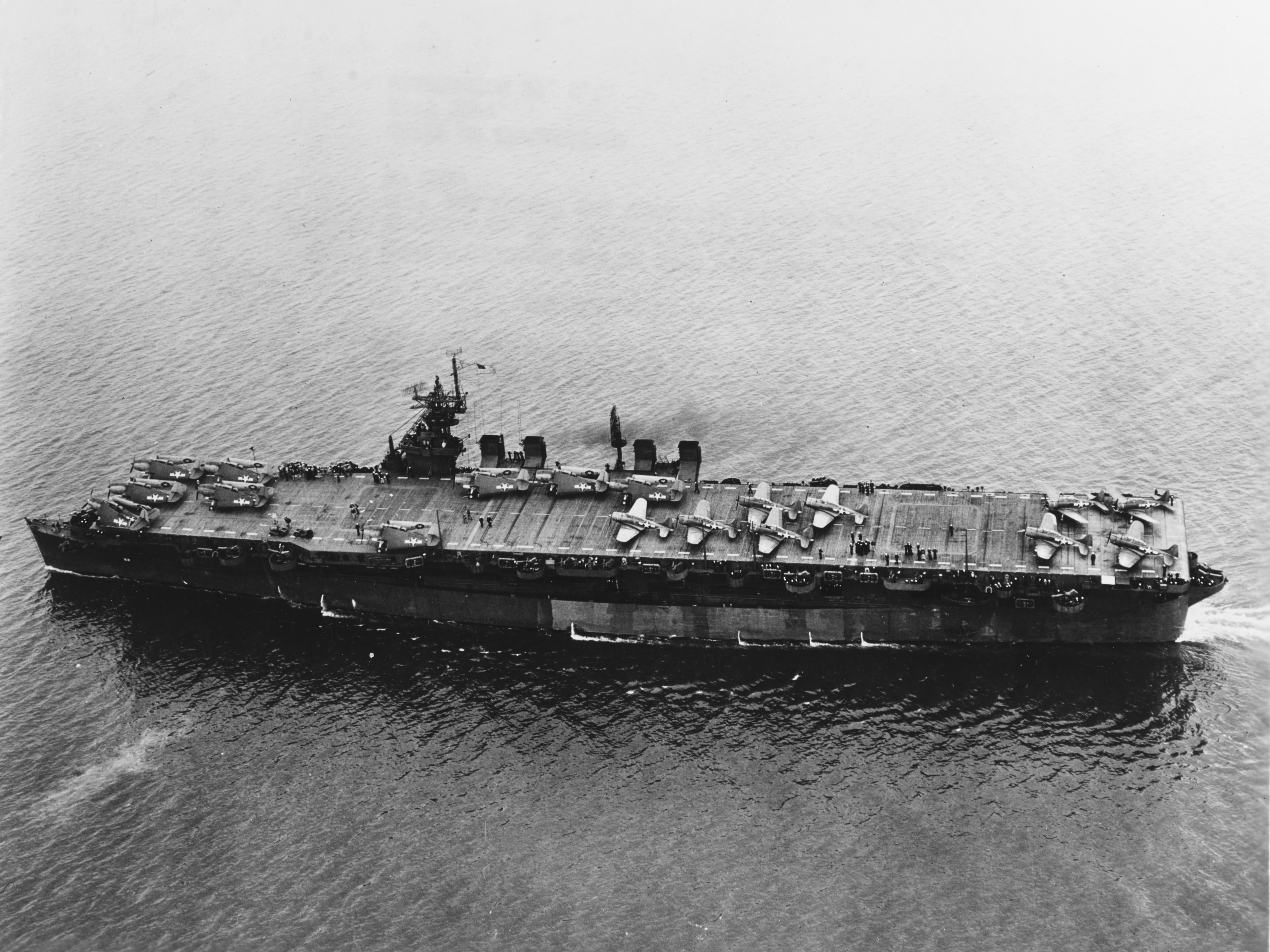
USS „Independence”

- początek przebudowy okrętu-bazy okrętów podwodnych „Tsurugisaki” na lotniskowiec „Shōhō”[12][20].
- 28 kwietnia – położenie stępki USS „Essex”[16].
- 1 maja – początek przebudowy „Kasuga Maru” na lotniskowiec[12][20].
- 24–26 maja – niemiecki pancernik „Bismarck” uszkodzony przez samoloty z lotniskowców HMS „Victorious” (24 maja) i HMS „Ark Royal” (26 maja), później zatopiony.
- 15 maja – HMS „Victorious” wchodzi do służby[10].
- 24 czerwca – „Hiyō” zwodowany[12].
- 26 czerwca – „Junyō” zwodowany[12].
- 10 lipca – położenie stępki „Taihō”[12].
- 15 lipca – położenie stępki USS „Cabot”[11].
- 8 sierpnia – „Shōkaku” wchodzi do służby[12][20].

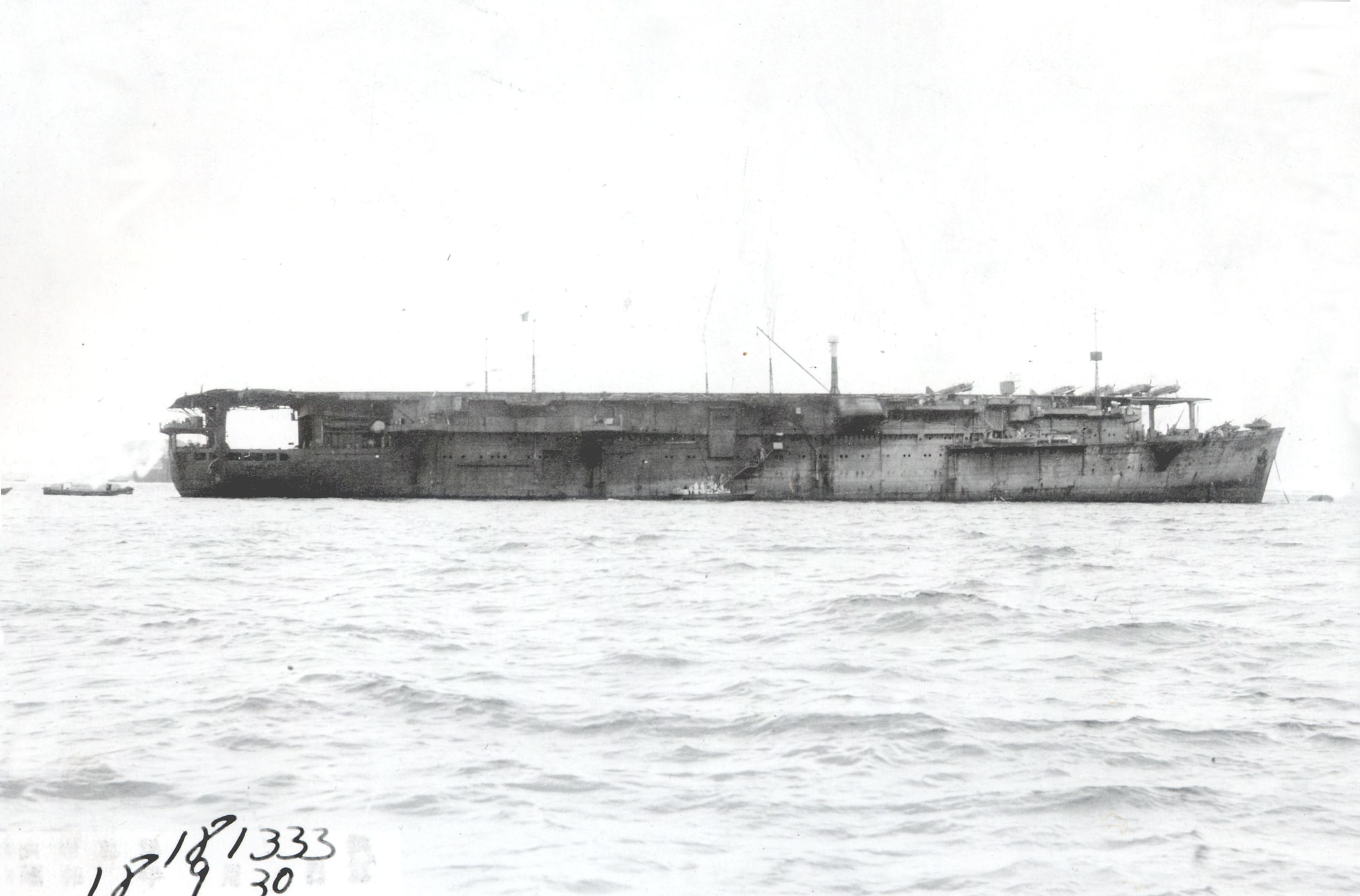
Japoński lotniskowiec „Taiyō”

- 2 września – przebudowa „Kasuga Maru” na lotniskowiec zakończona[12][20].
- 15 września – położenie stępki USS „Bunker Hill”[16].
- 25 września – „Zuikaku” wchodzi do służby[12][20].
- 10 października – HMS „Indomitable” wchodzi do służby[8][10].

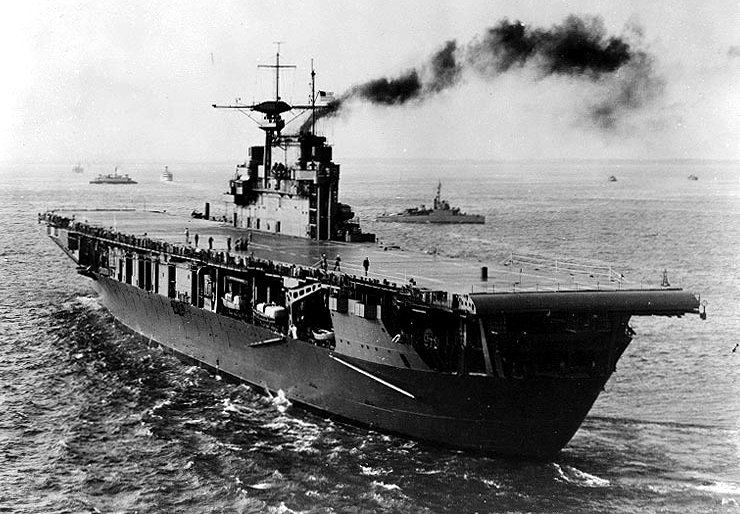
USS „Hornet”

- 20 października – USS „Hornet” wchodzi do służby[11].
- 13 listopada – HMS „Ark Royal” zatopiony przez okręt podwodny na Morzu Śródziemnym[8][10].
- 20 listopada – HMS „Unicorn” zwodowany[8].
- 30 listopada – przebudowa „Tsurugisaki” na lotniskowiec zakończona, okręt wchodzi do służby jako „Shōhō”[20].
- 1 grudnia – położenie stępki USS „Bon Homme Richard”[11] i USS „Intrepid”[21].
- 7 grudnia – atak na Pearl Harbor i Filipiny.
- 20 grudnia – początek przebudowy okrętu-bazy okrętów podwodny „Taigei” na lotniskowiec[20].

1942
- 10 stycznia – lekki krążownik USS „Amsterdam” przemianowany na USS „Independence” i przeznaczony do ukończenia jako lotniskowiec[16].
- luty – początek przebudowy, w Japonii, SS „Scharnhorst” na lotniskowiec[12][20].
- 16 lutego – lekkie krążowniki USS „Tallahassee” i USS „New Haven” przeznaczone do ukończenia jako lotniskowce[11].
- 27 lutego – USS „Langley” zatopiony w akcji[11].
- 16 marca – położenie stępki USS „Wilmington”[16][22].
- 18 marca – położenie stępki USS „Oriskany”[11].

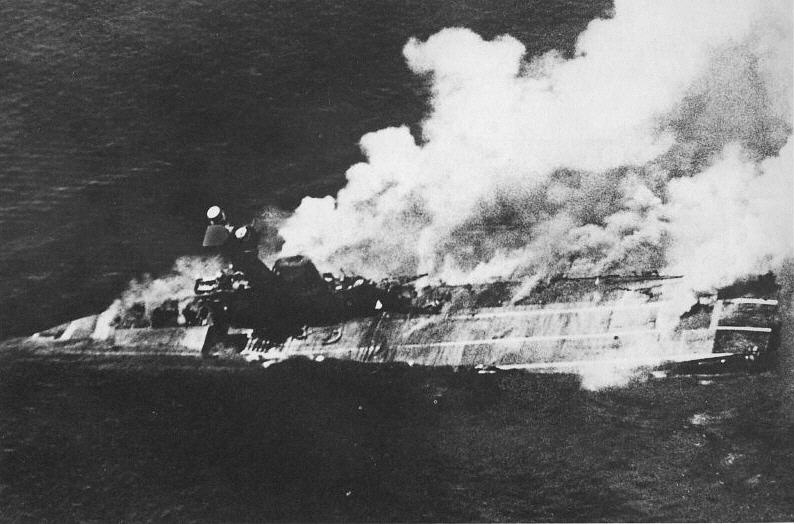
HMS „Hermes” tonie

- 27 marca – lekkie krążowniki USS „Dayton”[11] i USS „Huntington”[16] przeznaczone do ukończenia jako lotniskowce; „Huntington” przemianowany na USS „Cowpens”[16].
- 31 marca – USS „Tallahassee” przemianowany na USS „Princeton”[11], USS „New Haven” przemianowany na USS „Belleau Wood”, USS „Dayton” przemianowany na USS „Monterey”[11].
- 9 kwietnia – HMS „Hermes” zatopiony w akcji[8][10].
- 11 kwietnia – położenie stępki USS „Fargo” jako lotniskowca, po zmianie planów ukończenia jednostki z lekkiego krążownika[16].
- maj – „Béarn” zdemilitaryzowany[13].
- 3 maja – „Junyō” wchodzi do służby[20].
- 4 maja – bitwa na Morzu Koralowym – pierwsza bitwa w której po obu stronach brały udział lotniskowce i pierwsza bitwa w której okręty nie oddały bezpośredniego strzału do okrętu wroga ani nie weszły w zasięg widzenia okrętów przeciwnika.
- 7 maja – „Shōhō” zatopiony w akcji[12][20].
- 8 maja – USS „Lexington” zatopiony w akcji[11]; koniec bitwy na Morzu Koralowym.
- 13 maja – budowa „Graf Zeppelin” zatrzymana[17].
- 31 maja – ukończenie przeróbki „Yawata Maru” na lotniskowiec[12][20].
- czerwiec – początek przebudowy nieukończonego pancernika typu Yamato – „Shinano” na lotniskowiec[12][20].
- 1 czerwca – położenie stępki HMS „Colossus”[8] i HMS „Edgar”[8][10].
- 4 czerwca – bitwa pod Midway, uznawana za jedną z najważniejszych bitew morskich na Pacyfiku w czasie II wojny światowej; „Akagi”, „Hiryū”, „Kaga”, „Sōryū” bardzo ciężko uszkodzone w akcji[12][20], „Kaga” i „Sōryū” następnie zatonęły[20].
- 5 czerwca – „Akagi” i „Hiryū” zatopione[12][20].
- 7 czerwca – USS „Yorktown” zatopiony w akcji[11]; koniec bitwy o Midway.
- 16 czerwca – USS „Cabot” przemianowany na USS „Lexington”[11].
- 23 czerwca – USS „Wilmington” przemianowany na USS „Cabot”[22].
- 1 lipca – początek przebudowy „Nitta Maru” na lotniskowiec[20].

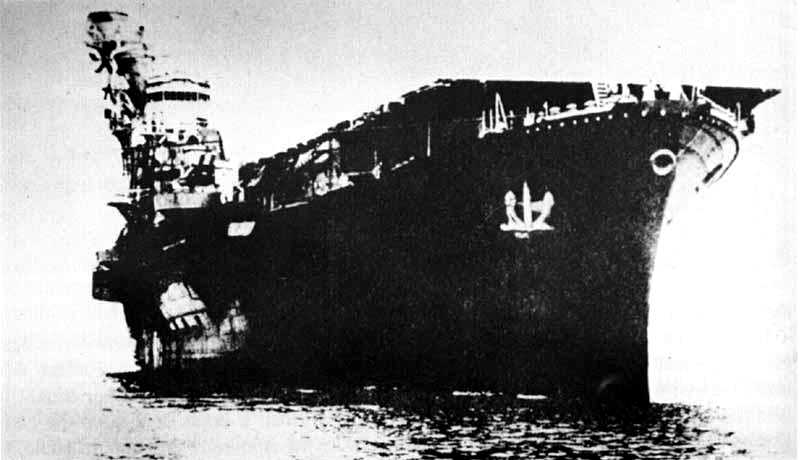
Japoński lotniskowiec „Hiyō”

- 31 lipca – „Hiyō” wchodzi do służby[12][20]; „Yawata Maru” przemianowany na „Unyō”[12][20]; USS „Essex” zwodowany[21].
- 1 sierpnia – położenie stępki „Unryū”[12].
- 3 sierpnia – położenie stępki USS „Kearsarge”[11][16].
- 11 sierpnia – HMS „Eagle” zatopiony w akcji[8][10].
- 22 sierpnia – USS „Independence” zwodowany[11].
- 24 sierpnia – „Ryūjō” zatopiony w akcji[12][20].
- 27 sierpnia – położenie stępki HMS „Glory”[8][10].
- 31 sierpnia – położenie stępki USS „Bataan”[21]; „Kasuga Maru” przeklasyfikowany na okręt bojowy, wchodzi do służby jako „Taiyō”[12][20]; „Unyō” wchodzi do służby[12].

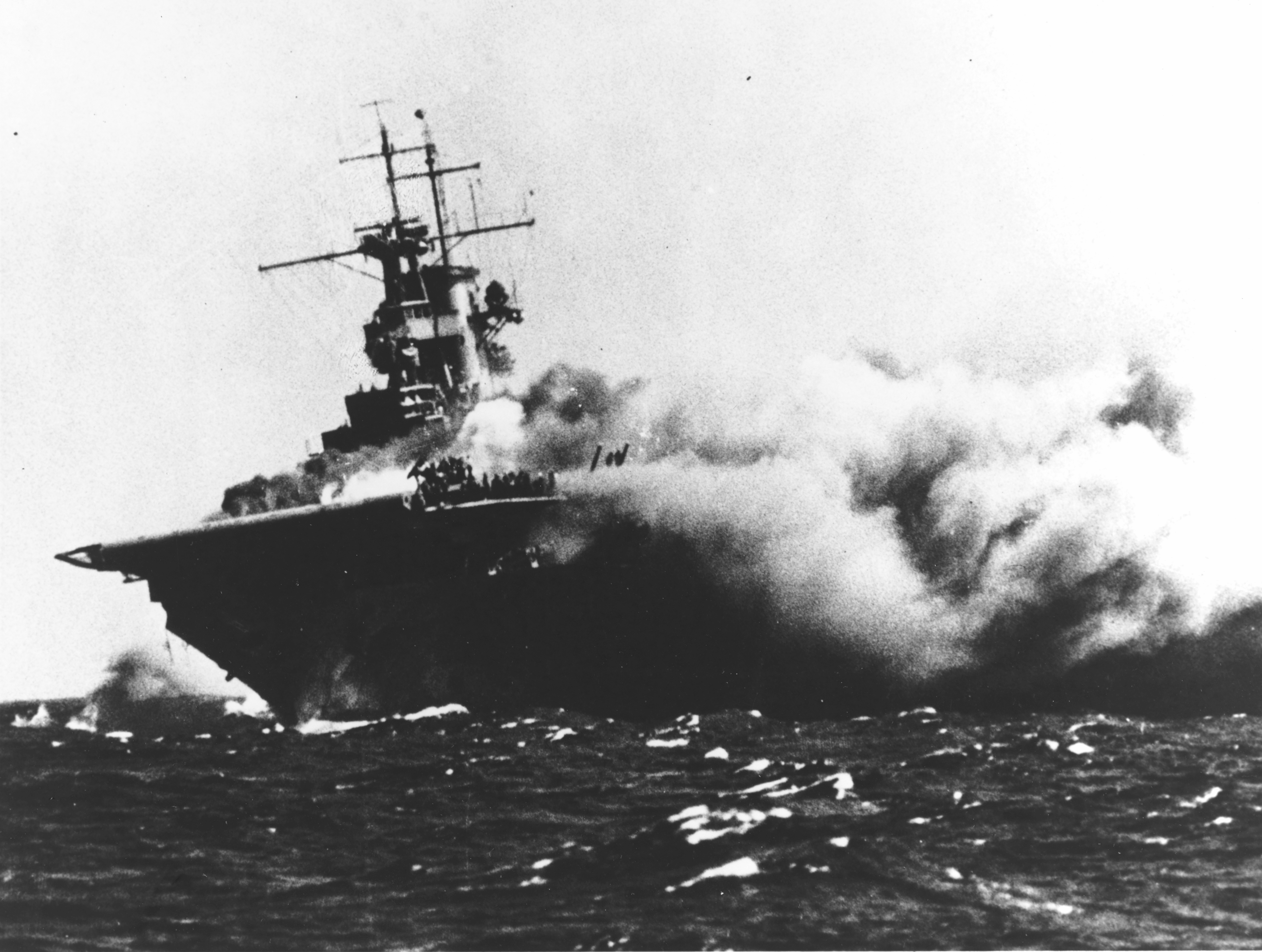
USS „Wasp” płonie wkrótce po storpedowaniu

- 15 września – USS „Wasp” zatopiony w akcji[11].
- 26 września – USS „Bon Homme Richard” przemianowany na USS „Yorktown”[11]; USS „Lexington” zwodowany[11].
- 1 października – położenie stępki „Amagi”[12].
- 18 października – USS „Princeton” zwodowany[15].
- 24 października – położenie stępki HMS „Audacious”[8][10].
- 26 października – położenie stępki USS „Reprisal”[11].
- 27 października – USS „Hornet” zatopiony w akcji[11].
- 8 listopada – położenie stępki HMS „Ocean”[8][10].
- 12 listopada – położenie stępki HMS „Vengeance”[23].
- 13 listopada – USS „Fargo” przemianowany na USS „Crown Point”[16]; USS „Oriskany” przemianowany na USS „Wasp”[11].

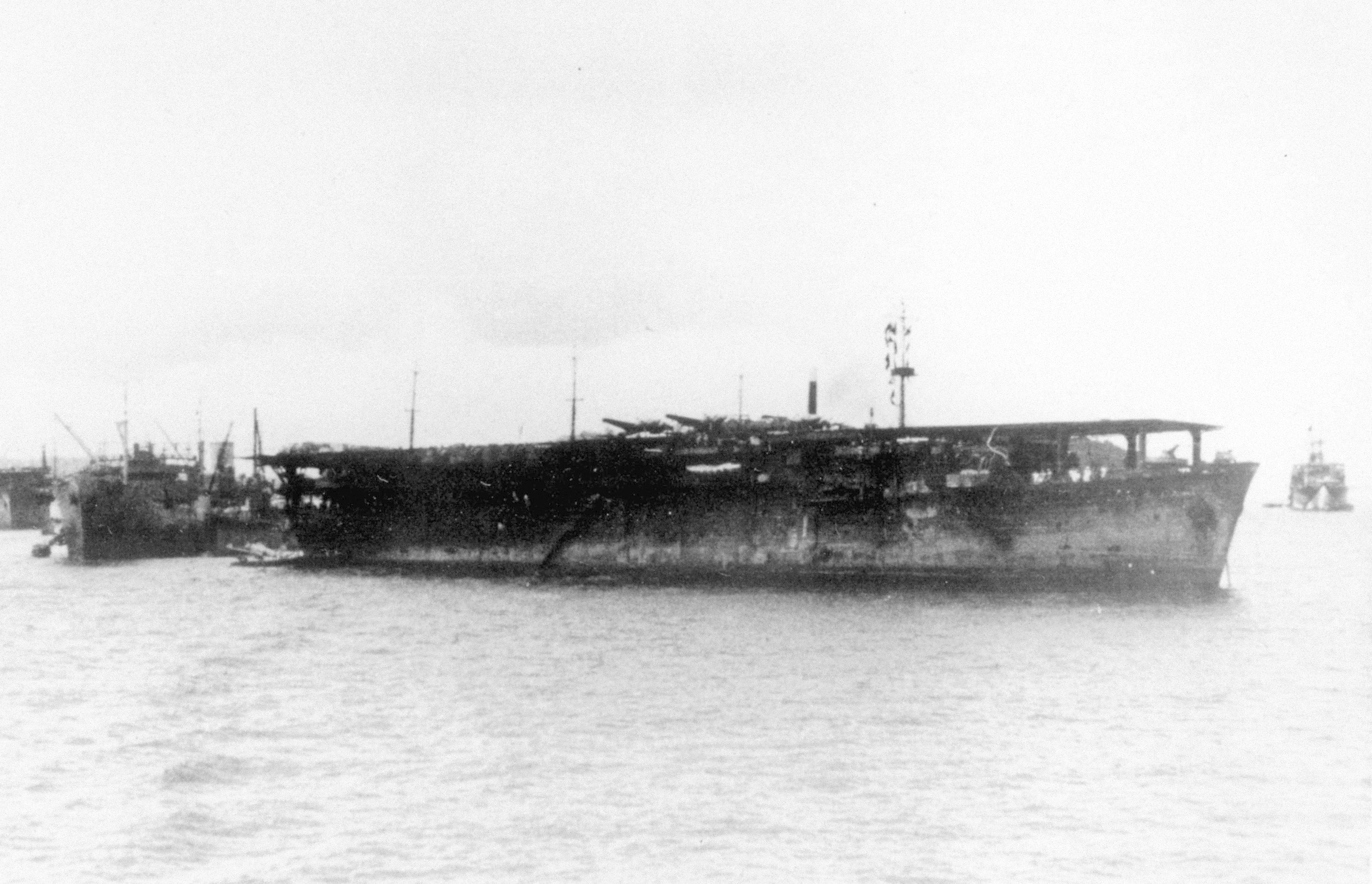
Japoński lotniskowiec „Chūyō”

- 25 listopada – zakończenie przebudowy „Nitta Maru” na lotniskowiec, okręt przemianowany wchodzi do służby jako „Chūyō”[12][20].
- 30 listopada – zakończenie przebudowy „Taigei” na lotniskowiec, okręt przemianowany wchodzi do służby jako „Ryūhō”[20].
- 2 grudnia – położenie stępki HMS „Ethalion”, następnie przemianowany na HMS „Mars”[8][10].
- 3 grudnia – położenie stępki HMS „Venerable”[8].
- 6 grudnia – USS „Belleau Wood” zwodowany[11].
- 7 grudnia – położenie stępki USS „Franklin”[16]; USS „Bunker Hill” zwodowany[11].
- 8 grudnia – położenie stępki „Katsuragi”[12]; HMS „Indefatigable” zwodowany[8][10].
- 10 grudnia – HMS „Implacable” zwodowany[8][10]; początek przebudowy „Argentina Maru” na lotniskowiec[12][20].
- 12 grudnia – położenie stępki HMS „Warrior”[8].
- 15 grudnia – położenie stępki USS „Bennington”[11].

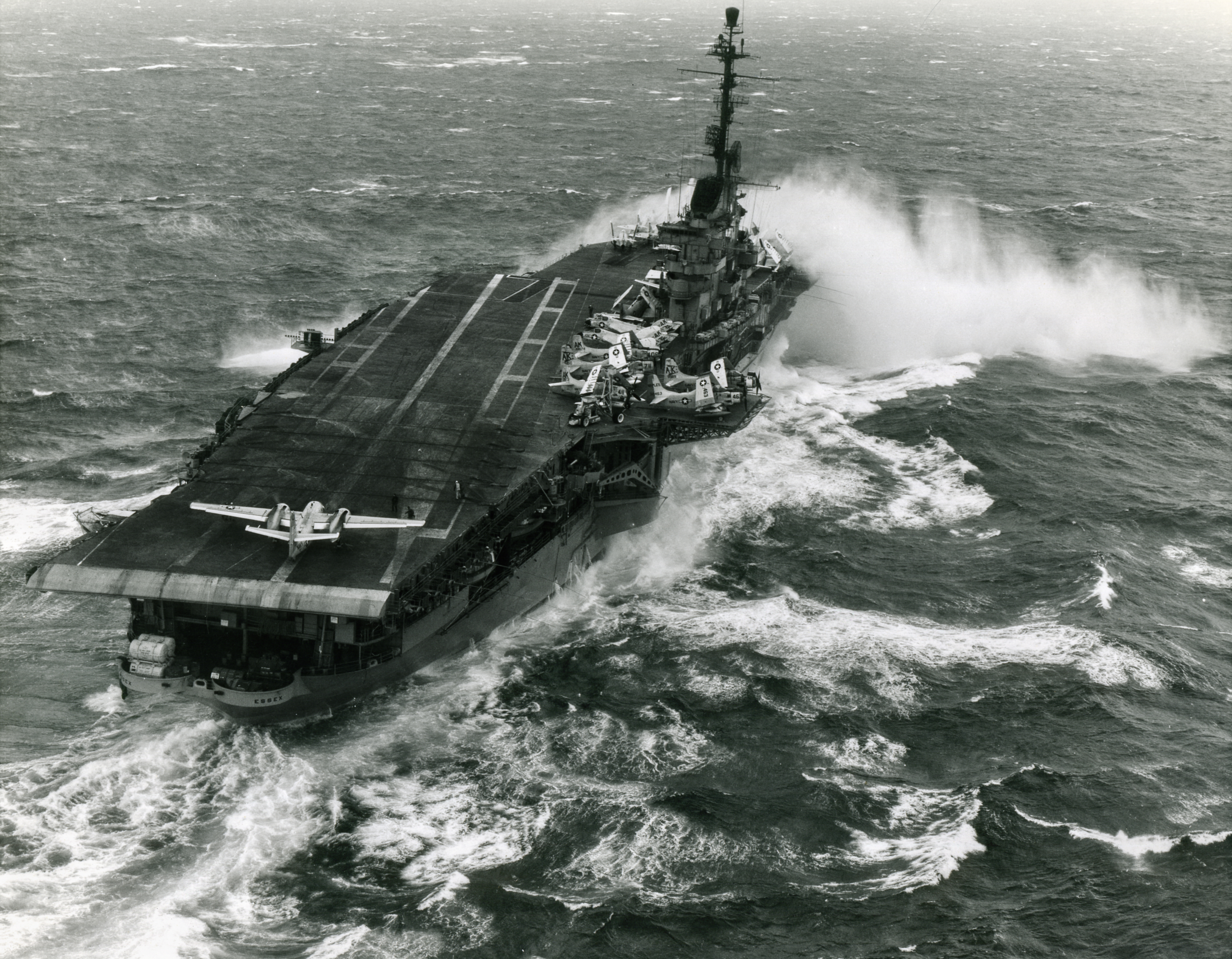
USS „Essex”

- 31 grudnia – USS „Essex” wchodzi do służby[21].

1943
- 6 stycznia – położenie stępki HMS „Theseus”[8][10].
- 14 stycznia – USS „Independence” wchodzi do służby[11].
- 15 stycznia – położenie stępki USS „Shangri-La”[11].
- 17 stycznia – USS „Cowpens” zwodowany[11].
- 21 stycznia – USS „Yorktown” zwodowany[11].
- 22 stycznia – USS „Kearsarge” przemianowany na USS „Hornet”[16].
- 26 stycznia – początek przebudowy „Chitose” na lotniskowiec; położenie stępki USS „Ticonderoga”[11].
- 27 stycznia – położenie stępki HMS „Triumph”[8][10].
- 30 stycznia – USS „Reprisal” przemianowany na USS „San Jacinto”[15]; budowa „Graf Zeppelin” zatrzymana całkowicie a projekt budowy przerwany[17].
- luty – nabycie przez Japonię SS „Scharnhorst” z przeznaczeniem na ukończenie jako lotniskowiec „Shinyo”[12][20].
- 1 lutego – położenie stępki USS „Hancock”[11] i USS „Bon Homme Richard”[16].
- 17 lutego – USS „Lexington” wchodzi do służby[11].

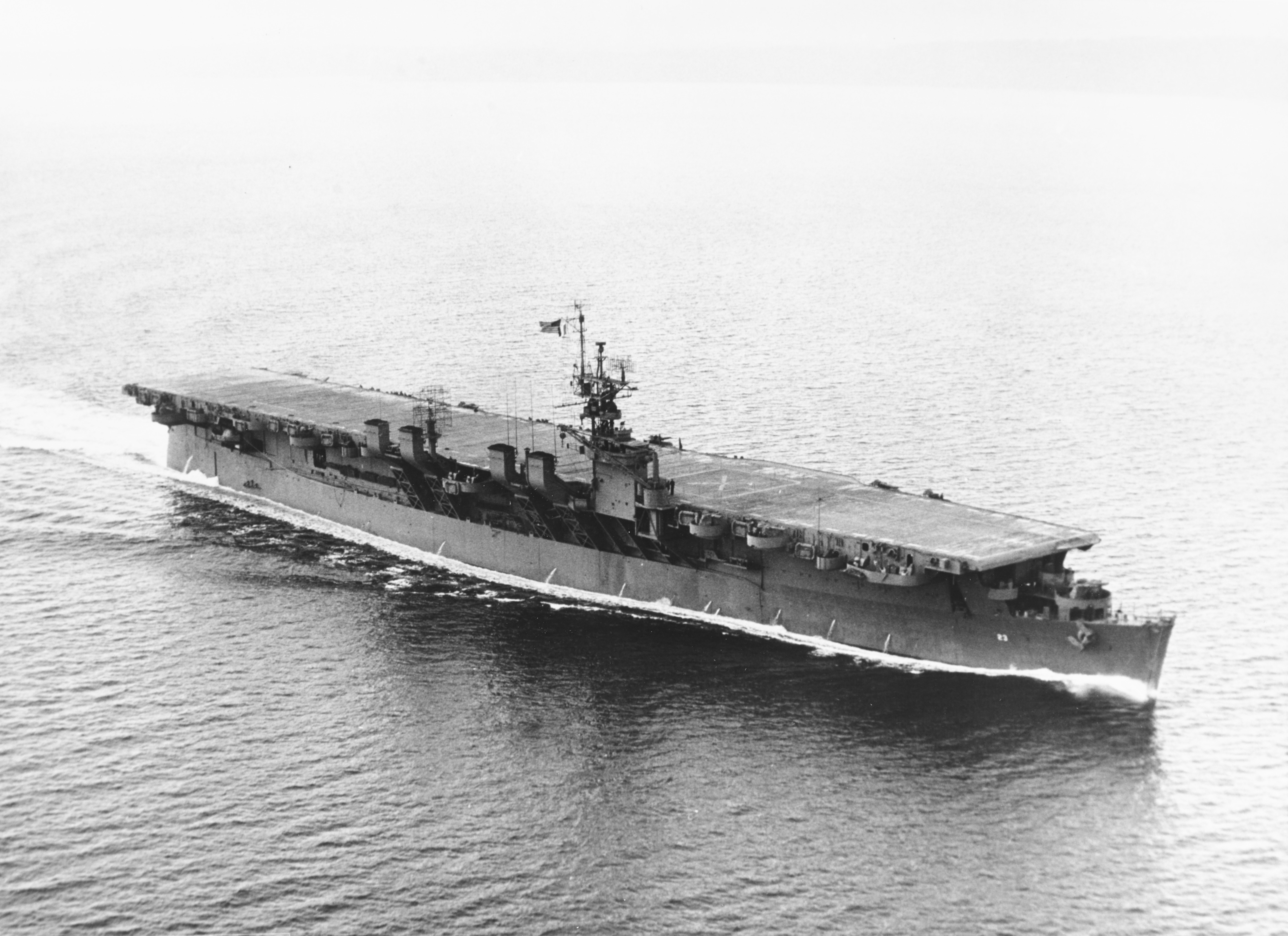
USS „Princeton”

- 25 lutego – USS „Princeton” wchodzi do służby[11].
- 28 lutego – USS „Monterey” zwodowany[11].
- marzec – początek przebudowy „Chiyoda” na lotniskowiec[20].
- 1 marca – położenie stępki USS „Kearsarge”[16].
- 12 marca – HMS „Unicorn” wchodzi do służby[8][10].
- 15 marca – położenie stępki USS „Antietam”[15] i USS „Lake Champlain”[11].
- 31 marca – USS „Belleau Wood” wchodzi do służby[11].
- 4 kwietnia – USS „Cabot” zwodowany[16][22].
- 7 kwietnia – „Taihō” zwodowany[12].
- 15 kwietnia – położenie stępki HMS „Majestic”[24]; USS „Yorktown” wchodzi do służby[11].
- 19 kwietnia – położenie stępki HMS „Terrible”[25].
- 26 kwietnia – USS „Intrepid” zwodowany[11].
- 1 maja – USS „Hancock” przemianowany na USS „Ticonderoga”[11]; USS „Ticonderoga” przemianowany na USS „Hancock”[11].
- 3 maja – położenie stępki HMS „Irresistible”[8].
- 10 maja – położenie stępki USS „Randolph”[11].
- 13 maja – USS „Crown Point” przemianowany na USS „Langley”[16].
- 22 maja – USS „Langley” zwodowany[16].
- 24 maja – USS „Bunker Hill” wchodzi do służby[11].
- 28 maja – USS „Cowpens” wchodzi do służby[11].

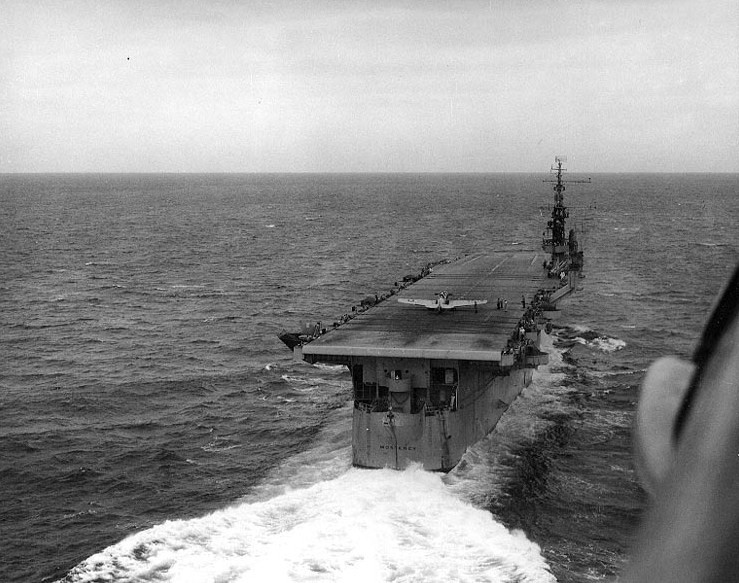
USS „Monterey”

- 17 czerwca – USS „Monterey” wchodzi do służby[11].
- 30 czerwca – „Béarn” przekazany siłom Wolnej Francji[13].
- 24 lipca – USS „Cabot” wchodzi do służby[16][22].
- 29 lipca – położenie stępki HMS „Magnificent”[10][26].
- 1 sierpnia – USS „Bataan” zwodowany[21].
- 16 sierpnia – USS „Intrepid” wchodzi do służby[11].
- 17 sierpnia – USS „Wasp” zwodowany[11].
- 30 sierpnia – USS „Hornet” zwodowany[11].
- 31 sierpnia – USS „Langley” wchodzi do służby[16].
- 13 września – położenie stępki USS „Boxer”[21].
- 14 września – położenie stępki USS „Valley Forge” (CV-37)[11].
- 25 września – „Unryū” zwodowany[12].
- 26 września – USS „San Jacinto” zwodowany[11].
- 30 września – HMS „Colossus” zwodowany[8].
- 14 października – USS „Franklin” zwodowany[15].
- 15 października – „Amagi” zwodowany[12].
- 18 października – położenie stępki HMS „Leviathan”.
- 27 października – położenie stępki USS „Midway”[11].
- 12 listopada – położenie stępki HMS „Hercules”[8].
- 15 listopada – ex-SS „Scharnhorst” wchodzi do służby jako „Shinyo”[20]; USS „San Jacinto” wchodzi do służby[11].
- 17 listopada – USS „Bataan” wchodzi do służby[21].

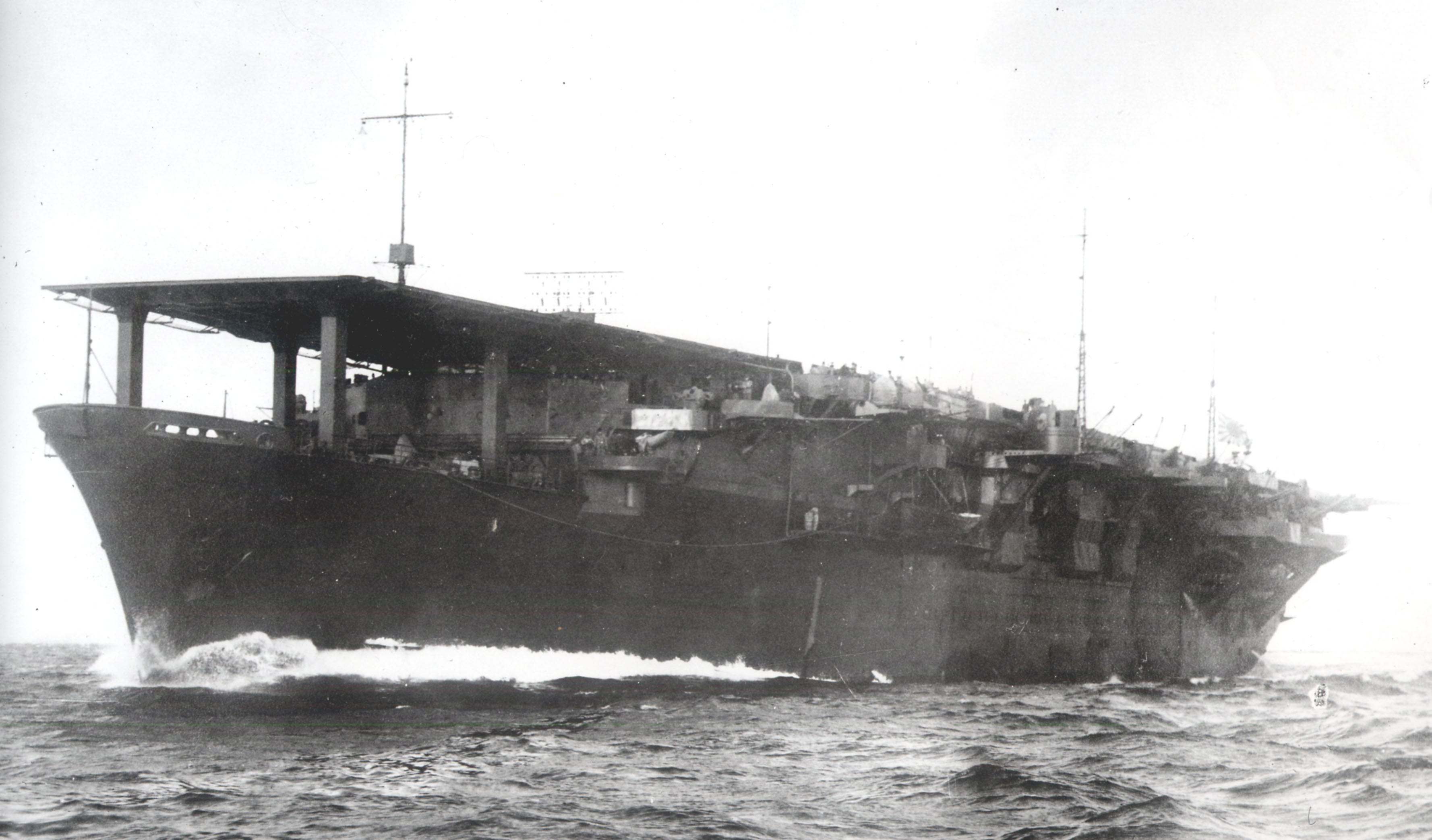
Japoński lotniskowiec „Kaiyo”

- 23 listopada – przebudowa „Argentina Maru” na lotniskowiec zakończona, jednostka wchodzi do służby jako „Kaiyo”[12][20].
- 24 listopada – USS „Wasp” wchodzi do służby[11].
- 27 listopada – HMS „Glory” zwodowany[8][10]; położenie stępki HMS „Powerful”[10][26].
- 29 listopada – USS „Hornet” wchodzi do służby[11].
- 1 grudnia – położenie stępki USS „Coral Sea”[16].
- 4 grudnia – „Chūyō” zatopiony w akcji[12][20].
- 21 grudnia – przebudowa „Chiyoda” na lotniskowiec zakończona, okręt wraca do służby[20].
- 30 grudnia – HMS „Venerable” zwodowany[8].

1944

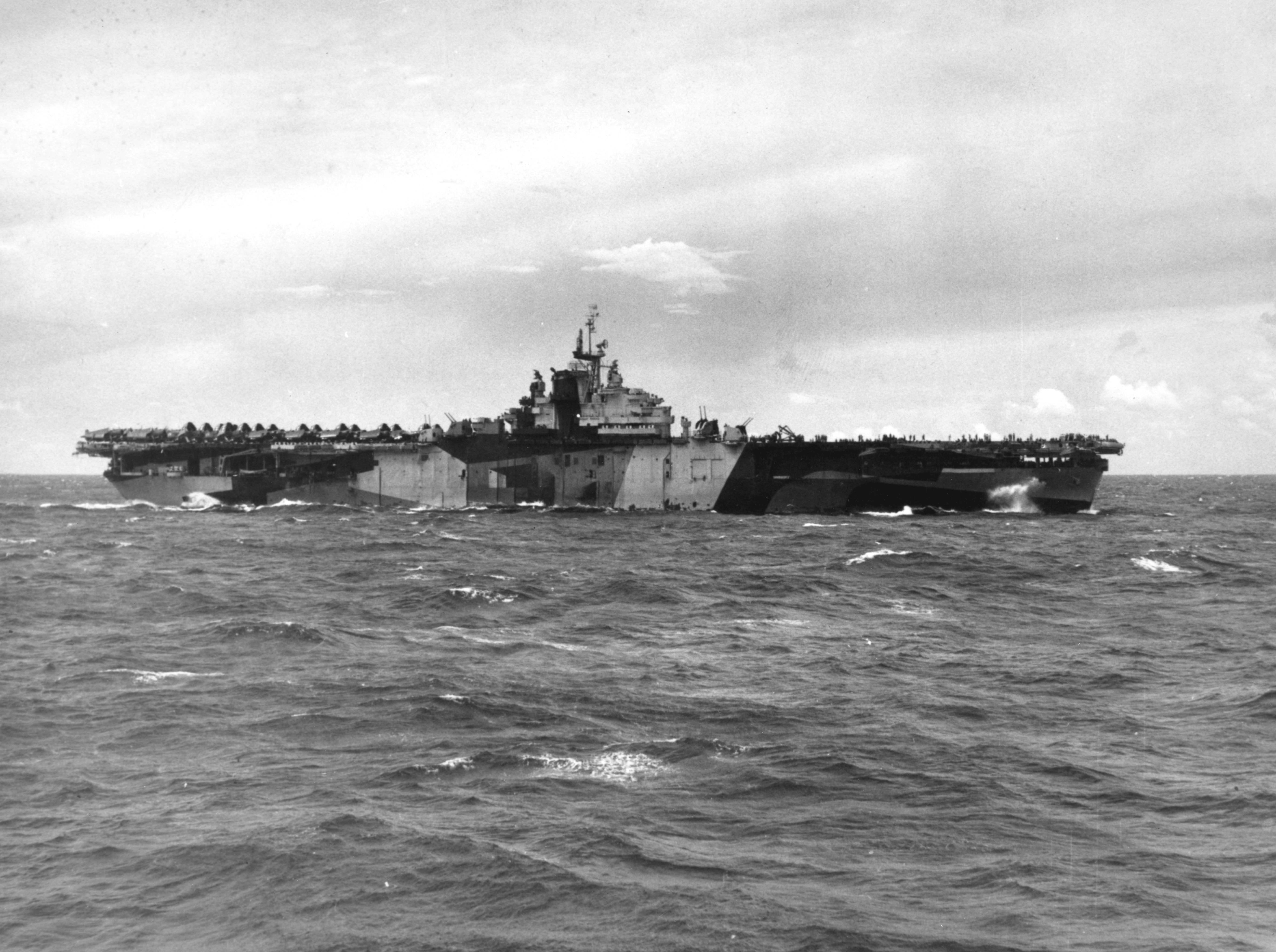
USS „Franklin”

- 1 stycznia – zakończenie przebudowy „Chitose” na lotniskowiec, wchodzi do służby[12][20].
- 19 stycznia – „Katsuragi” zwodowany[12].
- 24 stycznia – USS „Hancock” zwodowany[11].
- 31 stycznia – USS „Franklin” wchodzi do służby[11].
- 7 lutego – USS „Ticonderoga” zwodowany[11].
- 21 lutego – położenie stępki USS „Crown Point”[11].
- 23 lutego – HMS „Vengeance” zwodowany[23].
- 24 lutego – USS „Shangri-La” zwodowany[11].
- 26 lutego – USS „Bennington” zwodowany[11].
- 1 marca – położenie stępki USS „Tarawa”[11].
- 7 marca – „Taihō” wchodzi do służby[12][20].
- 23 marca – położenie stępki HMS „Albion”[10][27].
- 26 marca – HMS „Edgar” zwodowany[8][10].
- 15 kwietnia – USS „Hancock” wchodzi do służby[11].
- 29 kwietnia – USS „Bon Homme Richard” zwodowany[11].
- 1 maja – położenie stępki USS „Oriskany”[11].

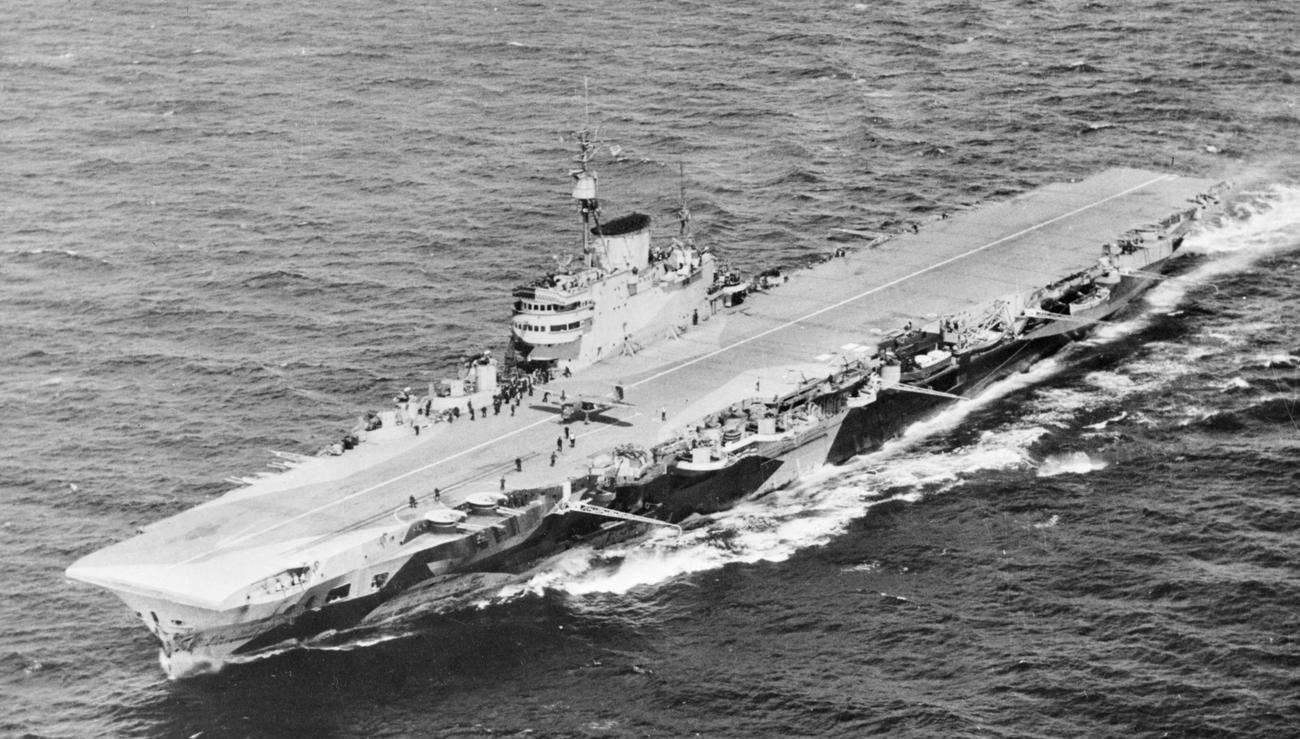
HMS „Indefatigable”

- 3 maja – HMS „Indefatigable” wchodzi do służby[8][10].
- 8 maja – USS „Ticonderoga” wchodzi do służby[11].
- 20 maja – HMS „Mars” i HMS „Warrior” zwodowane[8][10].
- 19 czerwca – „Shōkaku” i „Taihō” zatopione w akcji[12][20].
- 20 czerwca – „Hiyō” zatopiony w akcji[12][20].
- 21 czerwca – położenie stępki HMS „Elephant” (budowa zatrzymana pod koniec II wojny światowej)[28].
- 28 czerwca – USS „Randolph” zwodowany[11].
- 1 lipca – położenie stępki USS „Reprisal”.
- 6 lipca – HMS „Theseus” zwodowany[8][10].
- 8 lipca – HMS „Ocean” zwodowany[8][10].
- 10 lipca – położenie stępki USS „Coral Sea”[21] i USS „Saipan”[11].
- sierpień – HMS „Argus” wycofany ze służby bojowej i przerobiony na hulk – okręt koszarowy[8].
- 6 sierpnia – „Unryū” wchodzi do służby[12][20]; USS „Bennington” wchodzi do służby[11].
- 10 sierpnia – „Amagi” wchodzi do służby[12].
- 18 sierpnia – „Taiyō” zatopiony w akcji[12][20].
- 19 sierpnia – położenie stępki USS „Philippine Sea”[11].
- 20 sierpnia – USS „Antietam” zwodowany[15].
- 21 sierpnia – położenie stępki USS „Wright”[11].
- 28 sierpnia – HMS „Implacable” wchodzi do służby[8][10].
- 7 września – położenie stępki „Valley Forge” (CV-45)[15][16].
- 15 września – USS „Shangri-La” wchodzi do służby[11]; HMS „Furious” wycofany ze służby, przeniesiony do rezerwy[8][10].
- 17 września – „Unyō” zatopiony w akcji[20].
- 30 września – HMS „Terrible” zwodowany[25].
- 2 października – HMS „Triumph” zwodowany[10][29].
- 5 października – „Shinano” zwodowany[20].
- 9 października – USS „Randolph” wchodzi do służby[11].
- 15 października – „Katsuragi” wchodzi do służby[12][20].
- 24 października – USS „Princeton” zatopiony w akcji[11].
- 25 października – „Chitose”, „Chiyoda”, „Zuihō” i „Zuikaku” zatopione w akcji[12][20].
- 2 listopada – USS „Lake Champlain” zwodowany[11].
- 16 listopada – HMS „Magnificent” zwodowany[10][26].
- 17 listopada – „Shinyo” zatopiony w akcji[12][20].
- 18 listopada – USS „Valley Forge” (CV-45) zwodowany.
- 19 listopada – „Shinano” wchodzi do służby[12][20].
- 21 listopada – USS „Valley Forge” (CV-37) przemianowany na USS „Princeton”[11].
- 26 listopada – USS „Bon Homme Richard” wchodzi do służby[11].
- 29 listopada – „Shinano” zatopiony w akcji[12][20].
- grudzień – HMS „Argus” wycofany ze służby[8].
- 1 grudnia – HMS „Colossus” wchodzi do służby[13].
- 14 grudnia – USS „Boxer” zwodowany[21].
- 19 grudnia – „Unryū” zatopiony w akcji[12][20].

1945
- HMS „Irresistible” przemianowany na HMS „Ark Royal”[8].
- 15 stycznia – HMS „Vengeance” wchodzi do służby[23].
- 28 stycznia – USS „Antietam” wchodzi do służby[15].
- 8 lutego – HMS „Mars” wchodzi do służby jako HMS „Pioneer”.
- 27 lutego – HMS „Powerful” zwodowany (budowa wstrzymana pod koniec II wojny światowej)[10][26].
- 28 lutego – HMS „Majestic” zwodowany[24].
- 17 stycznia – HMS „Venerable” wchodzi do służby[8][10].
- 20 marca – USS „Midway” zwodowany[11].
- 2 kwietnia – HMS „Glory” wchodzi do służby[8][10].
- 9 kwietnia – HMS „Biter” zwrócony US Navy, natychmiast przekazany Francji, wraca do służby jako „Dixmude”[8].
- 16 kwietnia – USS „Boxer” wchodzi do służby[21].

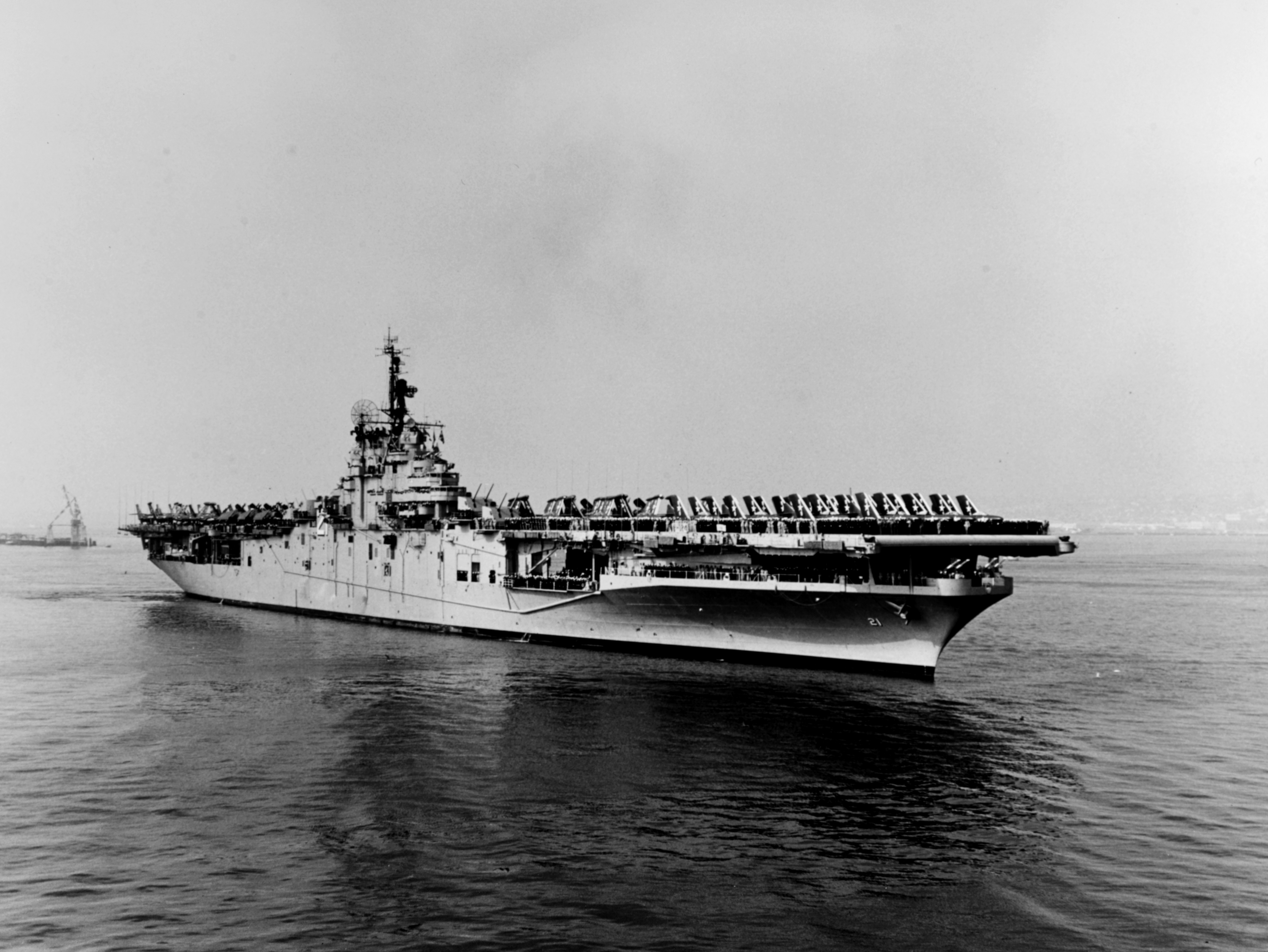
USS „Boxer”

- 20 kwietnia – „Ryūhō” przeniesiony do rezerwy[20].
- 25 kwietnia – nieukończony „Graf Zeppelin” samozatopiony przez Niemców[17].
- 29 kwietnia – USS „Coral Sea” zwodowany[15].
- 5 maja – USS „Kearsarge” zwodowany[11].
- 8 maja – USS „Crown Point” przemianowany na USS „Leyte”[11]; USS „Coral Sea” przemianowany na USS „Franklin D. Roosevelt”[15], Niemcy kapitulują.
- 12 maja – USS „Tarawa” zwodowany[11].
- 10 maja – położenie stępki HMS „Bulwark”[8][10].
- 3 czerwca – USS „Lake Champlain” wchodzi do służby[11].
- 7 czerwca – HMS „Leviathan” zwodowany (okręt nigdy nie został ukończony)[8][10].
- 8 lipca – USS „Princeton” i USS „Saipan” zwodowane[11].
- 24 lipca – „Amagi” ciężko uszkodzony w czasie ataku lotniczego[20].
- 25 lipca – „Kaiyo”, uszkodzony w boju poprzedniego dnia, osadzony na płyciźnie i później z niej ściągnięty[20].
- 28 lipca – „Kaiyo” ponownie uszkodzony w boju, osiada na dnie z 20 stopniowym przechyłem na lewą burtę[20].
- 29 lipca – próby podniesienia „Kaiyo” porzucone[20].
- 29 lipca – „Amagi” wywraca się[20].
- 6 sierpnia – amerykański atak nuklearny na Hiroszimę.
- 8 sierpnia – HMS „Ocean” wchodzi do służby[8][10].
- 9 sierpnia – ostatni członkowie załogi opuszczają „Kaiyo”[20]; amerykański atak nuklearny na Nagasaki.
- 12 sierpnia – budowa USS „Reprisal” przerwana[11].
- 15 sierpnia – Japonia kapituluje, koniec II wojny światowej.

## Lata 40. po wojnie
1945

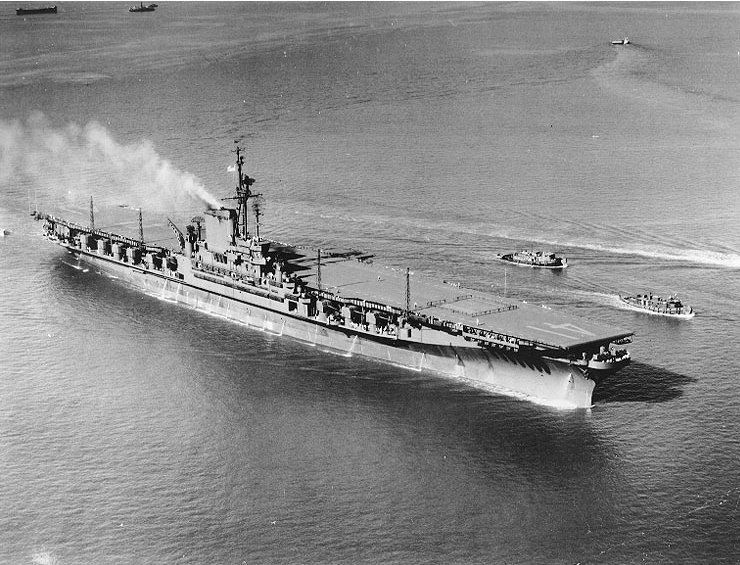
USS „Midway”

- nieukończony USS „Reprisal” zwodowany by zwolnić pochylnię[11].
- 23 sierpnia – USS „Leyte” zwodowany[11].
- 1 września – USS „Wright” zwodowany[11].
- 5 września – USS „Philippine Sea” zwodowany[11].
- 10 września – USS „Midway” wchodzi do służby[11].
- 22 września – HMS „Hercules” zwodowany, odstawiony do możliwego późniejszego ukończenia[8].
- 13 października – USS „Oriskany” zwodowany[11]; „Katsuragi” przydzielony do służby repatriacyjnej[20].
- 19 października – HMS „Edgar” przemianowany wchodzi do służby jako HMS „Perseus”[8][10].
- 27 października – USS „Franklin D. Roosevelt” wchodzi do służby[15].
- listopad – HMS „Elephant” przemianowany na HMS „Hermes”[8].
- 18 listopada – USS „Princeton” wchodzi do służby[11].
- 20 listopada – „Kaiyo” wycofany ze służby[20].
- 30 listopada – „Junyō” i „Ryūhō” wycofane ze służby[20].
- 3 grudnia – pierwsze lądowanie samolotu napędzanego silnikami odrzutowymi na lotniskowcu, HMS „Ocean”[30].
- 8 grudnia – USS „Tarawa” wchodzi do służby[11].

1946
- „Ryūhō” sprzedany na złom[12].
- styczeń – HMS „Unicorn” wycofany ze służby i przeniesiony do rezerwy[8]; HMS „Audacious” przemianowany na HMS „Eagle”[8].
- 24 stycznia – HMS „Warrior” wchodzi do służby w Kanadzie jako HMCS „Warrior”[8][10][26].
- 9 lutego – HMS „Theseus” wchodzi do służby[8][10].
- marzec – „Graf Zeppelin” podniesiony przez ZSRR i naprawiony otrzymuje oznaczenie „PO-101” (Pływająca Baza Numer 101)[18].
- 2 marca – USS „Kearsarge” wchodzi do służby[11].
- 19 marca – HMS „Eagle” zwodowany[8][10].
- kwiecień – „Katsuragi” odstawiony do służbowej rezerwy[20].
- 2 kwietnia – USS „Coral Sea” zwodowany[21].
- 11 kwietnia – USS „Leyte” wchodzi do służby[11].

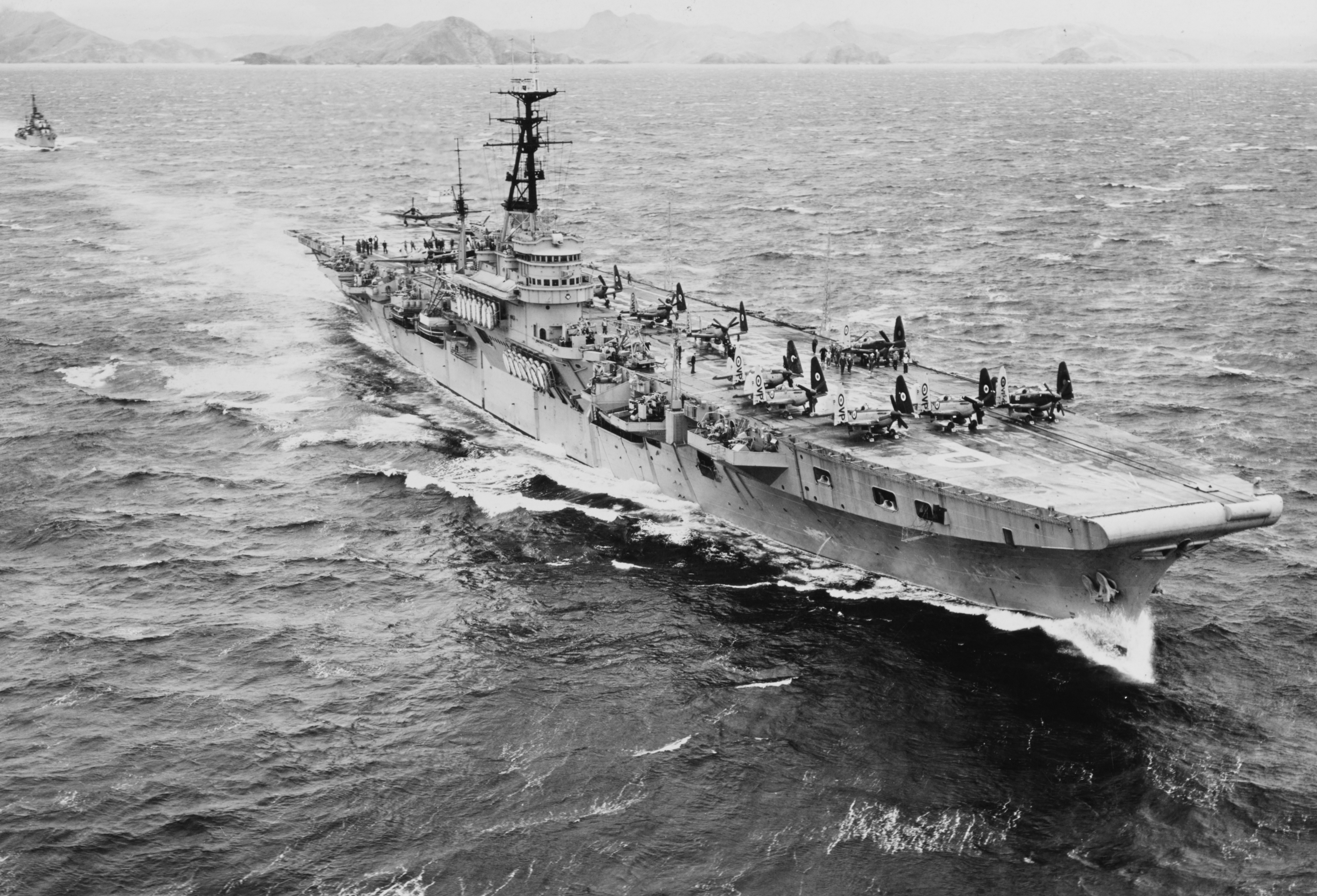
HMS „Triumph”

- 9 maja – HMS „Triumph” wchodzi do służby[8][10][29].
- 11 maja – USS „Philippine Sea” wchodzi do służby[11].
- 1 lipca – USS „Independence” i USS „Saratoga” użyte w czasie testu atomowego na atolu Bikini, oba okręty zostały uszkodzone, ale przetrwały test[11].
- 14 lipca – USS „Saipan” wchodzi do służby[11].
- 21 lipca – FH-1 Phantom pierwszym odrzutowym samolotem operującym z pokładu amerykańskiego lotniskowca.
- 23 lipca – HMS „Colossus” wycofany ze służby[8].
- 25 lipca – USS „Saratoga” zatopiony podczas podwodnego testu atomowego[11].
- 6 sierpnia – HMS „Colossus” przemianowany na „Arromanches” i wypożyczony Francji[13].
- 16 sierpnia – „Hōshō” wycofany ze służby[12].
- 28 sierpnia – USS „Independence” wycofany ze służby[11].
- 1 września – kadłub „Kaiyo” sprzedany na złom[20].
- 18 października – USS „Ranger” wycofany ze służby[15].
- 3 listopada – USS „Valley Forge” wchodzi do służby[11].
- 8 listopada – USS „Bennington” wycofany ze służby, przeniesiony do rezerwy[11].
- 15 listopada – „Katsuragi” wycofany ze służby[20].
- grudzień – HMS „Indefatigable” wycofany ze służby[8][10].
- 5 grudnia – HMS „Argus” sprzedany na złom[8].
- 19 grudnia – początek I wojny indochińskiej.
- 22 grudnia – „Katsuragi” sprzedany na złom[20].

1947
- HMS „Indomitable” przeniesiony do rezerwy[8][10].
- HMS „Majestic” i HNS „Terrible” zakupione przez Australię[31].
- „Junyō” sprzedany na złom[12].
- 9 stycznia – USS „Essex”[15], USS „Yorktown”[11], USS „Bon Homme Richard”[16], USS „Bunker Hill”[11] i USS „Ticonderoga”[11] wycofane ze służby, przeniesione do rezerwy.
- 13 stycznia – USS „Belleau Wood” i USS „Cowpens” wycofane ze służby, przeniesione do rezerwy[11].
- 15 stycznia – USS „Hornet” wycofany ze służby, przeniesiony do rezerwy[11].
- 28 stycznia – USS „Ranger” sprzedany na złom[15].
- 9 lutego – USS „Wright” wchodzi do służby[11].
- 11 lutego – USS „Cabot”, USS „Monterey”[11], USS „Langley”, USS „Bataan” wycofane ze służby, przeniesione do rezerwy[15][16].
- 17 lutego – USS „Lake Champlain”[11], USS „Enterprise”[11], USS „Franklin”[15], USS „Wasp”[11] wycofane ze służby, przeniesione do rezerwy.
- marzec – HMS „Formidable” wycofany ze służby[8][10].
- 1 marca – USS „San Jacinto” wycofany ze służby, przeniesiony do rezerwy[11].
- 22 marca – USS „Intrepid” wycofany ze służby, przeniesiony do rezerwy[11].
- 30 marca – HMS „Venerable” wycofany ze służby, przeniesiony do rezerwy[8].
- 23 kwietnia – USS „Lexington” wycofany ze służby, przeniesiony do rezerwy[11].
- 30 kwietnia – „Hōshō” sprzedany na złom[12].
- 6 maja – HMS „Albion” zwodowany[8][10][27].
- 9 maja – USS „Hancock” wycofany ze służby, przeniesiony do rezerwy[16].
- 16 sierpnia – „Graf Zeppelin” zatopiony jako okręt-cel w czasie ćwiczeń prowadzonych przez ZSRR[17][18].
- 12 sierpnia – budowa USS „Oriskany” wstrzymana[11].

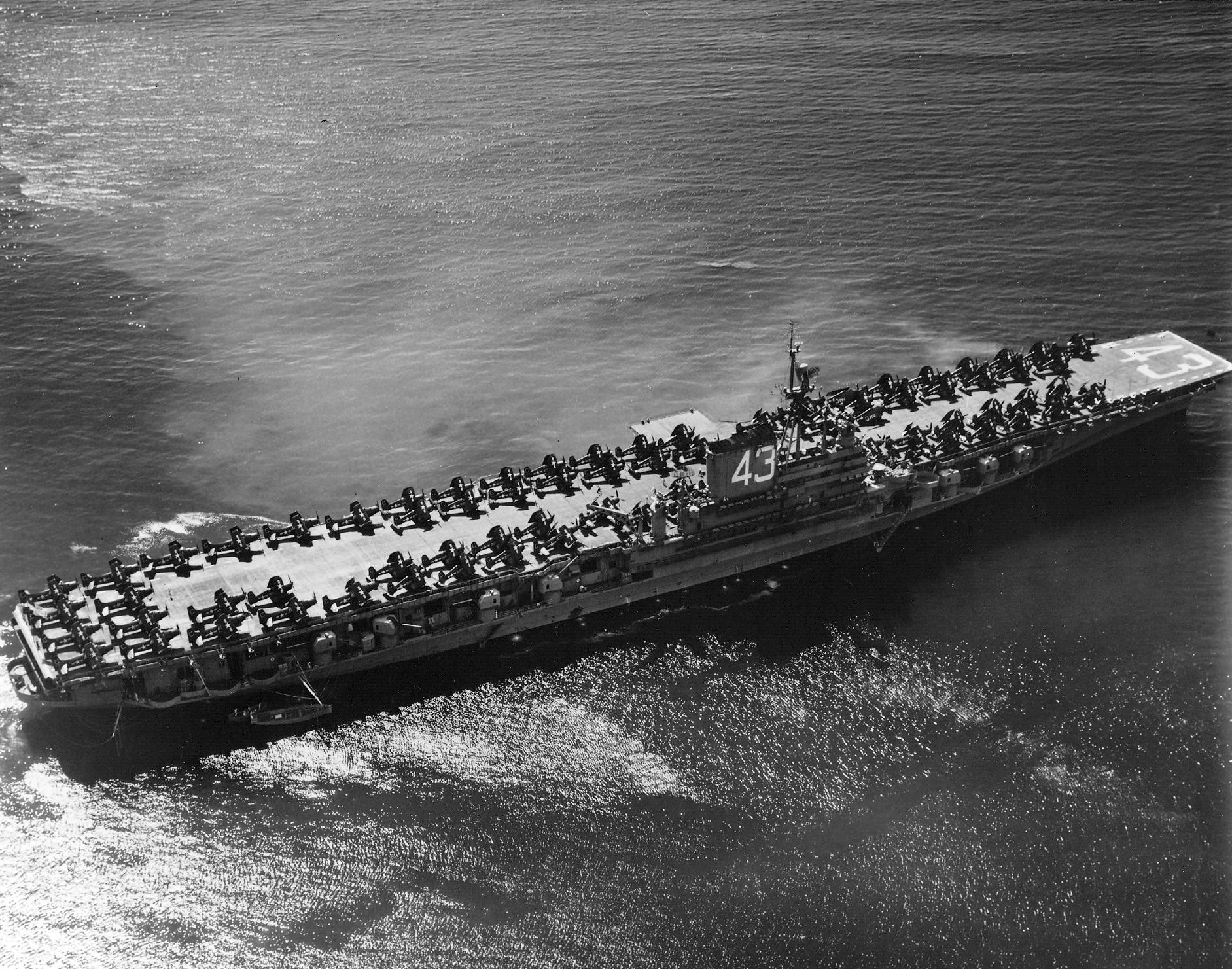
USS „Coral Sea”

- 1 października – USS „Coral Sea” wchodzi do służby[21].
- 7 listopada – USS „Shangri-La” wycofany ze służby, przeniesiony do rezerwy[11].

1948
- styczeń – HMS „Furious” sprzedany na złom[8][10].
- 25 lutego – USS „Randolph” wycofany ze służby, przeniesiony do rezerwy[11].
- 21 marca – HMS „Magnificent” wypożyczony Kanadzie wchodzi do służby jako HMCS „Magnificent”[10][26].
- 23 marca – HMS „Warrior” zwrócony Wielkiej Brytanii[8][26].
- 1 kwietnia – HMS „Venerable” sprzedany Holandii[8].
- 20 maja – HMS „Venerable” wraca do służby jako HNLMS „Karel Doorman”[32].
- 20 czerwca – USS „Princeton” wycofany ze służby, przeniesiony do rezerwy[11].
- 22 czerwca – HMS „Bulwark” zwodowany[8][10].
- 24 czerwca – radziecka blokada Berlina zwiększa tarcia będąc jedną z przyczyn zimnej wojny.
- 27 października – USS „Cabot” wraca do służby[16].
- listopad – HMS „Warrior” wraca do służby[8].
- 16 grudnia – HMS „Terrible” wchodzi do służby jako HMAS „Sydney”[25].

1949
- HMS „Unicorn” wraca do służby[8].
- „Dixmude” przerobiony z przeznaczeniem na transportowiec[8].
- 18 kwietnia – położenie stępki USS „United States”[11].
- 4 kwietnia – utworzenie NATO.
- 23 kwietnia – budowa USS „United States” anulowana[11].
- 21 czerwca – USS „Antietam” wycofany ze służby, przeniesiony do rezerwy[16].
- 30 czerwca – USS „Tarawa” wycofany ze służby, przeniesiony do rezerwy[15].
- wrzesień – HMS „Warrior” wycofany ze służby, przeniesiony do rezerwy[8].
- 2 sierpnia – nieukończony USS „Reprisal” sprzedany na złom[11].

## Lata 50. XX wieku
1950
- HMS „Indomitable” wraca do służby[8][10]; HMS „Indefatigable” wraca do służby jako okręt szkolny[8][10].
- 3 maja – HMS „Ark Royal” zwodowany[8][10].
- 13 maja – USS „Bataan” wraca do służby[15].
- czerwiec – HMS „Warrior” wraca do służby jako transportowiec żołnierzy i samolotów pomiędzy Wielką Brytanią i Koreą[8]; budowa USS „Oriskany” wznowiona[11].
- 16 czerwca – USS „Kearsarge” wycofany ze służby, początek dużej modernizacji[11].
- 25 czerwca – wybuch wojny koreańskiej.
- 28 sierpnia – USS „Princeton” wraca do służby[11].
- 15 września – USS „Monterey” wraca do służby[11].
- 25 września – USS „Oriskany” wchodzi do służby[11].

1951

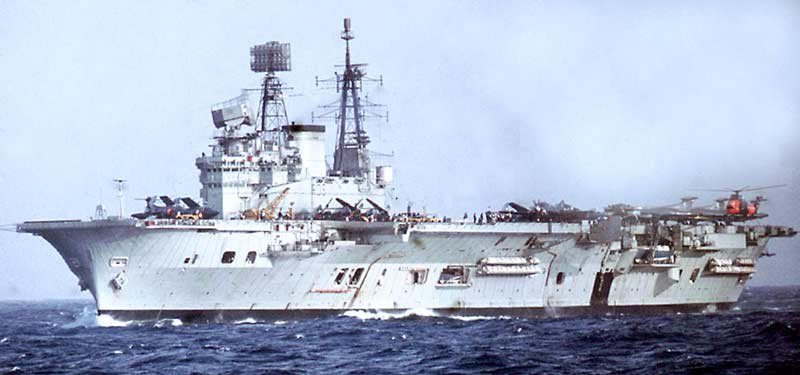
HMS „Eagle”

- „Aromanches” zakupiony przez Francję[13].
- 8 stycznia – USS „Langley” wypożyczony Francji[13][16].
- 15 stycznia – USS „Bon Homme Richard” wraca do służby[11].
- 16 stycznia – USS „Essex” wraca do służby[15].
- 17 stycznia – USS „Antietam” wraca do służby[16].
- 29 stycznia – USS „Independence” zatopiony w czasie testów broni[11].
- 3 lutego – USS „Tarawa” wraca do służby[11].
- 20 marca – USS „Hornet” wraca do służby[11].
- 10 maja – USS „Shangri-La” wraca do służby[11].
- 12 maja – USS „Hornet” wycofany ze służby w celu przeróbki[11].
- 2 czerwca – USS „Langley” wraca do służby jako „La Fayette”[13].
- lipiec – pierwsze próby katapulty parowej, na HMS „Perseus”[30][33].
- 10 września – USS „Wasp” wraca do służby jako CVA[11].
- 5 października – HMS „Eagle” wchodzi do służby[34].

1952
- pierwsze próby skośnego pokładu startowego, HMS „Triumph”[30][33].
- 9 lutego – USS „Intrepid” wraca do służby[11].
- 15 lutego – USS „Kearsarge” wraca do służby[11].
- 31 stycznia – USS „Ticonderoga” wraca do służby[11].
- 4 kwietnia – USS „Ticonderoga” wycofany ze służby w celu przebudowy na CVA[11].
- 9 kwietnia – USS „Intrepid” wycofany ze służby w celu przebudowy na CVA[11].
- 23 kwietnia – HMS „Powerful” sprzedany Kanadzie[10][26].
- 14 lipca – położenie stępki USS „Forrestal”[21].
- 19 września – USS „Lake Champlain” wraca do służby[11].
- październik – USS „Boxer” przeklasyfikowany na CVA[11].
- 13 listopada – HMS „Vengeance” wypożyczony Australii, wraca do służby jako HMAS „Vengeance”[23]; USS „Bennington” wraca do służby jako CVA[11].
- 14 listopada – USS „Shangri-La” wycofany ze służby w celu modernizacji[11].
- 16 grudnia – położenie stępki USS „Saratoga”[11].

1953
- HMS „Formidable” sprzedany na złom[8][10].
- 16 lutego – HMS „Hermes” zwodowany[28].
- 20 lutego – USS „Yorktown” wraca do służby[11].
- 15 maja – USS „Bon Homme Richard” wycofany ze służby, przeznaczony do dużej przebudowy[11].
- 1 lipca – USS „Randolph” wraca do służby[11].
- 27 lipca – wojna koreańska zakończona wstrzymaniem walk.
- 5 września – USS „Belleau Wood” wypożyczony Francji[11].

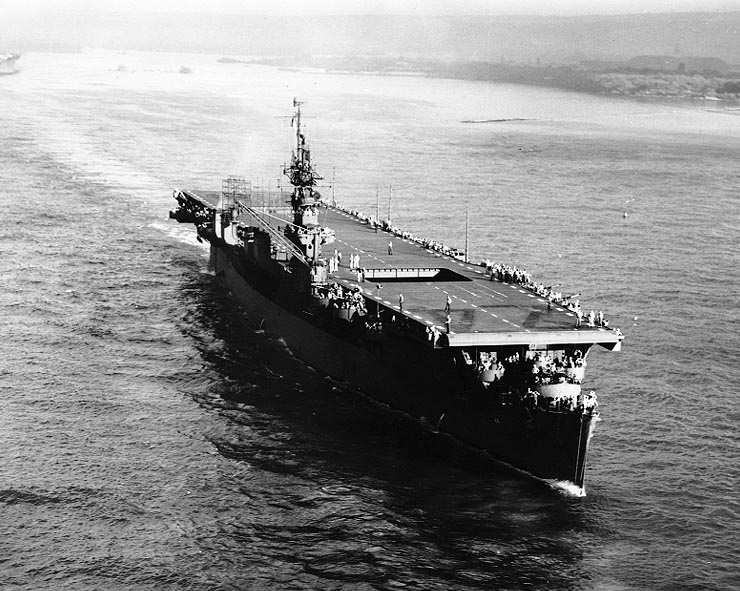
USS „Belleau Wood”

- 9 września – USS „Belleau Wood” wraca do służby jako „Bois Belleau”[13].
- 11 września – USS „Hornet” wraca do służby[11].
- 17 listopada – HMS „Unicorn” wycofany ze służby, przesunięty do rezerwy[8].
- 5 października – HMS „Indomitable” wycofany ze służby, przesunięty do rezerwy[8][10].

1954
- HMS „Perseus” wycofany ze służby, przesunięty do rezerwy[8].
- 15 lutego – USS „Hancock” wraca do służby jako CVA[11].
- 9 kwietnia – USS „Bataan” wycofany ze służby, przesunięty do rezerwy[16][21].
- 26 maja – HMS „Albion” wchodzi do służby[8][10][27].
- 18 czerwca – USS „Intrepid” wraca do rezerwy służbowej (ang. recommissioned in reserve)[11].
- 1 sierpnia – koniec I wojny indochińskiej.
- 2 sierpnia – położenie stępki USS „Ranger”[11].
- wrzesień – HMS „Pioneer” wycofany ze służby i sprzedany na złom[8][10]; HMS „Indefatigable” wycofany ze służby[8].
- 1 września – HMS „Implacable” wycofany ze służby[8].
- 11 września – USS „Ticonderoga” wraca do służby po modernizacji[11].

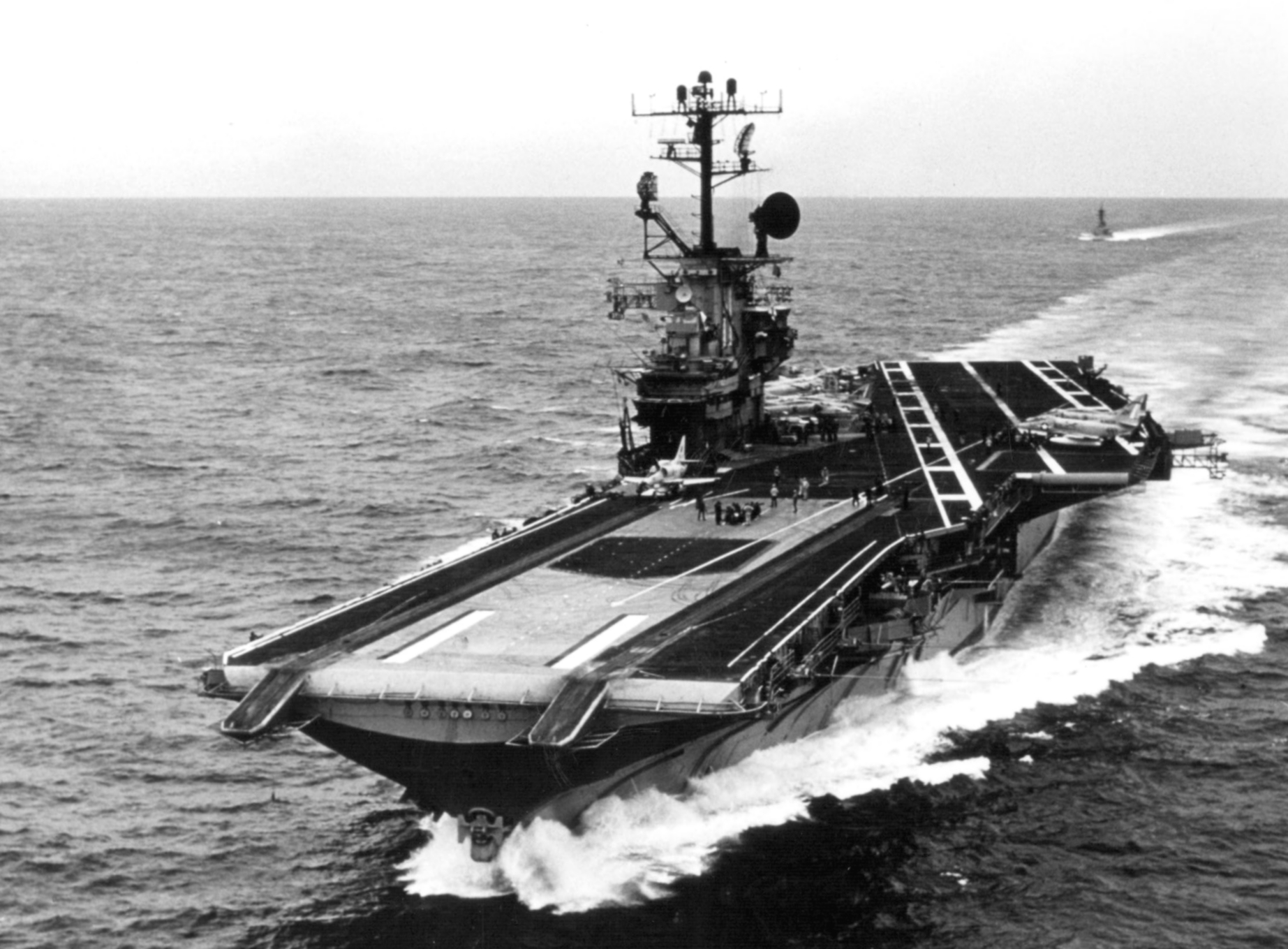
USS „Intrepid”

- 15 października – USS „Intrepid” wraca do pełnej służby[11].
- 29 października – HMS „Bulwark” wchodzi do służby[8][10].
- grudzień – HMS „Illustrious” wycofany ze służby[8][10].
- 11 grudnia – USS „Forrestal” zwodowany[21].

1955
- 10 stycznia – USS „Shangri-La” wraca do służby[11].
- 21 stycznia – USS „Cabot” wycofany ze służby, przesunięty do rezerwy[16][22].
- 25 lutego – HMS „Ark Royal” wchodzi do służby[8][10].
- 14 maja – utworzenie Układu Warszawskiego.
- lipiec – USS „Midway” wycofany ze służby w celu modernizacji[15].
- 1 lipca – położenie stępki USS „Independence”[21].
- 13 sierpnia – HMS „Vengeance” wraca do Wielkiej Brytanii[8][10].
- 15 sierpnia – USS „Lexington” wraca do służby jako CVA[11].
- 6 września – USS „Bon Homme Richard” wraca do służby[11].
- 21 września – HMS „Indomitable” sprzedany na złom[8].
- 29 września – USS „Forrestal” wchodzi do służby[21].
- 8 października – USS „Saratoga” zwodowany[11].
- 25 października – HMAS „Vengeance” wycofany ze służby[23].
- 26 października – HMS „Majestic” ochrzczony jako HMAS „Majestic”[35].

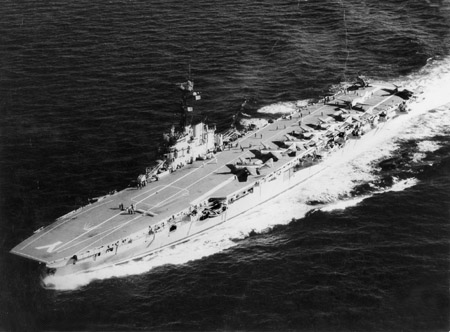
HMAS „Melbourne”

- 28 października – HMAS „Majestic” przemianowany wchodzi do służby jako HMAS „Melbourne”[36], HMS „Vengeance” wraca do rezerwy służbowej (ang. recommissioned in reserve)[23].
- listopad – położenie stępki „Clemenceau”[13]; HMS „Implacable” sprzedany na złom[8][10].
- 15 listopada – USS „Boxer” przeklasyfikowany na CVS[11].

1956
- HMS „Indefatigable” sprzedany na złom[8][10].
- HMS „Glory” wycofany ze służby, przesunięty do rezerwy[8][10].
- „Dixmude” przerobiony na hulk – okręt koszarowy[8].
- 16 stycznia – USS „Monterey” wycofany ze służby, przesunięty do rezerwy[11].
- 15 marca – USS „Wright” wycofany ze służby, przesunięty do rezerwy[11].
- 13 kwietnia – USS „Hancock” wycofany ze służby[11].
- 14 kwietnia – USS „Saratoga” wchodzi do służby[11].
- 26 września – USS „Ranger” zwodowany[11].
- 29 października – rozpoczyna się kryzys sueski.
- 3 listopada – HMS „Illustrious” sprzedany na złom[8][10].
- 15 listopada – USS „Hancock” wraca do służby[11].

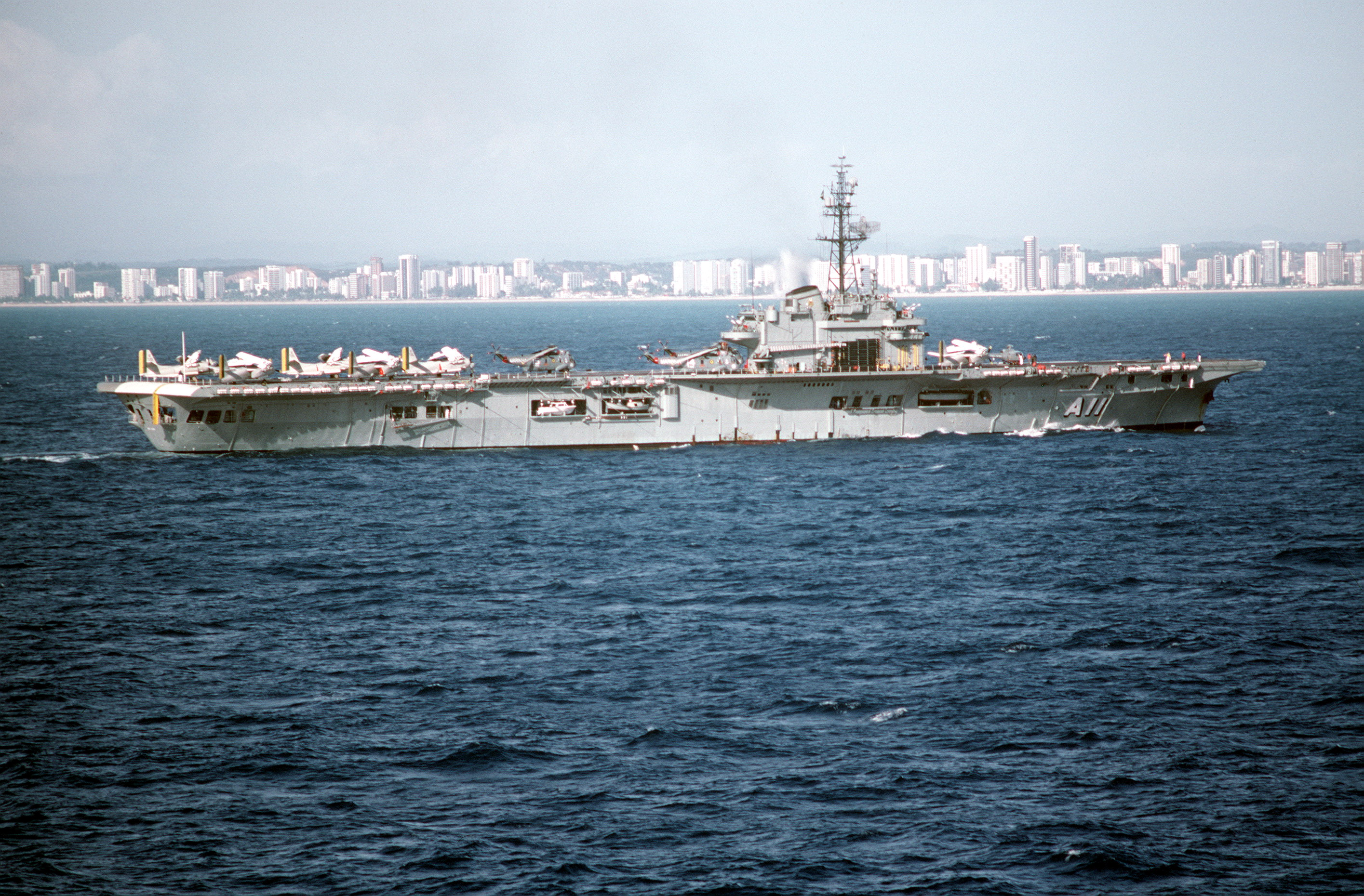
Brazylijski lotniskowiec NAeL „Minas Gerais”

- 14 grudnia – HMS „Vengeance” sprzedany Brazylii[23].
- 21 grudnia – HMS „Theseus” wycofany ze służby[8].
- 27 grudnia – położenie stępki USS „Kitty Hawk”[37].

1957
- styczeń – HMS „Hercules” sprzedany Indiom, budowa wznowiona[8].
- 2 stycznia – USS „Oriskany” wycofany ze służby, początek modernizacji[11].
- 17 stycznia – HMS „Powerful” wchodzi do służby jako HMCS „Bonaventure”[10][26].
- 15 lutego – położenie stępki „Foch”[38].
- 24 maja – USS „Coral Sea” wycofany ze służby w celu modernizacji[11].
- 14 czerwca – HMCS „Magnificent” zwrócony Wielkiej Brytanii i przesunięty do rezerwy jako HMS „Magnificent”[26].

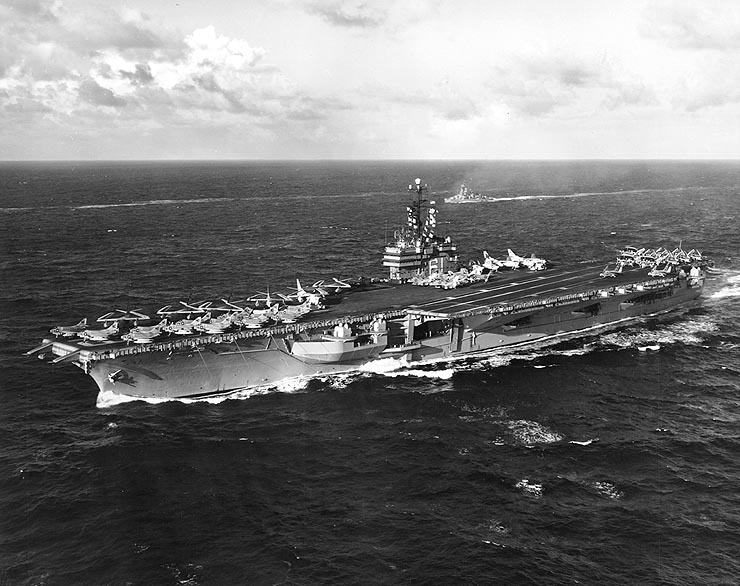
USS „Ranger”

- 10 sierpnia – USS „Ranger” wchodzi do służby[11].
- 14 września – położenie stępki USS „Constellation”[37].
- 30 września – USS „Midway” wraca do służby[11].
- 3 października – USS „Saipan” wycofany ze służby, przeniesiony do rezerwy[11].
- 5 grudnia – HMS „Ocean” wycofany ze służby, przeniesiony do rezerwy[8][10].
- 21 grudnia – „Clemenceau” zwodowany[13][39].

1958
- HMS „Perseus” sprzedany na złom[8][10].
- luty – HMS „Warrior” wycofany ze służby[8].
- 4 lutego – położenie stępki USS „Enterprise”[40].
- 30 maja – HMAS „Sydney” wycofany ze służby, przeniesiony do rezerwy[25].
- 6 czerwca – USS „Independence” zwodowany[11].
- 1 lipca – USS „Enterprise” sprzedany na złom[11].
- 4 lipca – HMS „Warrior” sprzedany Argentynie[8].
- 24 lipca – HMS „Warrior” przemianowany na ARA „Independencia”[41].
- 28 grudnia – USS „Philippine Sea” wycofany ze służby, przeniesiony do rezerwy[11].

1959

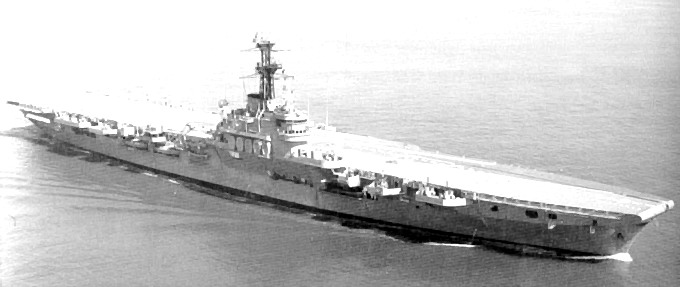
Argentyński lotniskowiec ARA „Independencia”

- 10 stycznia – USS „Independence” wchodzi do służby[11].
- 30 stycznia – USS „Boxer” przeklasyfikowany na LPH[15].
- 2 marca – USS „Princeton” przeklasyfikowany na LPH[11].
- 7 marca – USS „Oriskany” wraca do służby[11].
- 15 maja – USS „Leyte” wycofany ze służby, przeniesiony do rezerwy[11].
- czerwiec – HMS „Unicorn” sprzedany na złom[8][10].
- 8 lipca – ARA „Independencia” wchodzi do służby[41].
- 1 listopada – USS „Cowpens” sprzedany na złom[15].
- 25 listopada – HMS „Hermes” wchodzi do służby[8].

## Lata 60. XX wieku
1960
- HMS „Ocean” sprzedany na złom[8][10].

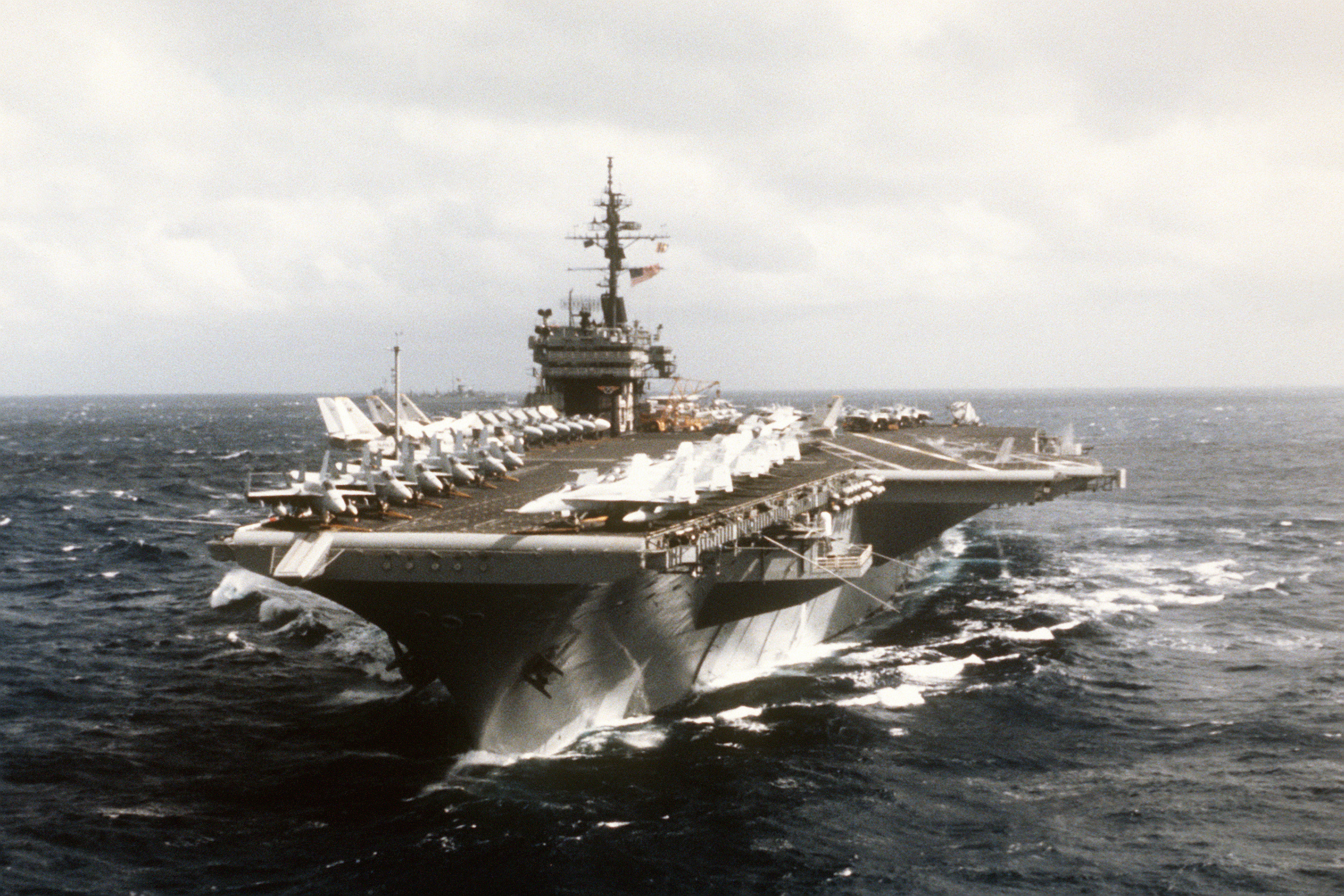
USS „Constellation”

- 25 stycznia – USS „Coral Sea” wraca do służby[11].
- 13 maja – USS „Tarawa” wycofany ze służby, przeniesiony do rezerwy[16].
- 21 maja – USS „Kitty Hawk” zwodowany[37].
- 28 lipca – „Foch” zwodowany[38][42].
- wrzesień – „Bois Belleau” (USS „Belleau Wood”) wraca do US Navy[11].
- 24 września – USS „Enterprise” zwodowany[40].
- 1 października – „Bois Belleau” skreślony z listy okrętów[11].
- 8 października – USS „Constellation” zwodowany[37].
- 21 listopada – USS „Belleau Wood” sprzedany na złom[11].
- 6 grudnia – ex-HMS „Vengeance” wraca do służby jako NAeL „Minas Gerais”[23][43].

1961

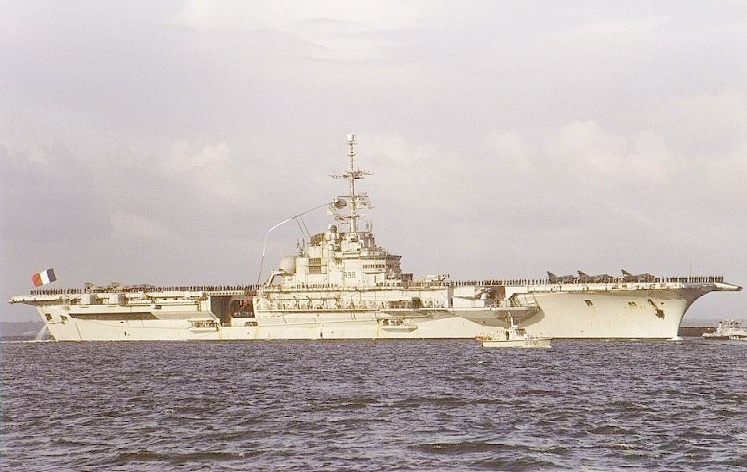
Francuski lotniskowiec „Clemenceau”

- HMS „Magnificent” skreślony z listy floty[26].
- HMS „Glory” sprzedany na złom[8][10].
- 9 stycznia – położenie stępki USS „America”[21].
- 4 marca – HMS „Hercules” wchodzi do służby jako INS „Vikrant”[8][28].
- 29 kwietnia – USS „Kitty Hawk” wchodzi do służby[37].
- maj – USS „Bataan” sprzedany na złom[15].
- 1 lipca – USS „Valley Forge” przeklasyfikowany na helikopterowiec[11].
- 27 października – USS „Constellation” wchodzi do służby[37].
- 22 listopada – „Clemenceau” wchodzi do służby[13][39].
- 25 listopada – USS „Enterprise” wchodzi do służby[40], pierwszy lotniskowiec z napędem nuklearnym[44].
- 29 listopada – HMS „Theseus” sprzedany na złom[8].

1962

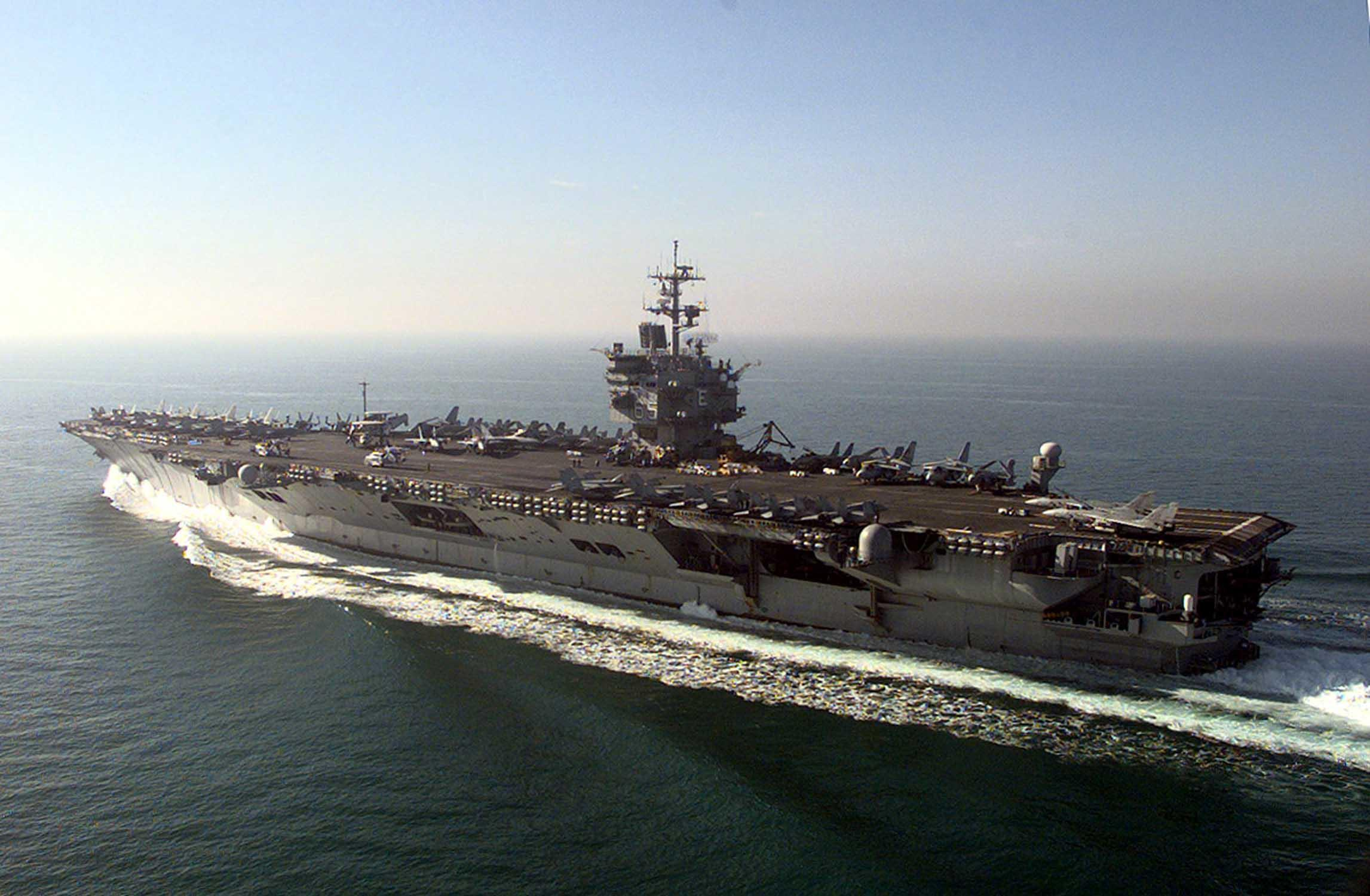
USS „Enterprise”

- 7 marca – HMAS „Sydney” wraca do służby jako szybki transportowiec wojska[25].
- 15 marca – początek przebudowy USS „Wright” na okręt dowodzenia(inne języki) i kontroli[11].
- sierpień – Indonezja planuje inwazję na Nową Gwineę Holenderską; plany wojenne zakładają zatopienie holenderskiego lotniskowca HNLMS „Karel Doorman” przy użyciu dostarczonych przez ZSRR bombowców z przeciwokrętowymi pociskami rakietowymi, rozejm kończy spór.

1963
- 8 lutego – samolot krótkiego startu i pionowego lądowania (STOVL) Hawker P.1127, będący wczesnym prototypem Harriera, operuje z pokładu HMS „Ark Royal”[30].
- 15 lipca – „Foch” wchodzi do służby[38][42].
- marzec – „La Fayette” (USS „Langley”) wraca do US Navy[13].
- marzec – początek przebudowy USS „Saipan” na okręt dowodzenia i kontroli radiowej[11][16].
- 20 marca – USS „Langley” skreślony z listy[16].
- 8 maja – USS „Antietam” wycofany ze służby, przeniesiony do rezerwy[16].
- 11 maja – USS „Wright” wraca do służby jako okręt dowodzenia i kontroli[11].

1964
- USS „Langley” sprzedany na złom[16].
- 1 lutego – USS „America” zwodowany[21].
- 2 sierpnia – incydent w Zatoce Tonkińskiej znacznie zwiększa zaangażowanie Stanów Zjednoczonych w konflikcie w Wietnamie.
- 1 września – USS „Saipan” przeklasyfikowany na okręt translacji radiowej (ang. communications major relay)[11].
- 22 października – położenie stępki USS „John F. Kennedy”[37].

1965
- 23 stycznia – USS „America” wchodzi do służby[21].
- 8 kwietnia – USS „Saipan” przemianowany na USS „Arlington”[11].
- lipiec – HMS „Magnificent” sprzedany na złom[26].

1966
- brytyjski plan 1966 Defence White Paper powoduje przerwanie takich projektów jak CVA-01 i rozpoczyna fazę wygaszania służby lotniskowców w Royal Navy.
- „Dixmude” wraca do US Navy, zatopiony jako okręt-cel[8].
- 15 lutego – USS „Midway” wycofany ze służby w celu przeprowadzenia modernizacji[11].
- 2 maja – USS „Lake Champlain” wycofany ze służby[11].
- 27 lipca – USS „Franklin” sprzedany na złom[11].
- 27 sierpnia – USS „Arlington” wraca do służby jako okręt radiowy (ang. communication relay ship)[11].
- „Béarn” wycofany ze służby[13].
- 1 listopada – USS „Bunker Hill” skreślony z listy okrętów floty[16].

1967

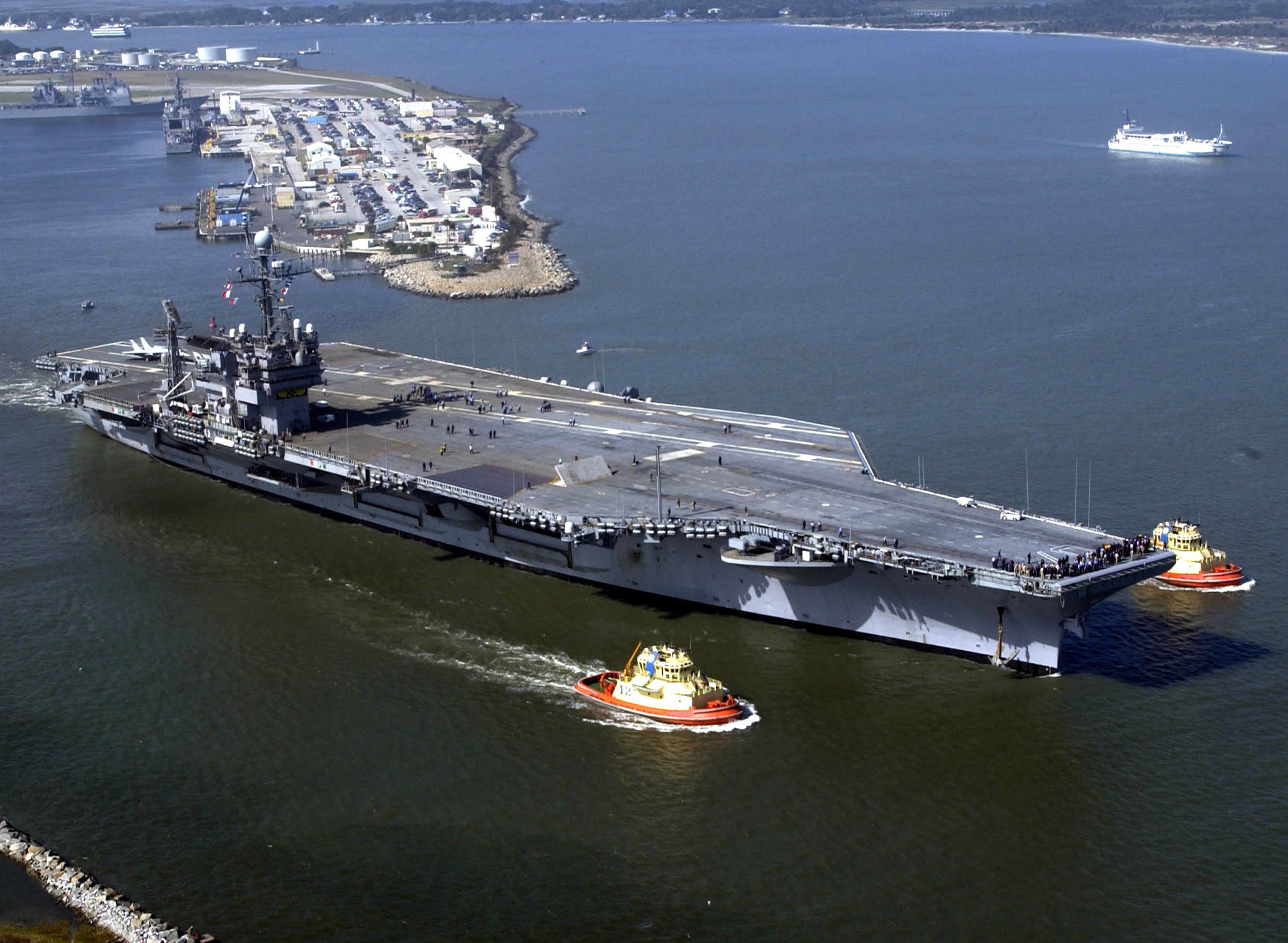
USS „John F. Kennedy”

- 30 sierpnia – USS „Cabot” wypożyczony Hiszpanii wchodzi do służby jako „Dédalo”[22][45].
- 31 marca – „Béarn” sprzedany na złom[13].
- 27 maja – USS „John F. Kennedy” zwodowany[37].

1968
- „Arromanches” przeklasyfikowany na helikopterowiec[13].
- 26 kwietnia – HNLMS „Karel Doorman” wycofany ze służby, przeniesiony do rezerwy, koniec holenderskich lotniskowców[32].
- 13 marca – HMS „Victorious” wycofany ze służby[8].
- 22 czerwca – położenie stępki USS „Nimitz”[46].
- lipiec – USS „Franklin D. Roosevelt” wycofany ze służby w celu modernizacji[15].
- 7 września – USS „John F. Kennedy” wchodzi do służby[37].
- 3 października – USS „Tarawa” sprzedany na złom[11].
- 15 października – HNLMS „Karel Doorman” sprzedany Argentynie[32].

1969
- HMS „Victorious” sprzedany na złom[8].
- 1 stycznia – USS „Lexington” przeklasyfikowany na CVT[11].
- 13 lutego – USS „Randolph” wycofany ze służby, przeniesiony do rezerwy[11].
- 12 marca – ex-HNLMS „Karel Doorman” wraca do służby jako ARA „Veinticinco de Mayo”[41].
- 26 maja – USS „Franklin D. Roosevelt” wraca do służby[15].
- 30 czerwca – USS „Essex” wycofany ze służby[15].
- 1 grudnia – USS „Boxer” wycofany ze służby[21]; USS „Philippine Sea” skreślony z listy[11].

## Lata 70. XX wieku
1970
- ARA „Independencia” wycofany ze służby, przeniesiony do rezerwy[41].
- 14 stycznia – USS „Arlington” wycofany ze służby[11].
- 15 stycznia – USS „Bennington” wycofany ze służby, przeniesiony do rezerwy[11], USS „Valley Forge” wycofany ze służby[11].
- 30 stycznia – USS „Princeton” wycofany ze służby[15].
- 31 stycznia – USS „Midway” wraca do służby[15].
- 13 lutego – USS „Kearsarge” wycofany ze służby, przeniesiony do rezerwy[15].
- 27 maja – USS „Wright” wycofany ze służby, przeniesiony do rezerwy[11].
- 26 czerwca – USS „Hornet” wycofany ze służby, przeniesiony do rezerwy[11].
- 27 czerwca – USS „Yorktown” wycofany ze służby[11].
- 3 lipca – HMCS „Bonaventure” wycofany ze służby[10].
- 21 lipca – położenie stępki „Kijew”[47][48].
- 15 sierpnia – położenie stępki USS „Dwight D. Eisenhower”[46]
- wrzesień – USS „Leyte” sprzedany na złom[15].

1971
- marzec – HMCS „Bonaventure” sprzedany na złom[26].
- 13 marca – USS „Boxer” sprzedany na złom[15].
- 17 marca – ARA „Independencia” sprzedany na złom[41].
- 23 marca – USS „Philippine Sea” sprzedany na złom[16].
- maj – USS „Monterey” i USS „Princeton” sprzedane na złom[15].
- 2 lipca – USS „Bon Homme Richard” wycofany ze służby, przeniesiony do rezerwy[16].
- 30 lipca – USS „Shangri-La” wycofany ze służby, przeniesiony do rezerwy[11].
- 29 października – USS „Valley Forge” sprzedany na złom[11].
- 3 grudnia – początek trzeciej wojny indyjsko-pakistańskiej, indyjski lotniskowiec INS „Vikrant” przeprowadza ataki lotnicze przeciwko celom morskim i lądowym, pakistański okręt podwodny PNS „Ghazi” wysłany by zatopić „Vikrant”, tonie z nieznanych powodów.
- 15 grudnia – USS „San Jacinto” sprzedany na złom[11].

1972

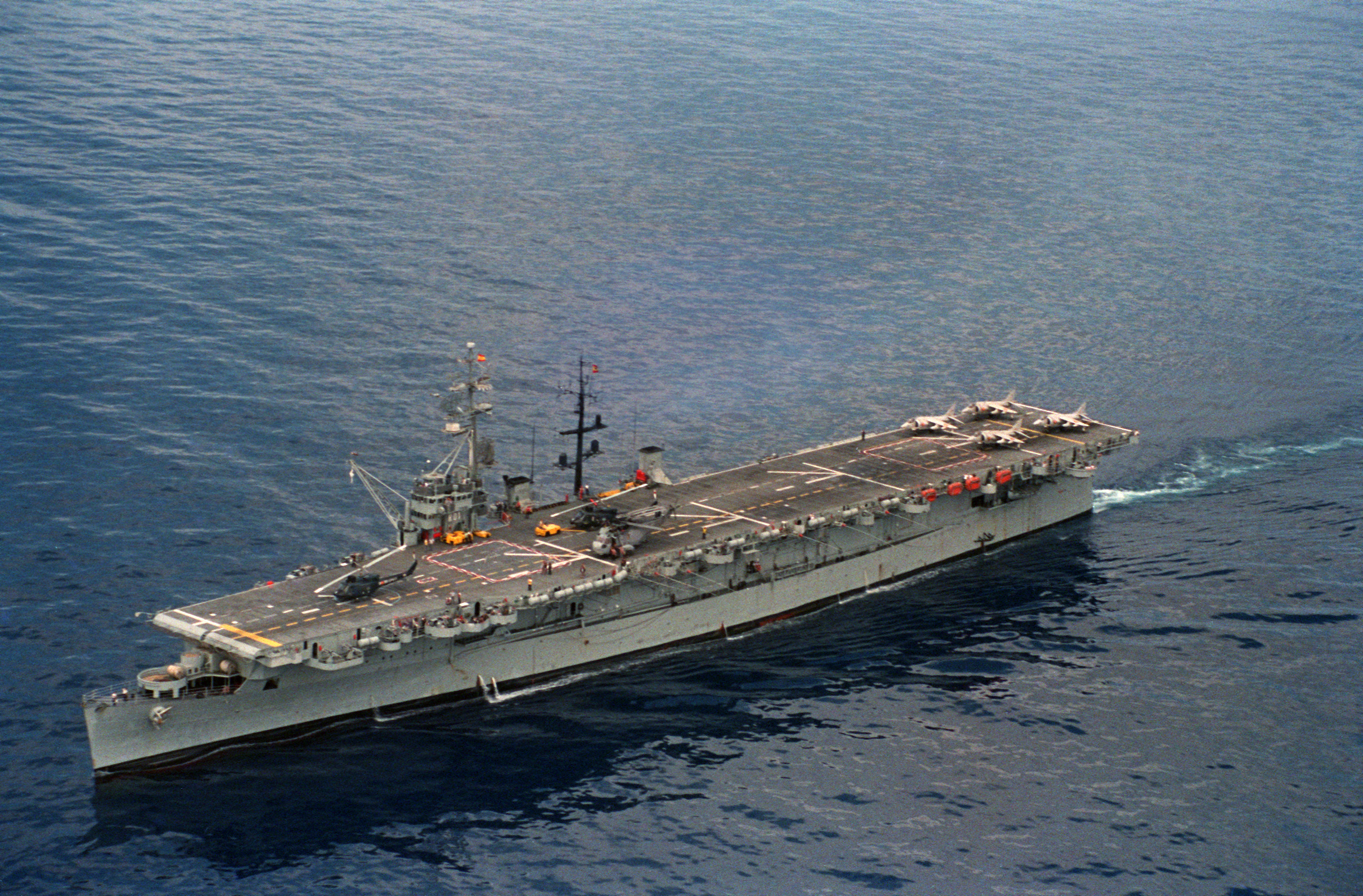
Hiszpański lotniskowiec „Dédalo”

- 26 stycznia – HMS „Eagle” wycofany ze służby[8][10].
- 28 kwietnia – USS „Lake Champlain” sprzedany na złom[15].
- 13 maja – USS „Nimitz” zwodowany[46].
- 1 lipca – USS „Wasp” wycofany ze służby[11].
- 5 grudnia – wypożyczenie „Dédalo” (ex-USS „Cabot”) Hiszpanii zamienione na sprzedaż[45].
- 26 grudnia – „Kijew” zwodowany[47][48].
- 28 grudnia – położenie stępki „Mińsk”[47][49].

1973
- USS „Bunker Hill” sprzedany na złom[11].
- 27 stycznia – paryski układ pokojowy powoduje wycofanie się sił amerykańskich z wojny wietnamskiej.
- 2 marca – HMS „Albion” wycofany ze służby[8][10][27].
- 21 maja – USS „Wasp” sprzedany na złom[11].
- 20 lipca – położenie stępki HMS „Invincible”[50].
- 1 września – USS „Ticonderoga” wycofany ze służby[11].
- listopad – HMS „Albion” sprzedany na złom[8].
- 12 listopada – HMAS „Sydney” wycofany ze służby[25].

1974
- 18 stycznia – USS „Kearsarge” sprzedany na złom[16].
- 22 stycznia – „Arromanches” wycofany ze służby[13].
- 28 lutego – USS „Antietam” sprzedany na złom[15].
- 15 marca – USS „Intrepid” wycofany ze służby[21].

1975

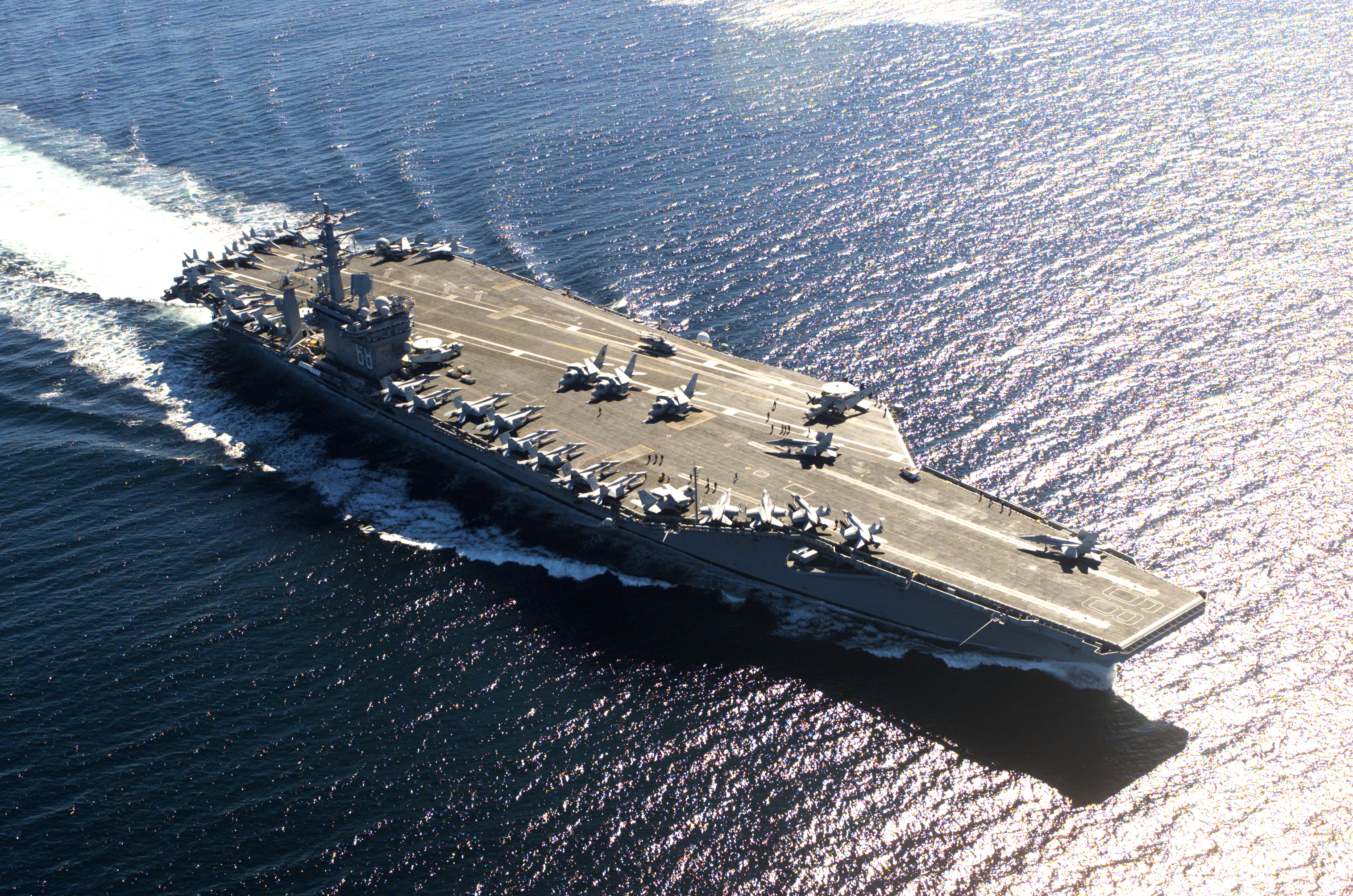
USS „Nimitz”

- HMS „Triumph” wycofany ze służby, przeniesiony do rezerwy[8][10].
- 1 kwietnia – USS „Randolph” sprzedany na złom[21].
- 3 maja – USS „Nimitz” wchodzi do służby[46].
- 1 czerwca – USS „Essex” sprzedany na złom[15].
- 1 września – USS „Ticonderoga” sprzedany na złom[15].
- 30 września – „Mińsk” zwodowany[47][49]; położenie stępki „Noworossijsk”[47][51].
- 11 października – USS „Dwight D. Eisenhower” zwodowany[46]; położenie stępki USS „Carl Vinson”[46].
- 13 października – USS „Yorktown” zachowany jako okręt-muzeum[11].
- 28 października – HMAS „Sydney” sprzedany na złom[25].
- 28 grudnia – „Kijew” wchodzi do służby[47][48].

1976

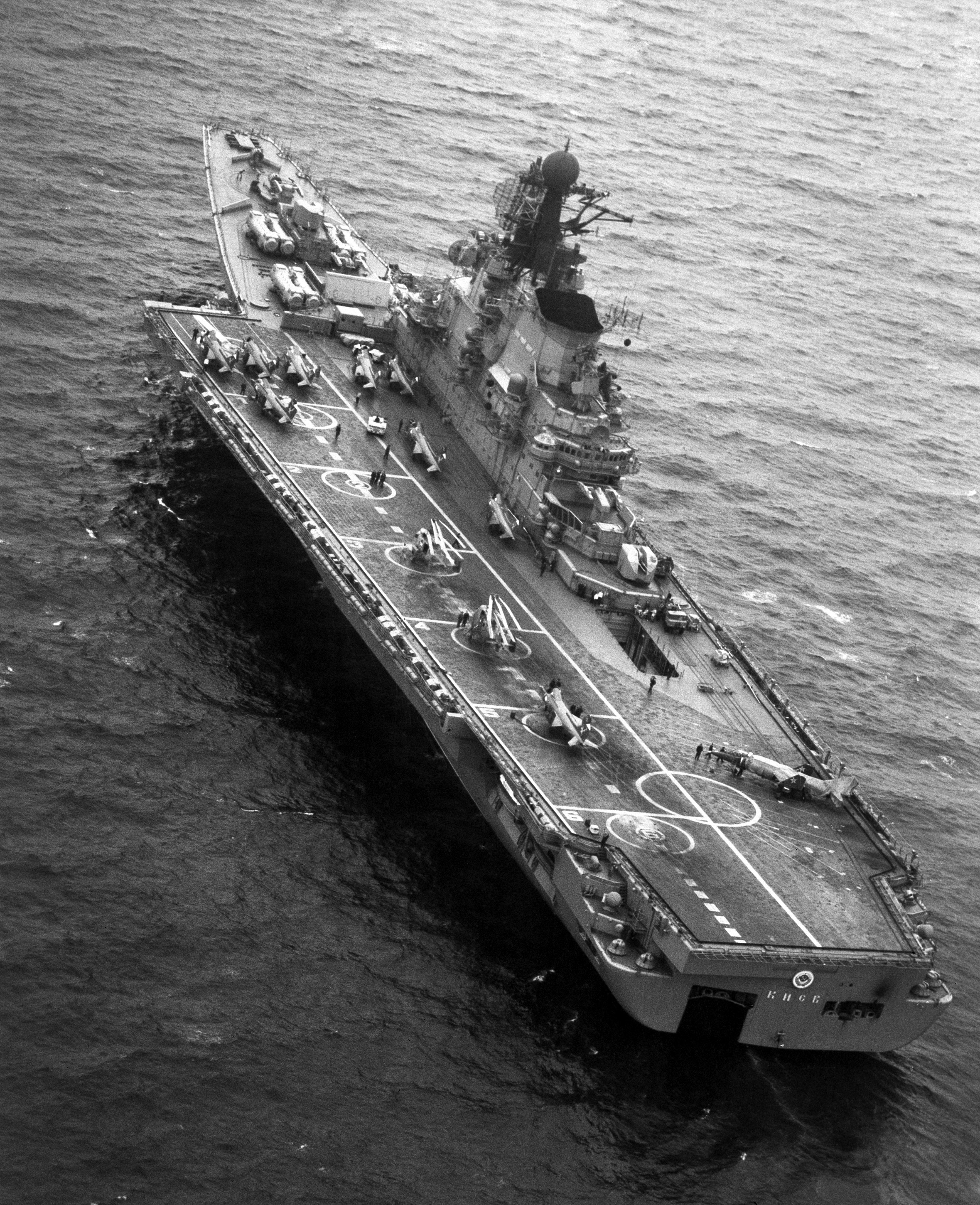
Radziecki lotniskowiec „Kijew”

- 30 stycznia – USS „Hancock” wycofany ze służby[15].
- marzec – HMS „Bulwark” wycofany ze służby, przeniesiony do rezerwy.
- 1 czerwca – USS „Arlington” sprzedany na złom[15].
- 1 września – USS „Hancock” sprzedany na złom[15].
- wrzesień – wyposażenie lotniskowca „Dédalo” w samoloty krótkiego startu i pionowego lądowania (STOVL) Harrier przywraca go do służby jako lotniskowiec samolotowy, pierwszy lotniskowiec wyposażony w samoloty typu STOVL.
- 30 września – USS „Oriskany” wycofany ze służby, przeniesiony do rezerwy[11].
- 7 października – położenie stępki HMS „Illustrious”[50].

1977
- 3 maja – HMS „Invincible” zwodowany[50].
- 30 września – USS „Franklin D. Roosevelt” wycofany ze służby[15].
- 18 października – USS „Dwight D. Eisenhower” wchodzi do służby[46].

1978
- „Arromanches” sprzedany na złom[13].

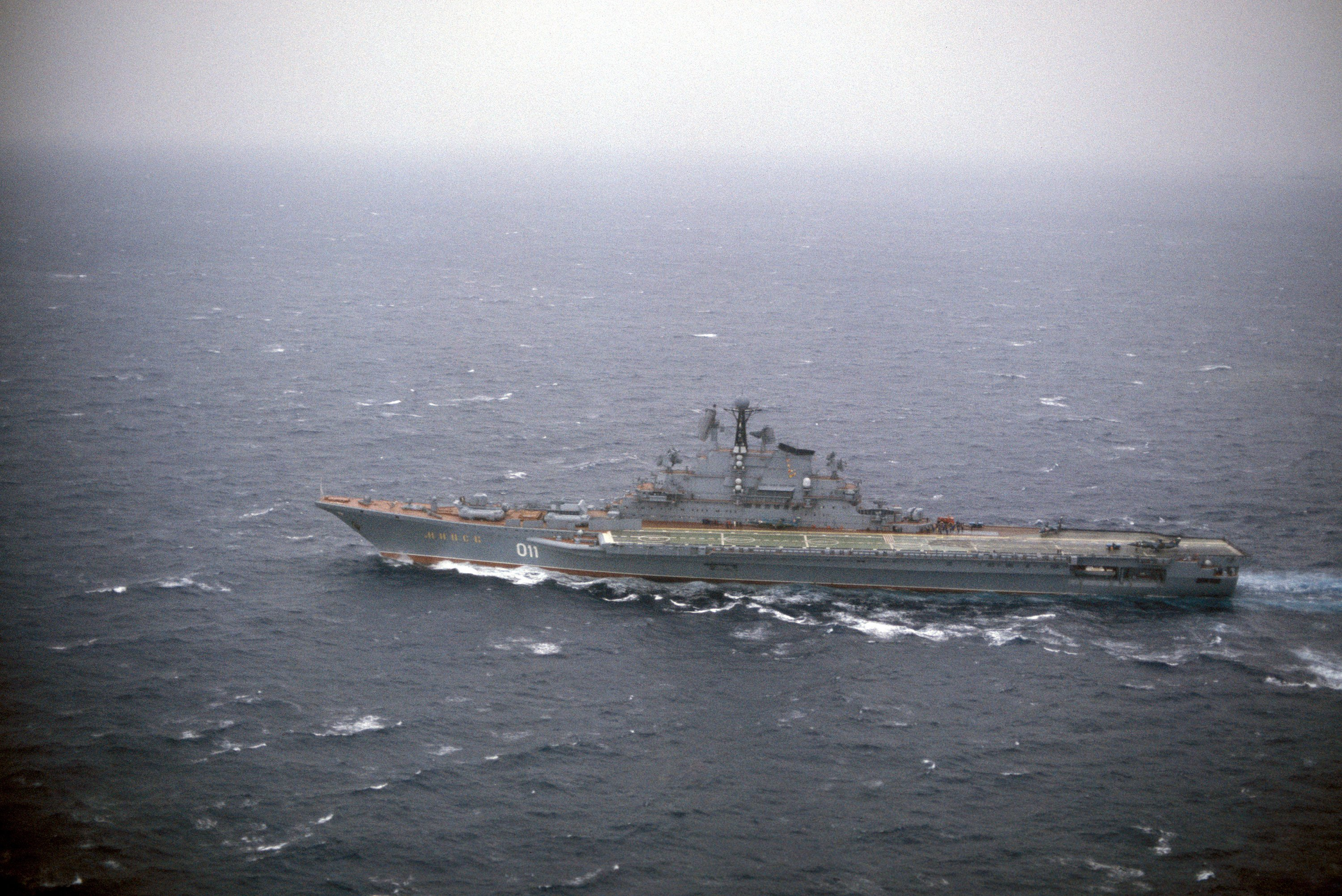
Radziecki lotniskowiec „Mińsk”

- 17 lutego – położenie stępki „Baku”[52].
- 1 kwietnia – USS „Franklin D. Roosevelt” sprzedany na złom[15].
- 27 września – „Mińsk” wchodzi do służby[47][49].
- wrzesień – HMS „Eagle” sprzedany na złom[8][10].
- 1 grudnia – HMS „Illustrious” zwodowany[50].
- 4 grudnia – HMS „Ark Royal” wycofany ze służby[8][10], koniec konwencjonalnych lotniskowców CATOBAR w Wielkiej Brytanii.
- 14 grudnia – położenie stępki HMS „Ark Royal”[8][50].
- 26 grudnia – „Noworossijsk” zwodowany[47][51].

1979
- 23 lutego – HMS „Bulwark” wraca do służby[8][10].
- 8 października – położenie stępki „Principe de Asturias”[45][53].

## Lata 80. XX wieku
1980

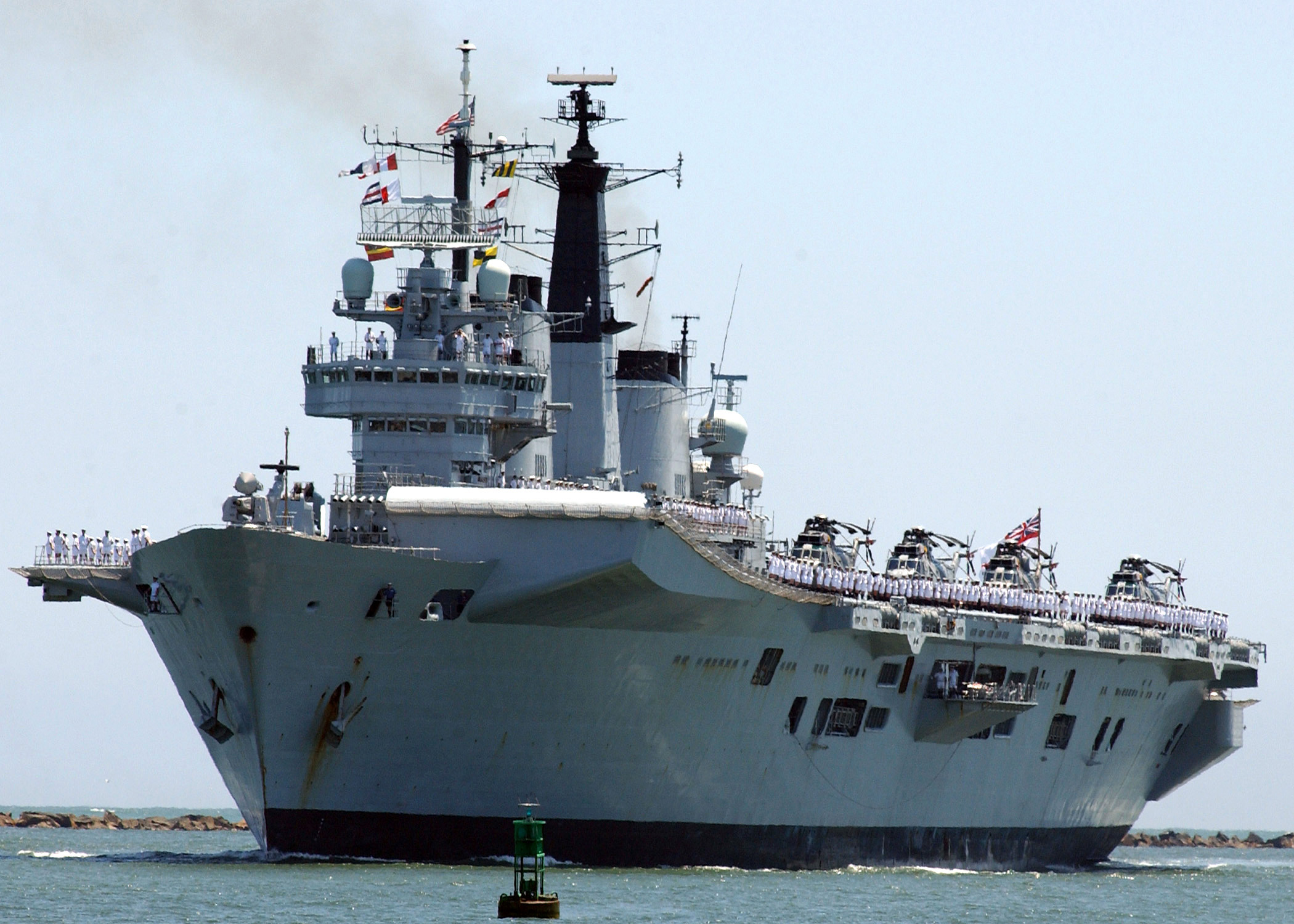
HMS „Invincible”

- 15 marca – USS „Carl Vinson” zwodowany[46].
- 11 lipca – HMS „Invincible” wchodzi do służby[50], pierwszy lotniskowiec specjalnie zbudowany dla samolotów STOVL, pierwszy lotniskowiec wyposażony w pokład startowy w kształcie skoczni.
- 1 sierpnia – USS „Wright” sprzedany na złom[15].
- 22 września – HMS „Ark Royal” sprzedany na złom[8][10].

1981
- 26 marca – położenie stępki „Giuseppe Garibaldi”[54][55].
- 27 marca – HMS „Bulwark” wycofany ze służby[10].
- 10 kwietnia – HMS „Bulwark” sprzedany na złom[10].
- 2 czerwca – HMS „Ark Royal” zwodowany[50].
- 13 października – położenie stępki USS „Theodore Roosevelt”[46].
- 9 grudnia – HMS „Triumph” sprzedany na złom[8][10][29].

1982

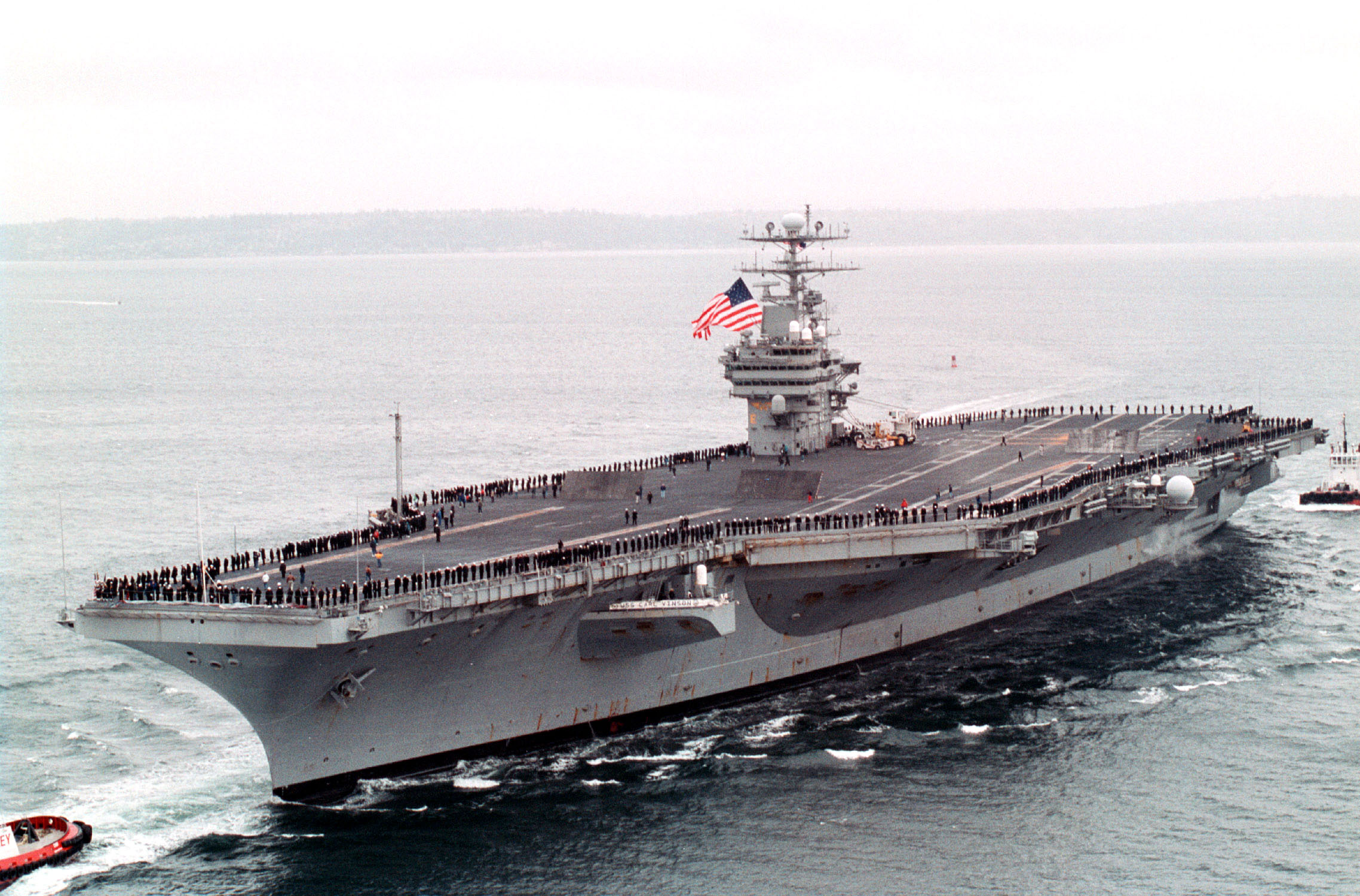
USS „Carl Vinson”

- 25 lutego – australijski rząd ogłasza zamiar kupna okrętu HMS „Invincible” i przemianowania go na HMAS „Australia”.
- 13 marca – USS „Carl Vinson” wchodzi do służby[46].
- 19 marca – Argentyna atakuje Georgię Południową, rozpoczynając wojnę o Falklandy; wstrzymanie planów ograniczenia siły bojowej Royal Navy, w tym szczególnie sił lotniskowcowych; umowa o sprzedaży HMS „Invincible” anulowana.
- 23 marca – USS „Intrepid” skreślony z listy, zachowany jako okręt-muzeum[21].
- 1 kwietnia – „Baku” zwodowany[52].

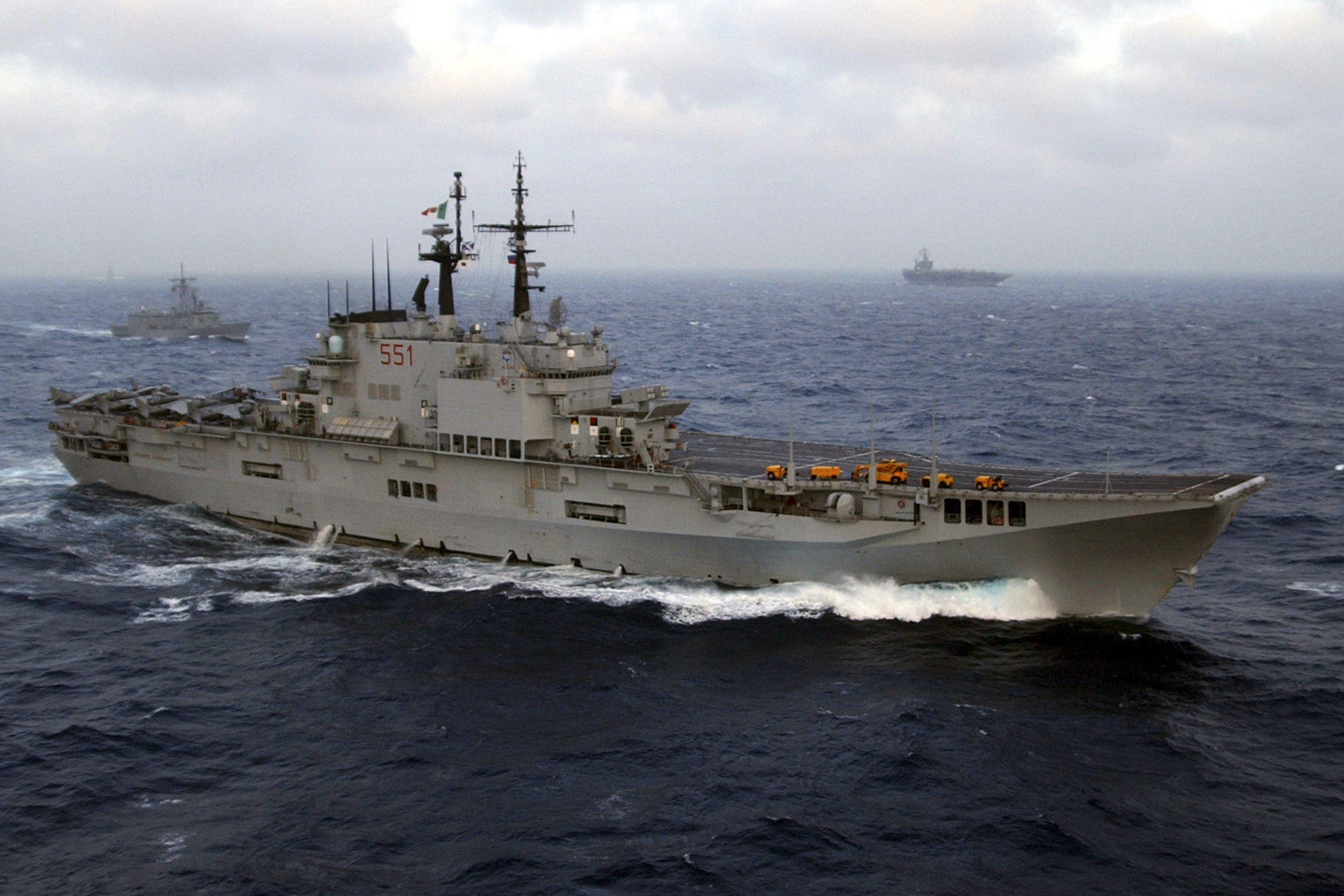
Włoski lotniskowiec „Giuseppe Garibaldi”

- 1 maja – argentyński lotniskowiec ARA „Veinticinco de Mayo” odnajduje flotę brytyjską i próbuje przeprowadzić atak, ale z powodu niesprzyjających wiatrów przerywa atak.
- 2 maja – argentyński krążownik ARA „General Belgrano” zatopiony przez brytyjski okręt podwodny, lotniskowiec ARA „Veinticinco de Mayo” wycofany do bezpiecznego portu na resztę wojny.
- 22 maja – „Principe de Asturias” zwodowany[45][53].
- 30 maja – HMAS „Melbourne” wycofany ze służby[36].
- 14 czerwca – Argentyna poddaje Falklandy, kończąc wojnę.
- 20 czerwca – HMS „Illustrious” wchodzi do służby[50].
- 5 lipca – USS „Shangri-La” skreślony z listy[21].
- 14 sierpnia – „Noworossijsk” wchodzi do służby[47].

1983
- 4 czerwca –„Giuseppe Garibaldi” zwodowany[54][55].
- 6 listopada – położenie stępki „Riga”[56].

1984
- 12 kwietnia – HMS „Hermes” wycofany ze służby, przeniesiony do rezerwy pierwszego rzutu (ang. maintained reserve)[8].
- 27 października – USS „Theodore Roosevelt” zwodowany[46].
- 3 listopada – położenie stępki USS „Abraham Lincoln”[46].
- 18 listopada – „Riga” przemianowany na „Lieonid Brieżniew”[47].

1985
- ARA „Veinticinco de Mayo” uznany za nieoperacyjny (niebojowy), odstawiony do rezerwy z możliwością modernizacji[41].
- HMAS „Melbourne” sprzedany na złom[36].
- 30 września – „Giuseppe Garibaldi” wchodzi do służby jako helikopterowiec przeciwpodwodny[54][55].
- 1 listopada – HMS „Ark Royal” wchodzi do służby[8][50].
- 5 grudnia – „Lieonid Brieżniew” zwodowany[47][56].
- 6 grudnia – położenie stępki „Riga”[47].

1986
- kwiecień – HMS „Hermes” sprzedany Indiom[8].
- 15 kwietnia – amerykańskie bombardowanie Libii przez samoloty bazujące na lotniskowcach i lądzie.
- 25 sierpnia – położenie stępki USS „George Washington”[46].
- 25 października – USS „Theodore Roosevelt” wchodzi do służby[46].

1987

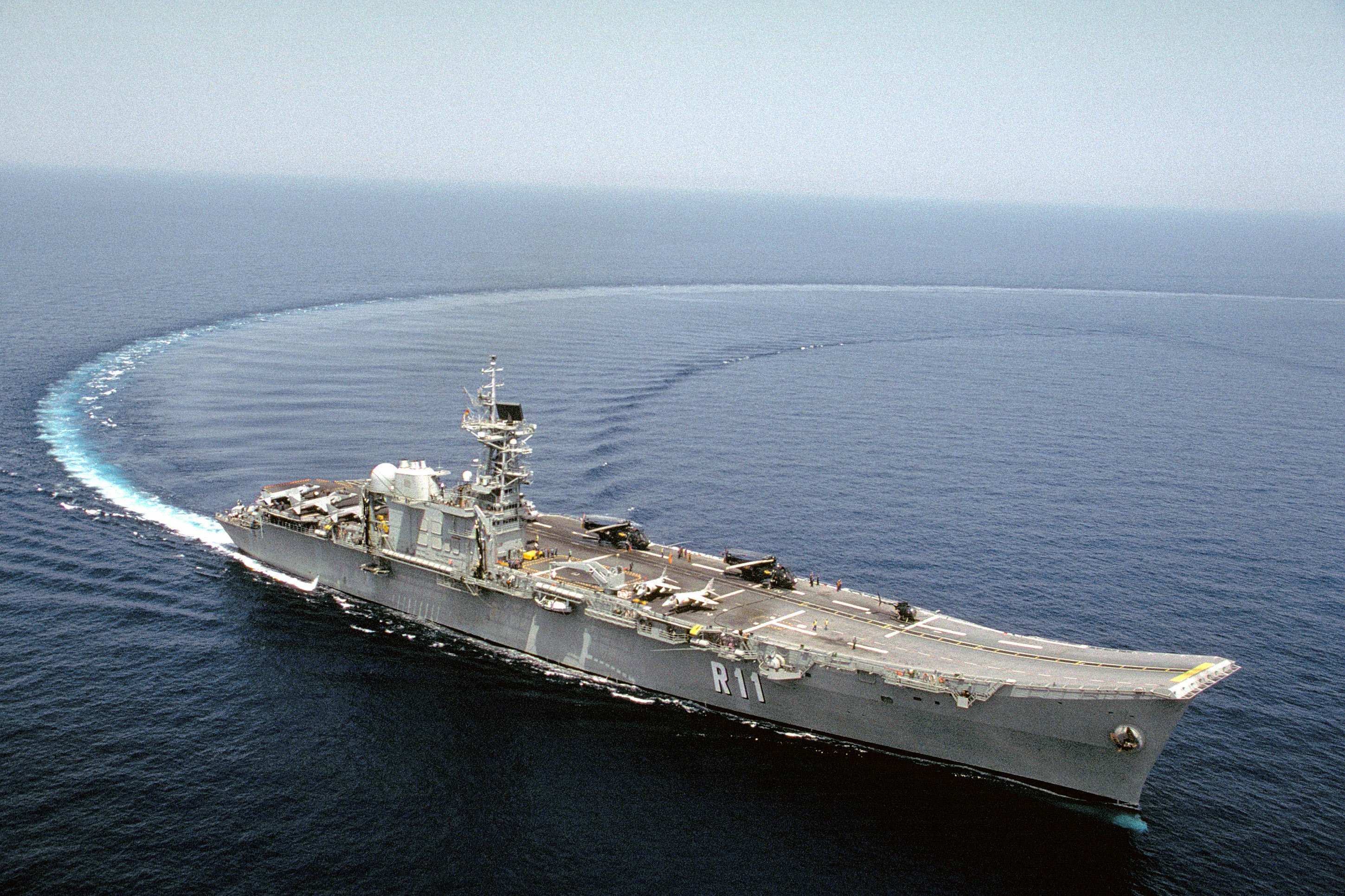
Hiszpański lotniskowiec „Principe de Asturias”

- 12 maja – HMS „Hermes” przemianowany na INS „Viraat”[28].
- 11 grudnia – „Baku” wchodzi do służby[47][52][57].

1988
- 13 lutego – USS „Abraham Lincoln” zwodowany[46].
- 30 maja – „Principe de Asturias” wchodzi do służby (Hiszpania)[45][53].
- 9 sierpnia – USS „Shangri-La” sprzedany na złom[21].

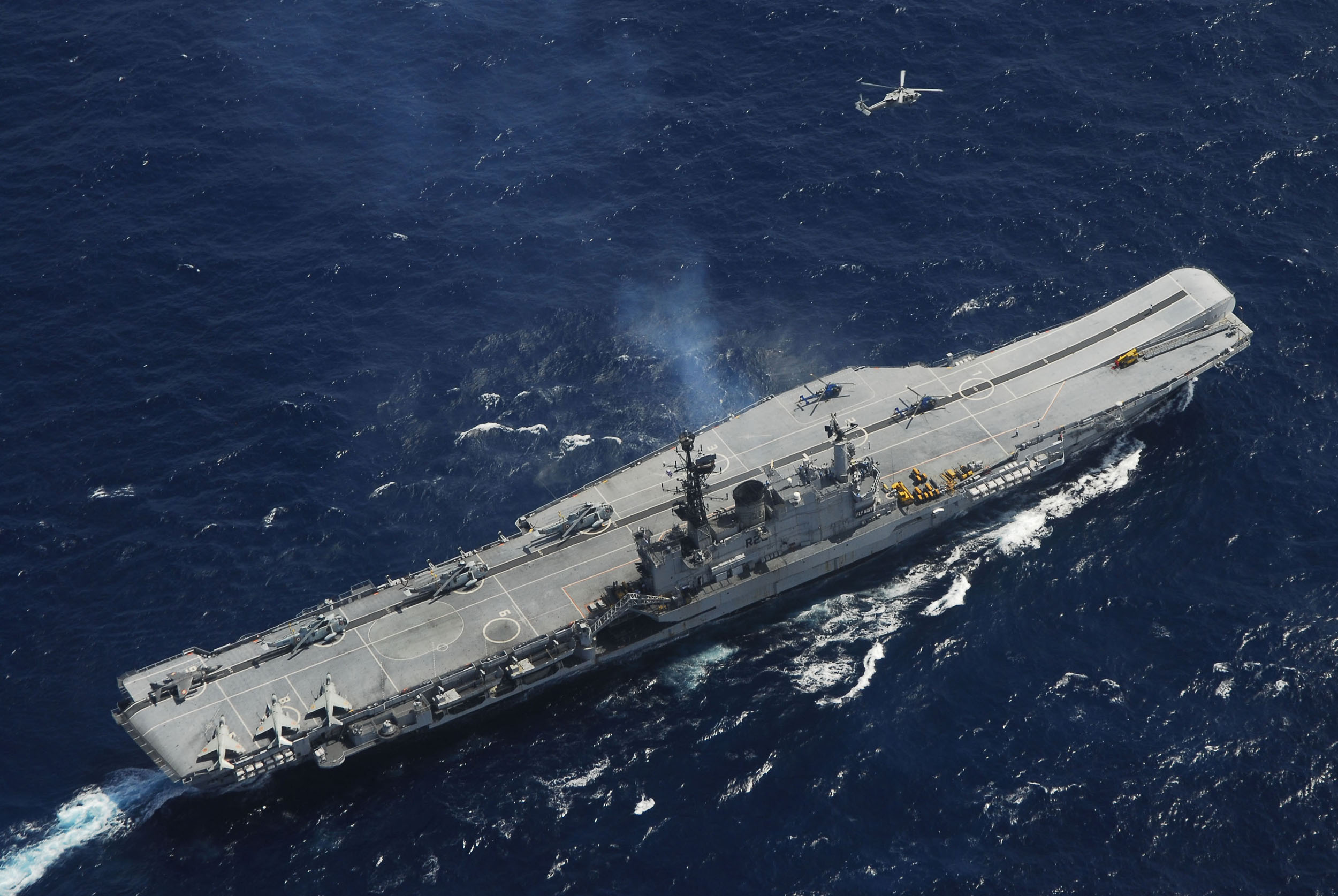
Indyjski lotniskowiec INS „Viraat”

- październik – „Lieonid Brieżniew” przemianowany na „Tbilisi”[47].
- 25 listopada – położenie stępki „Ulianowsk”[47].
- 4 grudnia – „Riga” zwodowany[47].

1989
- „Giuseppe Garibaldi” zabiera samoloty Harrier rozpoczynając włoskie operacje z wykorzystaniem samolotów bazujących na lotniskowcu.
- INS „Vikrant” kończy operacje typu CATOBAR i jest przerobiony do obsługiwania samolotów typu STOVL (zabudowanie pokładu startowego ze skocznią)[28].
- 15 lutego – INS „Viraat” wchodzi do służby[28].
- 14 kwietnia – położenie stępki „Charles de Gaulle” we Francji[13][58]; pierwszy nieamerykański lotniskowiec o napędzie nuklearnym[59].
- 25 lipca – USS „Hornet” skreślony, zachowany jako okręt-muzeum[11]; USS „Oriskany” skreślony z listy z myślą o zachowaniu jako okręt-muzeum albo zezłomowaniu[11].
- 5 sierpnia – „Dédalo” wycofany ze służby w Hiszpanii[22][45].
- 20 września – „Bon Homme Richard” i „Bennington” skreślone z listy[21].
- 11 listopada – USS „Abraham Lincoln” wchodzi do służby[46].

## Lata 90. XX wieku
1990
- „Riga” przemianowany na „Wariag”[47].
- 30 kwietnia – USS „Coral Sea” wycofany ze służby[21].
- 21 lipca – USS „George Washington” zwodowany[46].
- 2 sierpnia – I wojna w Zatoce Perskiej rozpoczyna się atakiem Iraku na Kuwejt.
- 4 października – „Tbilisi” przemianowany na „Admirał Kuzniecow”[60].

1991

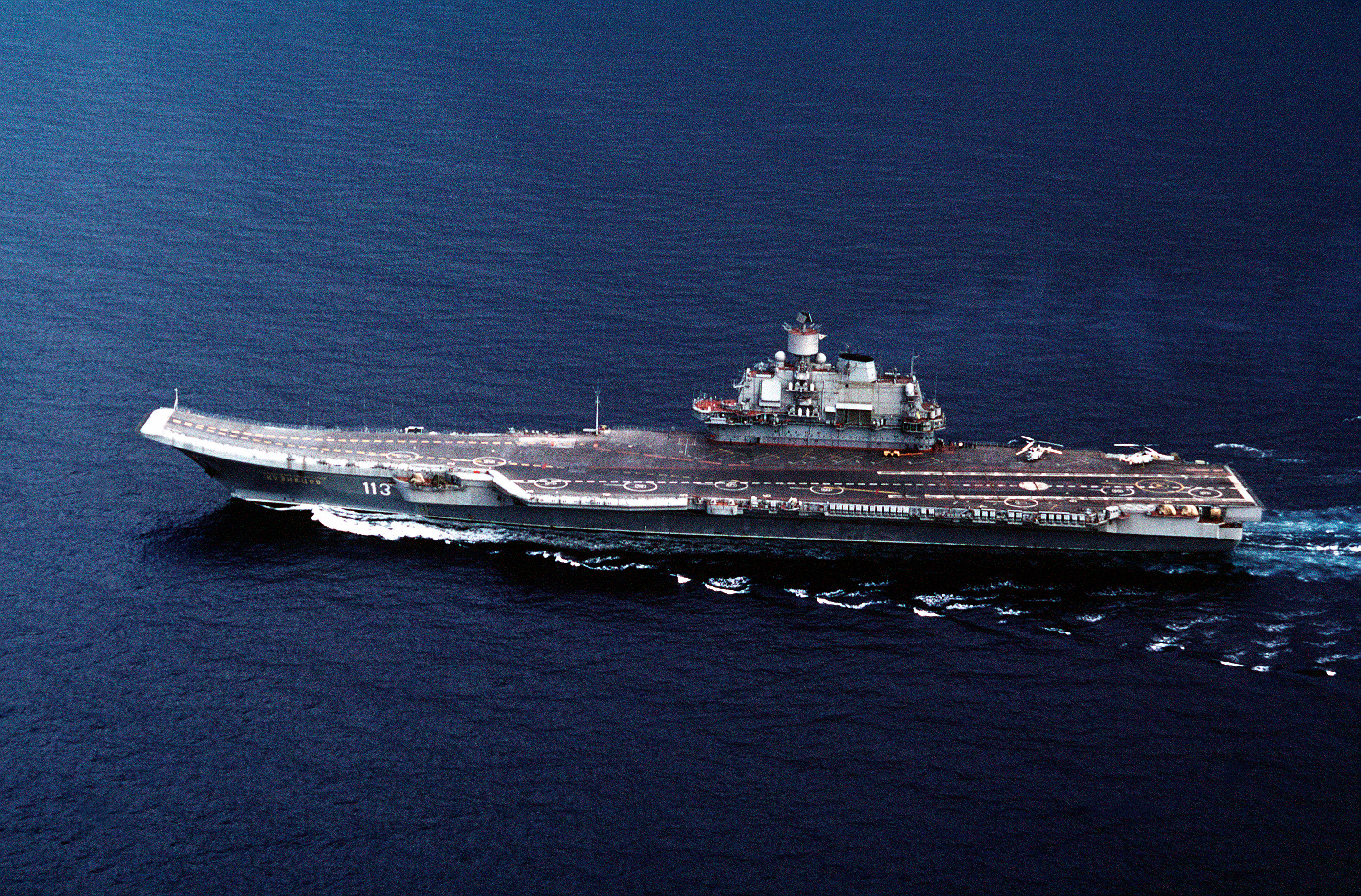
„Admirał Kuzniecow”

- „Baku” przemianowany na „Admirał Gorszkow”[57].
- 21 stycznia – „Admirał Kuzniecow” wchodzi do służby jako pierwszy radziecki lotniskowiec klasyczny[47][56].
- 28 lutego – I wojna w Zatoce Perskiej kończy się wstrzymaniem ognia
- 13 marca – położenie stępki USS „John C. Stennis”[46].
- 1 listopada – budowa radzieckiego lotniskowca „Ulianowsk” przerwana przy 40% zaawansowania, następnie anulowana[47].
- 8 listopada – USS „Lexington” wycofany ze służby[21].
- 25 grudnia – ZSRR rozpada się, koniec zimnej wojny.

1992
- budowa „Wariag” zatrzymana, kadłub przekazany Ukrainie[47].
- 4 lutego – niedokończony „Ulianowsk” zezłomowany[47]; USS „Bon Homme Richard” sprzedany na złom[15].
- 11 kwietnia – USS „Midway” wycofany ze służby, zachowany jako okręt-muzeum[15].
- 15 czerwca – USS „Lexington” przekazany z przeznaczeniem na okręt-muzeum[15].
- 4 lipca – USS „George Washington” wchodzi do służby[46].
- wrzesień – „Noworossijsk” odstawiony do rezerwy[47].

1993

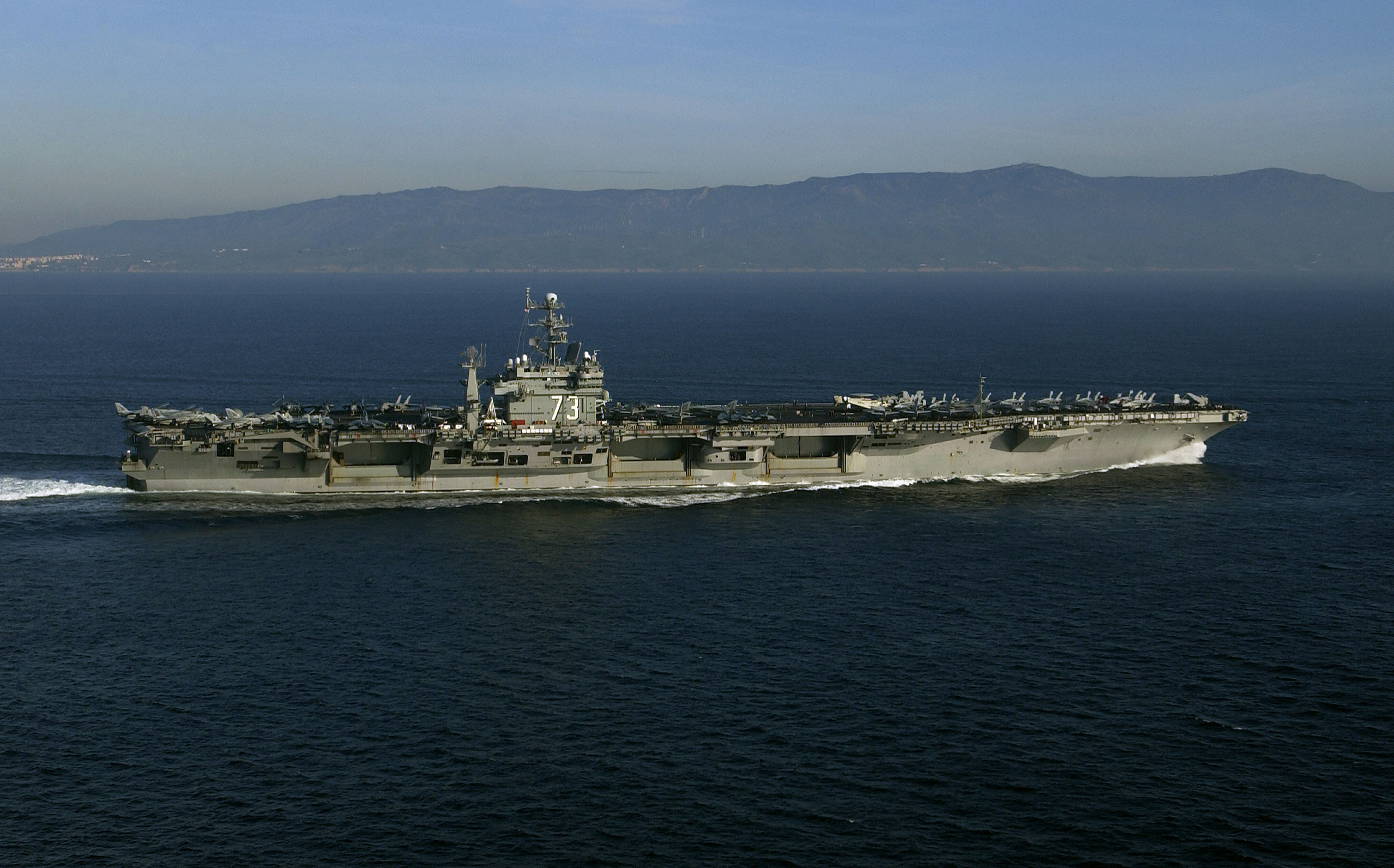
USS „George Washington”

- 7 maja – USS „Coral Sea” sprzedany na złom[15].
- 30 czerwca – krążowniki lotnicze „Kijew”, „Mińsk” i „Noworossijsk” wycofane ze służby w Rosji[47].
- 10 lipca – USS „Ranger” wycofany ze służby, zatrzymany z przeznaczeniem na okręt-muzeum do 2004[16][21].
- 11 września – USS „Forrestal” wycofany ze służby[21], przeznaczony do przekazania chętnym do przerobienia go na okręt-muzeum[15].
- 13 listopada – USS „John C. Stennis” zwodowany[46].
- 29 listopada – położenie stępki USS „Harry S. Truman”[46].

1994
- 1 grudnia – USS „Bennington” sprzedany na złom[15].
- 7 maja – „Charles de Gaulle” zwodowany[58].
- 12 lipca – położenie stępki „Chakri Naruebet”[61][62].
- 20 sierpnia – USS „Saratoga” wycofany ze służby[15].

1995

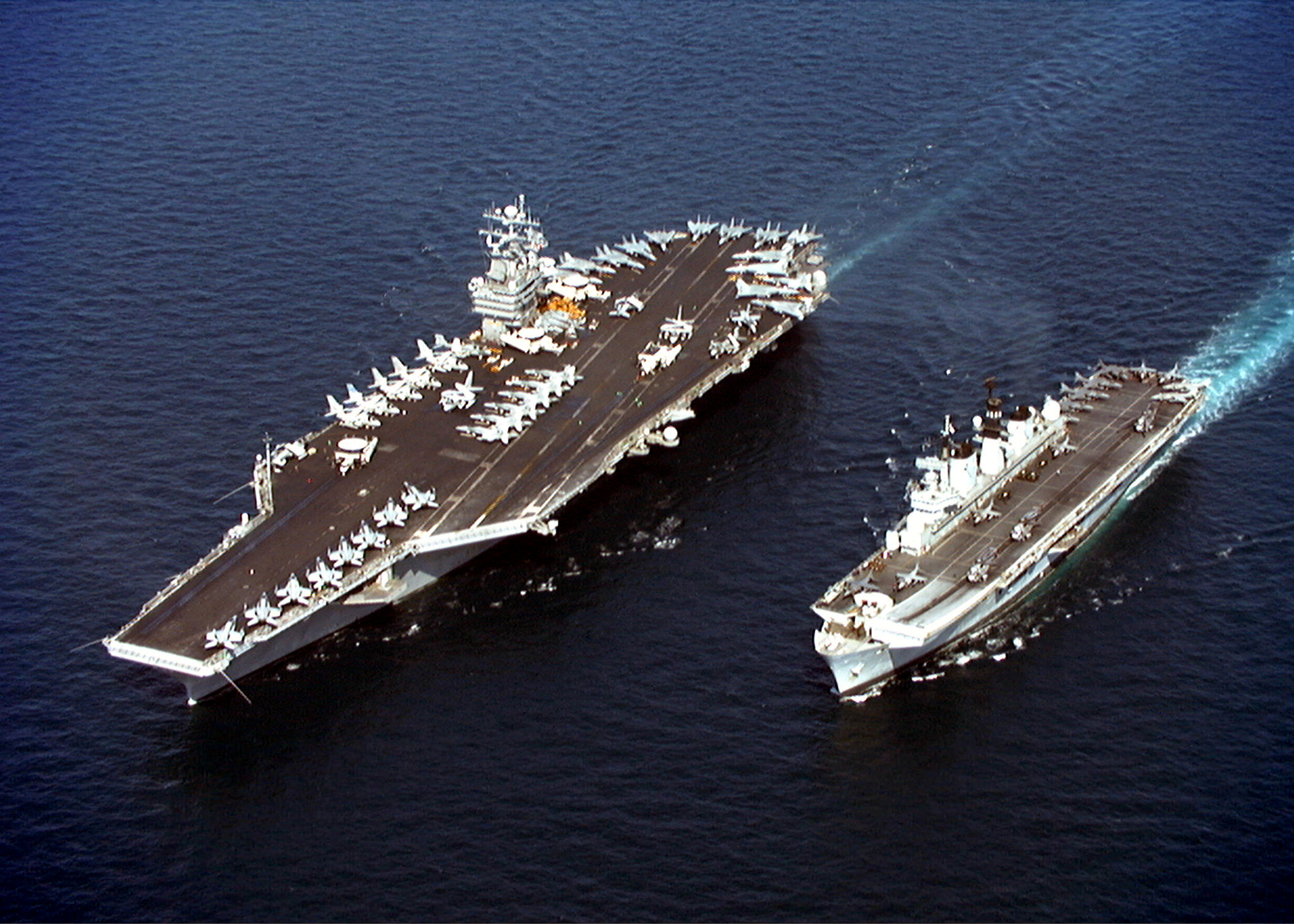
USS „John C. Stennis” (po lewej) i HMS „Illustrious” (po prawej)

- 1 sierpnia – „Noworossijsk” i „Mińsk” sprzedane na złom, „Mińsk” niezezłomowany[47].
- 9 września – USS „Oriskany” sprzedany na złom, niezezłomowany[15].
- 9 grudnia – USS „John C. Stennis” wchodzi do służby[46].

1996
- 20 stycznia – HTMS „Chakri Naruebet” zwodowany[61][62].
- 9 sierpnia – USS „America” wycofany ze służby[21].
- 14 września – USS „Harry S. Truman” zwodowany[46].

1997

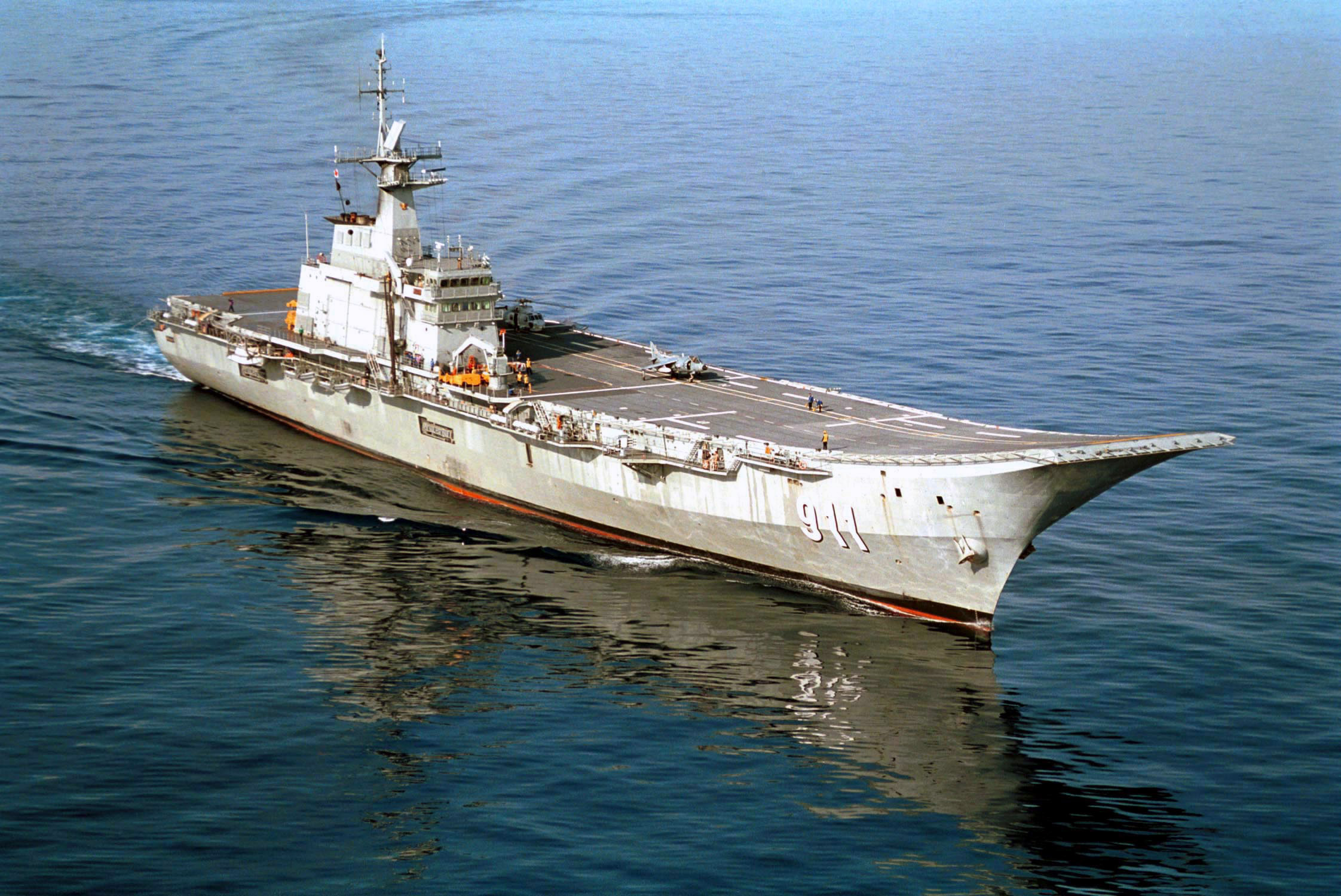
HTMS „Chakri Naruebet”

- ARA „Veinticinco de Mayo” wycofany ze służby w Argentynie[41].
- 31 stycznia – INS „Vikrant” wycofany ze służby, zachowany jako okręt-muzeum w Mumbaju[28].
- 27 marca – HTMS „Chakri Naruebet” wchodzi do służby[61] – pierwszy lotniskowiec Tajlandii.
- 30 lipca – USS „Oriskany” wraca do US Navy z powodu błędów firmy złomującej[15].
- 1 października – „Clemenceau” wycofany ze służby we Francji[39].

1998

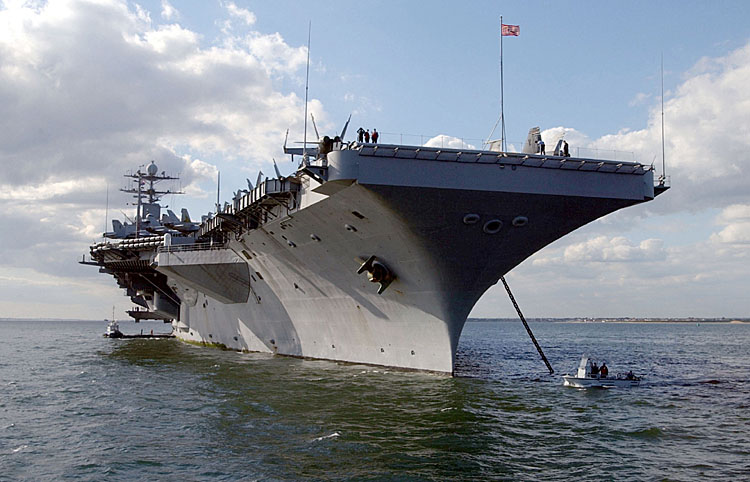
USS „Harry S. Truman”

- 12 lutego – położenie stępki USS „Ronald Reagan” (CVN-76)[21].
- kwiecień – „Wariag” sprzedany Chinom[47].
- sierpień – „Mińsk” przeholowany do Chin z przeznaczeniem na park rozrywki[49].
- 30 września – USS „Independence” wycofany ze służby[21].
- 25 lipca – USS „Harry S. Truman” wchodzi do służby[46].

1999
- styczeń – ARA „Veinticinco de Mayo” sprzedany na złom[41].

## Od 2000 do 2010
2000

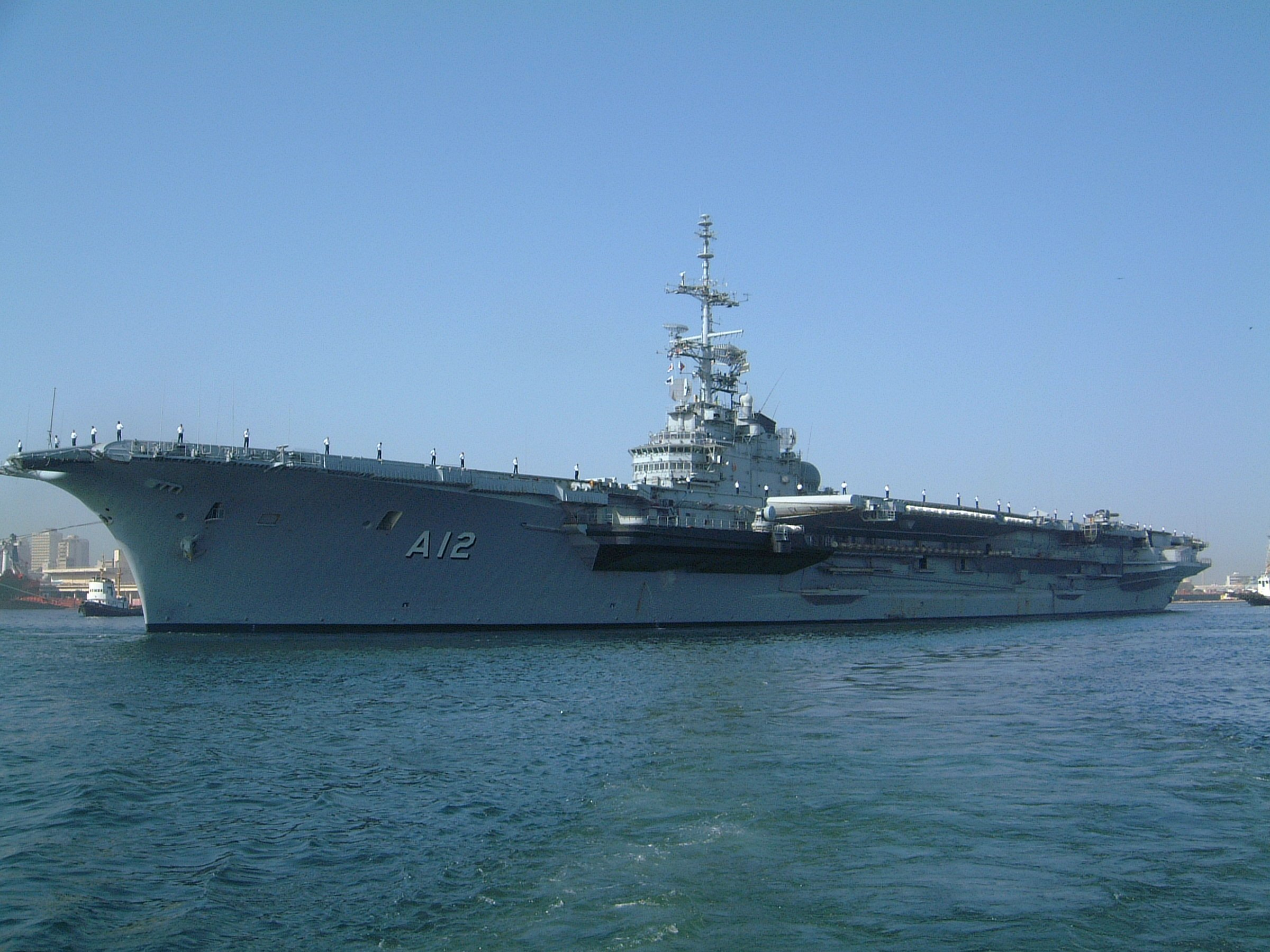
Brazylijski lotniskowiec NAe „São Paulo”

- 1 stycznia – USS „Saratoga” przeznaczony dla przerobienia na okręt-muzeum po znalezieniu chętnych na przejęcie go[15].
- październik – złomowanie „Dédalo” ex. „Cabot” rozpoczęte[16][22].
- 15 listopada – „Foch” wycofany ze służby we Francji, wraca do służby jako NAe „São Paulo” w Brazylii[63].

2001

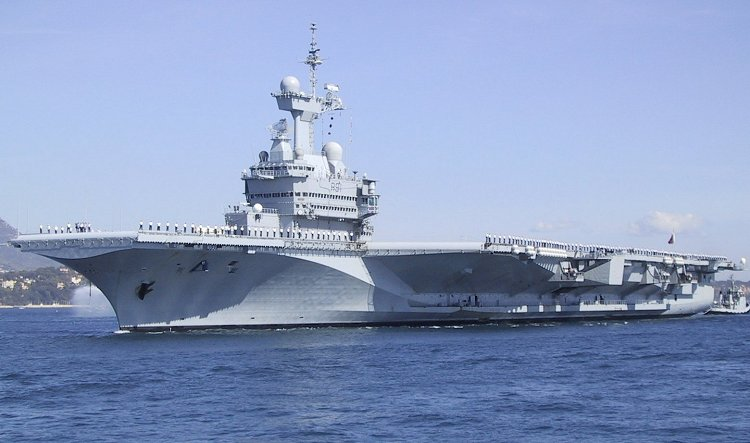
Francuski lotniskowiec „Charles de Gaulle”

- 10 marca – USS „Ronald Reagan” zwodowany[21].
- 18 maja – „Charles de Gaulle” wchodzi do służby we Francji[13].
- 17 lipca – położenie stępki „Cavour” we Włoszech[64].
- 7 października – początek wojny w Afganistanie.
- 16 października – NAeL „Minas Gerais” wycofany ze służby[65].

2003
- 20 marca – początek amerykańskiej inwazji na Irak
- 12 lipca – USS „Ronald Reagan” wchodzi do służby[21].
- 7 sierpnia – USS „Constellation” wycofany ze służby[11][21].
- 6 września – położenie stępki USS „George H.W. Bush”[66].
- 11 września – USS „Forrestal” przeznaczony do skreślenia z listy[21].
- 2 grudnia – USS „Constellation” skreślony z listy[21].

2004
- NAeL „Minas Gerais” sprzedany na złom[65].
- 20 stycznia – „Admirał Gorszkow” sprzedany Indiom; ma zostać przebudowany na lotniskowiec klasyczny i przemianowany na INS „Vikramaditya”[67].
- kwiecień – USS „Independence” przeznaczony do zatopienia jako sztuczna rafa.
- 20 lipca – „Cavour” zwodowany[64].

2005
- 11 kwietnia – rozpoczęcie cięć blach pod INS „Vikrant”[68].
- 19 kwietnia – USS „America” odholowany na morze w celu wykorzystania do testów z amunicją bojową[69].
- maj – położenie stępki „Juan Carlos I”[70]
- 14 maja – USS „America” zatopiony[15].
- 3 sierpnia – HMS „Invincible” wycofany ze służby, przesunięty do rezerwy do 2010[71].

2006
- 17 maja – USS „Oriskany” zatopiony jako sztuczna rafa[11][15].
- 31 maja – „Minsk” sprzedany na aukcji, dalsze losy nieznane[49].
- 7 października – USS „George H.W. Bush” zwodowany[66].

2007
- 1 sierpnia – USS „John F. Kennedy” wycofany ze służby, przeniesiony do rezerwy[21].

2008

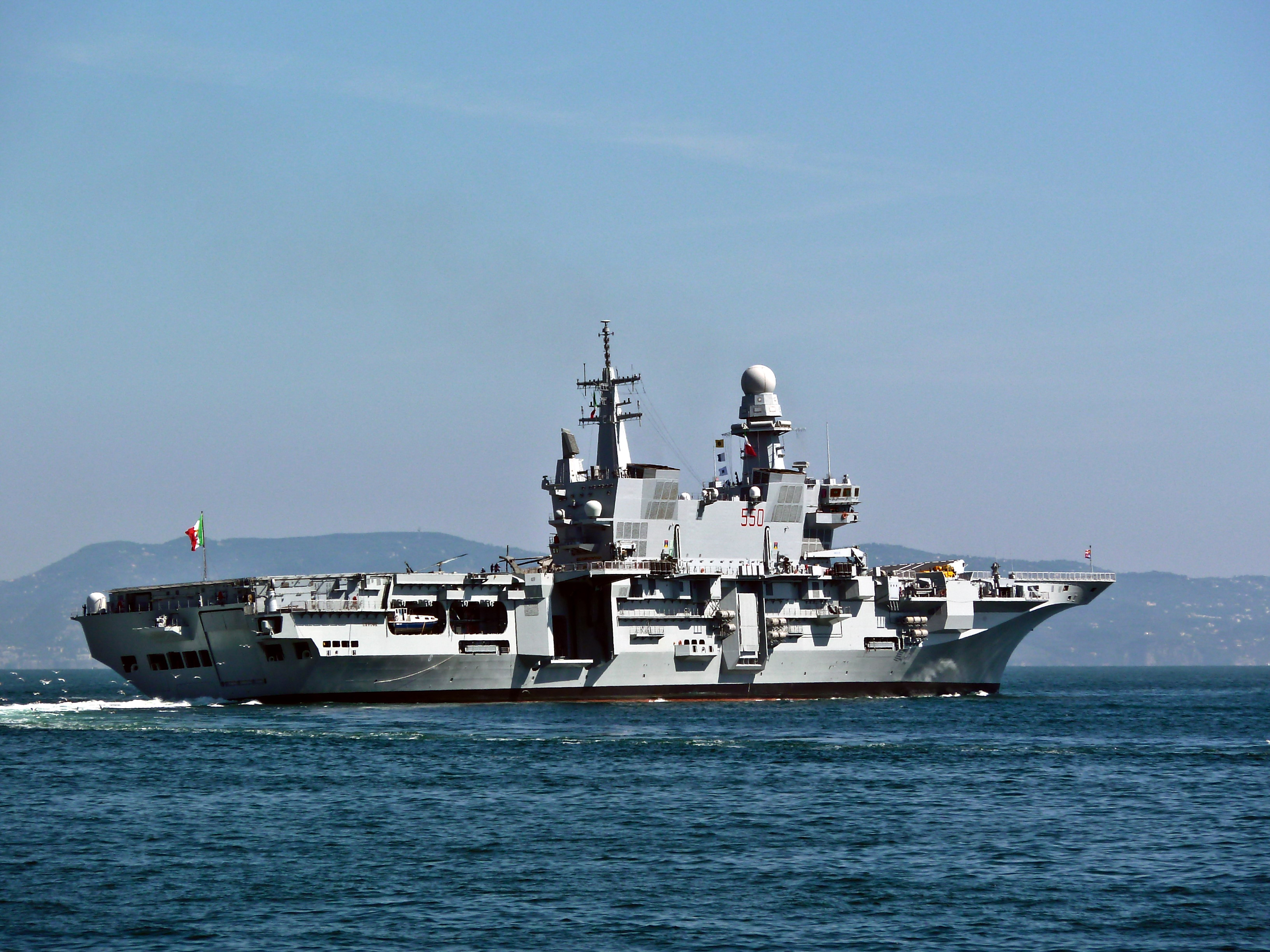
Włoski lotniskowiec „Cavour”

- luty – USS „Forestal” przygotowywany do zatopienia jako sztuczna rafa, USS „Independence” i USS „Constellation” zaplanowane do zezłomowania w ciągu pięciu lat[72].
- 10 marca – „Juan Carlos I” zwodowany[70].
- 27 marca – „Cavour” wchodzi do służby[64].

2009
- 10 stycznia – USS „George H.W. Bush” wchodzi do służby[73], ostatni okręt typu Nimitz.
- 28 lutego – położenie stępki INS „Vikrant”.
- 12 maja – USS „Kitty Hawk” wycofany ze służby, umieszczony w rezerwie[74].
- 7 lipca – pierwsze cięcie blach HMS „Queen Elizabeth”[75].
- 14 listopada – położenie stępki USS „Gerald R. Ford”, pierwszego lotniskowca typu Gerald R. Ford.

## Od 2011 do 2019
2011
- 25 lutego – pierwsze cięcie blach USS „John F. Kennedy”[76][77].

2012
- 25 września – wejście do służby pierwszego chińskiego lotniskowca „Liaoning” (eks rosyjski „Wariag”).

2013
- 16 listopada – INS „Vikramaditya” wchodzi do służby w Indiach[78].
- 13 grudnia – „Principe de Asturias” skreślony z listy floty (Hiszpania)[79].

2014
- 17 lipca – wodowanie lotniskowca HMS „Queen Elizabeth”.

2015
- 25 maja – wodowanie lotniskowca INS „Vikrant”.

2016
- 24 czerwca – połączenie ostatniej sekcji kadłuba lotniskowca HMS „Prince of Wales”.

2017
- 14 lutego – wycofanie ze służby brazylijskiego lotniskowca „São Paulo”
- 6 marca - wycofanie ze służby indyjskiego lotniskowca INS "Viraat"
- 7 grudnia - wcielenie do służby brytyjskiego HMS "Queen Elizabeth" (R08)

2018
- Brytyjski "Ocean" sprzedany Brazylii i wcielony do służby jako "Atlântico"

2019
- Brytyjski HMS "Prince of Wales" (R09) wcielony do służby.
- Chiński "Shandong" wcielony do służby

## Od 2020 do dziś
2022
- Chiński "Fujian" zwodowany
- Indyjski INS "Vikrant" wcielony do służby

### Książki
- Australian Naval Aviation Museum: Flying stations: a story of Australian naval aviation. Sydney: Allen & Unwin, 1998, s. 289. ISBN 1-86448-846-8.
- Vic Cassells: The Capital Ships: their battles and their badges. East Roseville, NSW: Simon & Schuster, 2000. ISBN 0-7318-0941-6. OCLC 48761594. Brak numerów stron w książce
- Roger Chesneau: Aircraft Carriers of the World, 1914 to the Present. An Illustrated Encyclopedia. Annapolis, Maryland: Naval Institute Press, 1984. ISBN 0-87021-902-2. Brak numerów stron w książce
- Conway’s All the World’s Fighting Ships 1922–1946. Robert Gardiner, Roger Chesneau (red.). London: Conway Maritime Press, 1980. ISBN 0-85177-146-7. (ang.).
- Timothy Hall: HMAS Melbourne. North Sydney, NSW: George Allen & Unwin, 1982, s. 223. ISBN 0-86861-284-7. OCLC 9753221.
- Neil McCart: HMS Albion 1944-1973 The Old Grey Ghost. Fan Publications, 1995, s. 128. ISBN 0-9519538-6-9.
- Lisle Abbott Rose: Power at Sea: The Breaking Storm, 1919-1945. University of Missouri Press, 2007, s. 514. ISBN 0-8262-1703-6.
- Captain Richard Sharpe OBE RN: Jane’s Fighting Ships 2000–2001. Wyd. 103. Coulsdon, Surrey, UK: Jane’s Information Group Limited, 2000, s. 907. ISBN 0-7106-2018-7.Sprawdź autora:1.
- Ray Sturtivant: British naval aviation: the Fleet Air Arm 1917-1990. London: Arms & Armour Press Ltd, 1990, s. 224. ISBN 0-85368-938-5.

### Artykuły
- Barrie Barber: Navy Commissions Final Nimitz-class Aircraft Carrier, USS George H.W. Bush. NAVY.mil, 12 stycznia 2009. [dostęp 2009-01-13].
- Zachary M. Peterson: Navy sink list includes Forrestal, destroyers. NavyTimes, 26 lutego 2008. [dostęp 2009-01-02].
- Herbert M. Friedman, Ada Kera Friedman. Shot Into the Air. „Invention & Technology Magazine”. 21 (4), Spring 2006. AmericanHeritage.com. [dostęp 2008-09-19].brak numeru strony

### Strony internetowe
- A-Z list of the Aircraft Carriers. [w:] Fleet Air Arm Archive 1939–1945 [on-line]. fleetairarmarchive.net. [dostęp 2008-09-16].
- About USS George H. W. Bush (CVN 77). [w:] Official Web Site of Pre Comissioning Unit George H.W. Bush (CVN 77) [on-line]. USN Official Web Site. [dostęp 2008-12-31]. [zarchiwizowane z tego adresu (2 marca 2009)].
- America’s Final Mission. The USS America Carrier Veteran’s Association. [dostęp 2008-11-05]. [zarchiwizowane z tego adresu (1 marca 2009)].
- Cavour – Light multirole Aircraft Carrier. [w:] Mezzi Militari Italiani e Internazionali [on-line]. digilander.libero.it. [dostęp 2008-09-26].
- DANFS. [w:] Naval Historical Center [on-line]. United States Navy. [dostęp 2008-09-19].
- France hands over aircraft carrier to Brazil. [w:] CNN.com world>americas [on-line]. CNN.com. [dostęp 2008-10-26].
- HMS Furious 1917. [w:] Royal Navy [on-line]. RN official web site. [dostęp 2008-09-19]. [zarchiwizowane z tego adresu (2008-06-13)].
- HMS Invincible. [w:] Royal Navy [on-line]. RN official web site. [dostęp 2009-01-02].
- Indigenous Aircraft Carrier. [w:] Indian Navy [Bharatiya Nau Sena] [on-line]. Bharat Rakshak. [dostęp 2008-08-27]. [zarchiwizowane z tego adresu (8 sierpnia 2008)].
- A.P. Tully: KIDO BUTAI!. [w:] Imperial Japanese Navy Page [on-line]. Combinedfleet.com. [dostęp 2008-09-16].
- Michael Emmerich: Kreigsmarine Ships: Aircraft Carrier. [w:] German Naval History [on-line]. Michael Emmerich. [dostęp 2008-12-28].
- LHD Juan Carlos I. [w:] Armada Española [on-line]. Armada Española official web site. [dostęp 2009-01-02].
- Minas Gerais. [w:] Global Security [on-line]. GlobalSecurity.org. [dostęp 2008-09-14].
- Naval Vessel Register. US Navy. [dostęp 2008-09-24].
- The early years. [w:] A Brief History of U.S. Navy Aircraft Carriers [on-line]. USN official web site. [dostęp 2008-09-16].
- The Carrier List. [w:] The US Navy Aircraft carriers [on-line]. USN Official web site. [dostęp 2008-11-05].
- USS Enterprise CVN-65. USN Official web site. [dostęp 2008-12-30]. [zarchiwizowane z tego adresu (17 stycznia 2015)].
- „CV FOCH (R 99)”, „CV CLEMENCEAU (R 98)”, Carriers, French Fleet Air Arm, data dostępu 24 września 2008
- „HMAS Melbourne (II)”. navy.gov.au. [zarchiwizowane z tego adresu (2011-06-14)]., „HMAS Sydney (III)”, HMAS Vengeance”, HMA Ship Histories, Sea Power Centre, Royal Australian Navy official web site, data dostępu 13 września 2008
- „Admiral Flota Sovetskogo Soyuza Kuznetsov”, „Baku”, „Kiev”, „Kiev Class Overview”, „Minsk”, „Novorossiysk”, Maritime Quest, maritimequest.com
- „Audacious Class Fleet Aircraft Carriers”. btinternet.com. [zarchiwizowane z tego adresu (2007-06-21)]., „Colossus Class Light Fleet Aircraft Carriers”, The Royal Navy Postwar, britishwarships.cjb.net’
- „Argentina”, „Brazil”, „Canada”, „France”, „Germany”, „India”, „Japanese Aircraft Carriers”, „Master List of RN Carriers”, „Master List of US Carriers”, „Russia & The Soviet Union”, „Spain”, „Thailand”, World Aircraft Carriers List, Haze Gray & Underway
- Construction Begins on Navy’s Newest Aircraft Carrier. US Navy. [dostęp 2011-06-04].
- Kennedy będzie miał swój drugi lotniskowiec. TVN24.pl. [dostęp 2011-06-04]. [zarchiwizowane z tego adresu (10 czerwca 2011)].